# Littérature néerlandaise de la première moitié du XXe siècle
Cet article traite de la littérature néerlandaise de la première moitié du XXe siècle.

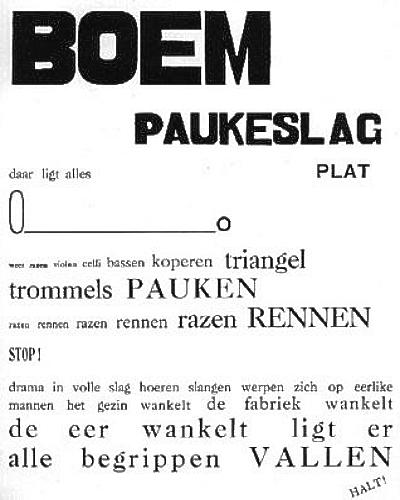
Boem Paukeslag (Boum ! coup de timbale), un poème de Paul van Ostaijen (1896-1928), paru dans le recueil Bezette Stad (Ville occupée, de 1921).

## Justification

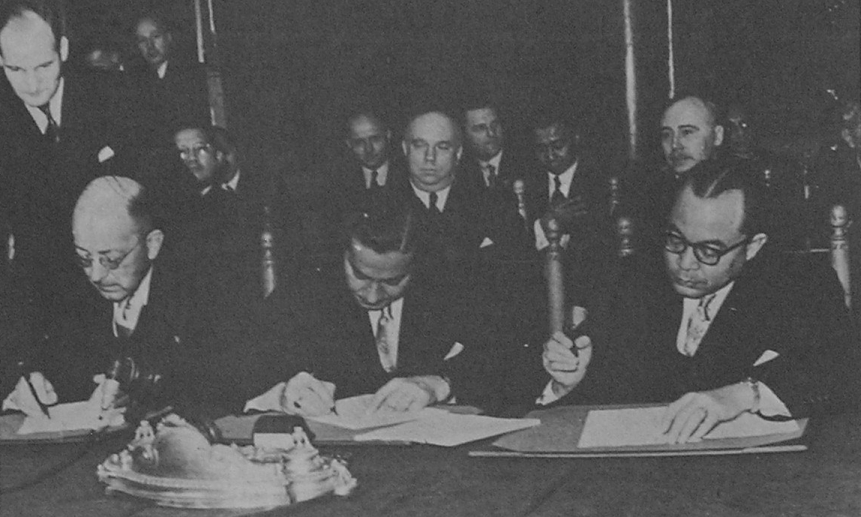
Van Maarseveen, le sultan Hamid II et Hatta signent l'accord impliquant le transfert par les Pays-Bas de la souveraineté sur le territoire des anciennes Indes néerlandaises à la république des États-Unis d'Indonésie en 1949.

La limite initiale, dans le temps, de cet article sera parfois dépassée dans l'intérêt de la cohérence de l'article, conçu comme la suite de celui sur la littérature néerlandaise du XIXe siècle. Le choix d'une date qui apparaît de prime abord comme arbitraire, et non comme une rupture, est toutefois justifié du fait des événements qui se produisent vers cette époque, notamment la reconstruction d'après-guerre, l'adoption d'une nouvelle orthographe néerlandaise (en Flandre en 1946 et aux Pays-Bas en 1947), l'effondrement de l'empire colonial néerlandais après le transfert de la souveraineté des Indes orientales néerlandaises à l'Indonésie (le 27 décembre 1949), l'avènement d'une nouvelle génération littéraire, celle des Vijftigers (les « cinquantards »), en 1949 et, pour ce qui est des événements à l'échelle internationale, parmi d'autres faits de l'histoire de l'après-guerre, le début de la guerre froide, qui conduit à la division de l'Europe en deux entités - l'une occidentale et capitaliste, et l'autre orientale et communiste -, un processus illustré par la création de deux États allemands : la République démocratique allemande et la République fédérale d'Allemagne en 1949.
Dans cet article, dans la plupart des cas, la date accompagnant la traduction française du titre d'un ouvrage néerlandais correspond à celle de la publication de la première édition, non pas à celle de la conception de l'œuvre littéraire.

## La littérature néerlandaise de la première moitié duXXesiècle

### AprèsVan Nu en Straksen Flandre

#### Le courant catholique

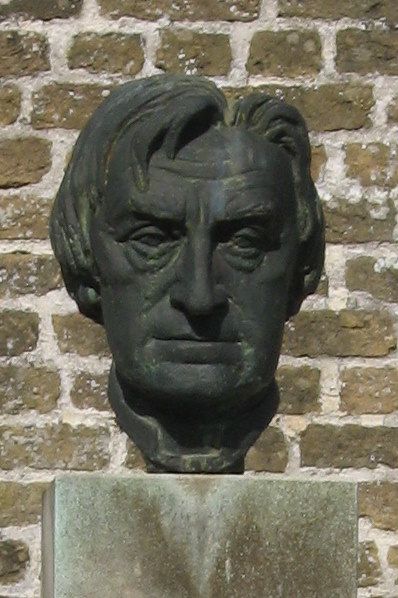
Tête de bronze (à Alveringem) de Cyriel Verschaeve (1874-1949) par le sculpteur Maurits Witdouck.

Les rédacteurs de Van Nu en Straks (De maintenant et de tout à l'heure) ne manifestent aucune unité de croyances philosophiques et religieuses. Le concert des opinions prend fin après la disparition de Van Nu en Straks. Vers 1900, la jeune génération catholique se regroupe autour de trois revues : Jong Dietschland (Jeune Pays thiois, 1898-1914), Dietsche Warande en Belfort (Garenne thioise et Beffroi, dès 1900) et Vlaamsche Arbeid (Labeur flamand, 1905-1914 et 1919-1930).
Jong Dietschland est plus rigide et plus combatif que la revue de conception plus large Dietsche Warande en Belfort. Ses dirigeants, Lodewijk Dosfel et Cyriel Verschaeve, poursuivent l'esprit et la tradition de Rodenbach.
Dans le métier de poète, Lodewijk Dosfel (1881-1925) voit une vocation : c'est la mission humaine la plus élevée. Il est avant tout un éthicien, qui publie de la poésie (Gedichten, ou Poèmes, de 1900), des pièces (Wereldeinde, ou La Fin du monde, et Joas, de 1908), et de nombreuses réflexions (Verzamelde opstellen, ou Articles recueillis, de 1907, et C. Verschaeve, sur Cyriel Verschaeve, de 1919).
Les œuvres de Cyriel Verschaeve (1874-1949) sont abondantes et grandioses. En tant que poète lyrique, il publie, sauf toute une série de poèmes de jeunesse dans la Vlaamsche Vlagge (Le Drapeau flamand) et Ons Leven (Notre Vie), des hymnes évocateurs dans Zeesymfonieën (Symphonies marines, de 1922) et Nocturnen (Nocturnes, de 1937).
Par l'entremise de Maria Elisa (ou Marie Élisabeth) Belpaire (1853-1948), l'autrice de quelques essais (Christen ideaal, ou Idéal chrétien, de 1899, et Het landleven in de letterkunde der XIXe eeuw, ou La Vie à la campagne dans la littérature du XIXe siècle, de 1902) et de biographies (Constance Teichmann, de 1908, Beethoven, de 1911, et Dickens, de 1929), les revues Het Belfort et De Dietsche Warande, respectivement flamande et néerlandaise, fusionnent pour devenir Dietsche Warande en Belfort (Garenne thioise et Beffroi). Julius Persyn (1878-1933) dirige la rédaction à partir de 1905.
Julius Persyn, docteur en philologie germanique et professeur à l'université de Gand, est l'inspirateur de la revue littéraire Dietsche Warande en Belfort, qu'il conduit à travers un nouvel essor. Son principal mérite réside dans la critique et la jouissance admirative de la littérature. Son dogme esthétique solide se fonde sur le néothomisme. Il écrit, entre autres, De psychologie van het woord (La Psychologie de la parole, de 1902), Over letterkunde (Sur la littérature, 4 volumes, publiés de 1907 à 1919), ouvrages par lesquels il répand sa connaissance encyclopédique. Sa critique dogmatique, que le libéral Vermeylen ne peut pas suivre, est le mieux définie dans Kiezen, smaken en schrijven (Choisir, goûter et écrire, de 1907), un ouvrage qui sera inséré dans les Aesthetische verantwoordingen (Justifications esthétiques, de 1925).
La troisième revue autour de laquelle se sont rassemblés les auteurs catholiques est Vlaamsche Arbeid (Labeur flamand, 1905-1914 et 1919-1930).
Les premières années donnent une image plutôt confuse. Dans le fond, la revue, dont le secrétaire de rédaction est Karel van den Oever (1879-1926), est catholique. Mais, outre les noms des auteurs qui forment le noyau catholique, nous trouvons ceux d'André de Ridder (1888-1961), de Firmin van Hecke (1884-1961), de Gust L. van Roosbroeck (1888-1936), de Paul Kenis (1885-1934), qui constitueront le groupe du Boomgaard, puis de Herman Teirlinck (1879-1967), de Fernand Toussaint van Boelaere (1875-1947) et de bien d'autres. Les premières années, leur intérêt va également à des auteurs catholiques peu orthodoxes : Villiers de L'Isle-Adam, Barbey d'Aurevilly, Bloy et Huysmans. En 1908-1909, De Ridder évince Karel van den Oever en tant que secrétaire de rédaction. La rupture est inévitable : les libres penseurs quittent la revue pour en fonder une autre : De Boomgaard (Le Verger).
Les deux grandes figures du Vlaamsche Arbeid sont Karel van den Oever, dans sa période non-expressionniste, et Jozef Muls.
Jozef Muls (1882-1961) est surtout l'esthète qui nous laisse des évocations sensibles de villes et de paysages (Steden, ou Villes, de 1913, et Het levende Oud-Antwerpen, ou Le Vieil Anvers vivant, de 1919), des biographies (Hugo Verriest, de 1926) et des souvenirs d'amis décédés (Melancholia, ou Mélancolie, de 1929). Le plus grand mérite de Muls réside dans ses activités en qualité d'historien de l'art - il est conservateur du Musée des beaux-arts d'Anvers – et de	 défenseur de l'art moderne, en particulier après la Première Guerre mondiale : il écrit Moderne Kunst (L'Art moderne, de 1912), P. Brueghel (sur Pierre Bruegel, de 1924), Van El Greco tot het Kubisme (De El Greco au cubisme, de 1929), Jacob Smits en de Kempen (Jacob Smits et la Campine, de 1937), Memling (de 1939) et Rubens (de 1940).
Joris Eeckhout (1887-1951) écrit dans cette revue de nombreux essais et critiques, qui seront plus tard recueillis dans les Literaire Profielen (Profils littéraires, 14 volumes).
D'autres collaborateurs sont : Emiel van der Straeten (nom de plume d'Emile Delrue, 1887-1918), qui écrit Zuiderkruis, ou Croix du sud, en 1911, et Soedaneesche Legenden, ou Légendes soudanaises, en 1912, qui sont des exemples de littérature exotique ; Jan Hammenecker (1878-1932), le chanteur de l'Escaut ; Hilarion Thans (1884-1963), auteur de poésie religieuse (Omheinde Hoven, ou Jardins clos, de 1913).

#### De Boomgaard
Après la rupture avec Vlaamsche Arbeid, de jeunes libres penseurs créent le Boomgaard (1909-1911). André de Ridder (1888-1961), Paul-Gustave Van Hecke (1887-1967), Firmin van Hecke (1884-1961), Gust L. de Roosbroeck (1888-1936), Paul Kenis (1885-1934), Hugo Walden (1878-1934), il y représentent la jeune génération flamande. Les collaborateurs néerlandais sont Geerten Gossaert (nom de plume de Frederik Carel Gerretson, 1884-1958), Pieter Nicolaas van Eyck (1887-1957), Jan Greshoff (1888-1971), Adrianus Roland Holst (1888-1976), Jakobus Cornelis Bloem (1887-1966) et Reinier van Genderen Stort (1886-1942). En outre, la revue ouvre ses colonnes aux membres de Van Nu en Straks.
Les maîtres des six jeunes Flamands mentionnés plus haut sont Charles Baudelaire, Anatole France, Remy de Gourmont, Rainer Maria Rilke, Oscar Wilde, Hugo von Hofmannsthal, Herman Teirlinck et Karel van de Woestijne.
La génération du Boomgaard est encore plus orientée vers l'Europe que ses prédécesseurs. Cela explique l'aversion pour les romans et les nouvelles qui ont pour cadre la vie paysanne (les « boerenromans » et « boerennovellen ») et l'intérêt porté à la métropole et tout ce qu'elle implique. L'esthétique l'emporte sur l'éthique. Cette génération est plongée dans une atmosphère de civilisation intellectualiste exacerbée, de décadence, de dandysme, de fatigue et d'ennui.
Au Boomgaard appartient Firmin van Hecke (1884-1961), un chercheur passionné de bonheur et de beauté, qui publie Verzen (Vers, de 1912), Beatrijs: een dramatische legende (Béatrice : une légende dramatique, de 1921), Gedichten (Poèmes, de 1925), Lazarus (Lazare, de 1951) ainsi qu'un essai sur Karel van de Woestijne (1951). D'autres auteurs de cette génération sont Hugo Walden (pseudonyme de Jules Temmerman, 1877-1934) avec son roman Elooi in het woud (Eloi dans la forêt, de 1913), et Paul Kenis (1885-1934), qui trouve son inspiration dans des aventures vécues dans la grande ville dans le Roman van een jeugd: een ondergang te Parijs (Roman d'une jeunesse : une chute à Paris, de 1914), suivi du roman De apostelen van het nieuwe rijk (Les Apôtres du nouvel empire, de 1930, une expérience communiste dans les Ardennes) et de Uit het dagboek van Lieven de Myttenaere (Du journal de Lieven de Myttenaere, de 1937). En outre, on connaît de lui une biographie de Villon (1928) et une histoire littéraire des auteurs de Van Nu en Straks (1930). Curieusement, la plupart des membres de cette génération passent, après un certain temps, de l'écriture en néerlandais à celle en français ou en anglais. Paul-Gustave Van Hecke (1887-1967) publie d'abord en néerlandais, ensuite, en français, des vers et des essais. Ses articles sur Dada en fashion (Le Dada et la Mode, de 1921) dans Het Roode Zeil méritent d'être mentionnés. Gust L. van Roosbroeck (1888-1936) écrit des contes de fées néerlandais, émigre vers l'Amérique en 1914, où il devient professeur et où il publie, en anglais, The Legend of the Decadents (La Légende des décadents, des études sur les décadents français), puis Grotesques ainsi qu'une étude sur Gezelle.
Cette génération prometteuse sera paralysée par le déclenchement de la guerre : elle reste dans la mémoire comme « la génération sacrifiée ». Après la guerre, Het Roode Zeil (1920) essaie de faire revivre la tradition, mais les temps ont trop changé. Ces auteurs n'ont pas été assez créatifs pour produire de grands travaux déjà avant le grand conflit mondial, mais ils ont ouvert de nouveaux horizons. Le premier ouvrage d'Elsschot, le roman Villa des Roses (Villa des Roses, de 1913), est écrit dans leur esprit. Le premier recueil de Paul van Ostaijen est imprégné d'une atmosphère semblable.
Jan van Nijlen (1884-1965) se rapproche également d'eux ; ses premiers poèmes sont de la pure confession lyrique, à l'exemple de Karel van de Woestijne, sous une forme équilibrée classique. Het aangezicht der aarde (Le Visage de la Terre, de 1923) et De lokstem en andere gedichten (Le Leurre et autres poèmes, de 1924) exercent un pouvoir plus profond et plus direct. Le travail de Van Nijlen est plein de désir romantique. Edgar du Perron parle plus précisément d'une « nostalgie du sud ». Dans les recueils suivants, son humour passe parfois à une sorte d'autodérision cynique, causée par ses rêves d'enfance inassouvis.

#### Les chantres du terroir

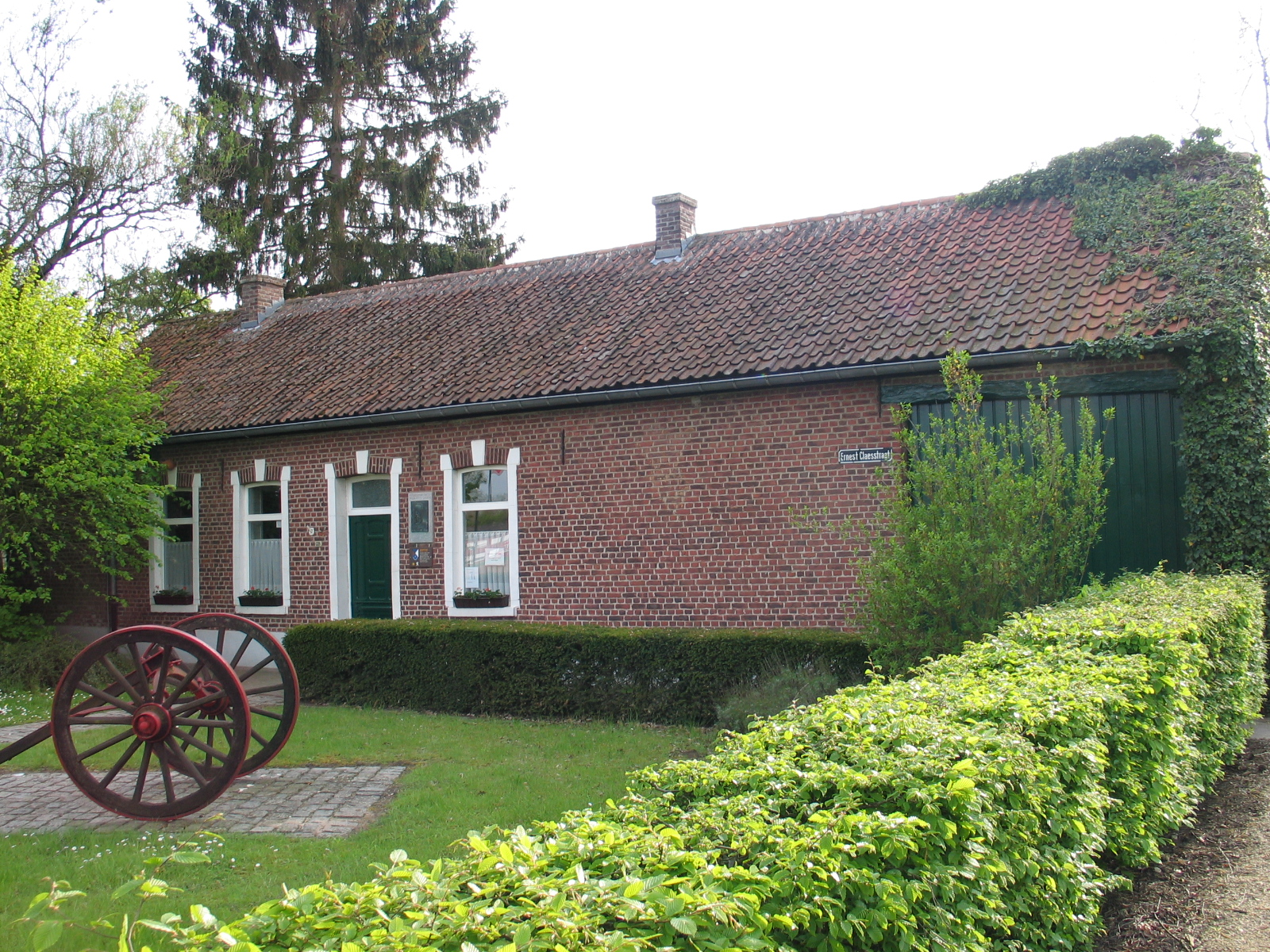
La maison natale d'Ernest Claes (1885-1968) à Zichem.

August Vermeylen a suffisamment de raisons pour lancer, en 1927, son slogan « more brains » (plus d'efforts cérébraux), face au manque d'intelligence dans la littérature flamande. La campagne et ses habitants sont restés des thèmes fertiles pour les écrivains flamands, même s'ils s'engagent, par l'intermédiaire de Van Nu en Straks, dans une voie un peu différente de celle de leurs prédécesseurs romantiques du XIXe siècle. Cependant, il y a deux auteurs de ce courant qui dépassent tous les autres et dont les œuvres peuvent incontestablement rivaliser avec celles de la littérature du terroir (ou de la Heimat) d'autres pays d'Europe occidentale, parce qu'ils mettent l'accent sur l'aspect humain et sur la vie quotidienne des gens ordinaires.

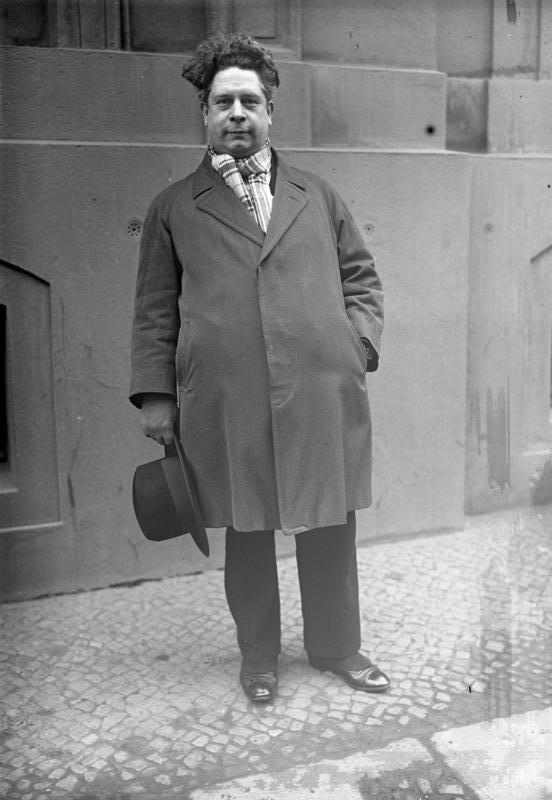
Felix Timmermans (1886-1947), lors d'une visite à Berlin en décembre 1931.

Felix Timmermans (1886-1947), étouffé par une crise de la foi, écrit des nouvelles lugubres : Schemeringen van de dood (Crépuscules de la mort, de 1910). En 1912, il publie, avec Antoon Thiry (1888-1954), les Begijnhof-sproken (Contes de béguinage) qui rappellent d'une façon suggestive l'atmosphère des béguinages. Après une grave maladie, il se libère de la mélancolie et, avec Pallieter (Pallieter, de 1916), il devient tout d'un coup l'auteur flamand le plus lu ; à une époque marquée par la misère de la guerre et le pessimisme, ce livre animé apporte un secours moral aux lecteurs. Pallieter est l'homme libre, qui jouit insoucieusement de la nature et de la plénitude de la vie.
Ernest Claes (1885-1968), diplômé de la Faculté de philologie germanique de l'université de Louvain avec une thèse sur Potgieter, agit, à côté d'August van Cauwelaert (1885-1945), dans un cercle linguistique et littéraire, Met Tijd en Vlijt (Par la patience et la diligence). Après les premières tentatives modestes, Uit mijn dorpken (De mon petit village, de 1906), et des chapitres controversés de son roman De Witte (Filasse) publiés dans la revue Ons Leven (Notre Vie, Louvain) en 1913, il se rattache aux « frontistes » (la génération du Parti du front) avec Uit mijn soldatentijd (Lorsque j'étais sous les armes, de 1917). Ce n'est que le prélude à un plus grand travail : Namen 1914 (Namur 1914, de 1919), Oorlogsnovellen (Nouvelles de guerre, de 1919) et Bei uns in Deutschland (Chez nous en Allemagne, de 1919). Willem Kloos apprécie les chapitres du roman De Witte envoyés pour publication dans De Nieuwe Gids (Le Nouveau Guide) et constituant le noyau du livre, mais se trouve dans l'impossibilité de les insérer dans cette revue. Après la guerre, Claes reprend et achève le récit, qui deviendra son livre le plus populaire (1920).

### Les Pays-Bas de 1900 à la Grande Guerre

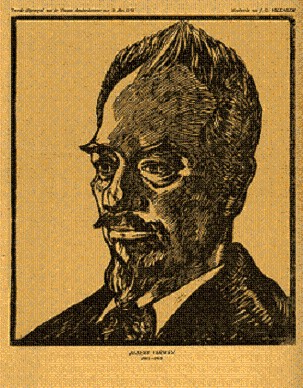
Albert Verwey (1856-1937), par Jan Veth.

À la suite de la crise autour du Nieuwe Gids (1893-1894), plusieurs nouvelles revues voient le jour. Albert Verwey (1856-1937) et Lodewijk van Deyssel (1864-1952) fondent le Tweemaandelijksch Tijdschrift (Revue bimensuelle, 1894 ; après 1902, celle-ci devient un périodique mensuel, De Twintigste Eeuw, ou Le Vingtième Siècle). À cette revue collaborent Frederik van Eeden (1860-1932), Jacobus van Looy (1855-1930), Pieter Cornelis Boutens (1870-1943) et Henriette Roland Holst (1869-1952). En 1896, Frank van der Goes (1859-1939) fonde le mensuel socialiste De Nieuwe Tijd et reçoit comme collaborateurs Herman Gorter (1864-1924), Henriette Roland Holst, Herman Heyermans (1864-1924), Abraham van Collem (1858-1933) et J. Saks (nom de plume de Pieter Wiedijk, 1867-1938).
Pieter Lodewijk Tak (1848-1907) commence avec la Kroniek (La Chronique, 1895-1907). Le Gids (Le Guide) reçoit les contributions de Carel Scharten (1878-1950), Johan de Meester (1860-1931) et Willem Gerard van Nouhuys (1854-1914), qui crée Groot-Nederland (Grande Néerlande) en 1903 avec Louis Couperus (1863-1923) et Cyriel Buysse (1859-1932).
Après la rupture avec Lodewijk van Deyssel (1864-1952), Albert Verwey (1856-1937) fonde un nouvel organe : De Beweging (Le Mouvement, 1905-1919). Autour de celui-ci se rallient beaucoup de nouvelles forces : Aart van der Leeuw (1876-1931), Jan Prins (nom de plume de Christiaan Louis Schepp, 1876-1948), Nico van Suchtelen (1878-1949), Pieter Nicolaas van Eyck (1887-1957), Jacobus Cornelis Bloem (1887-1966), Adrianus Roland Holst (1888-1976), Arthur van Schendel (1874-1946), Pieter Hendrik van Moerkerken (1839-1901) et Geerten Gossaert (1884-1958).

#### Le désir de bonheur et le monde de rêve

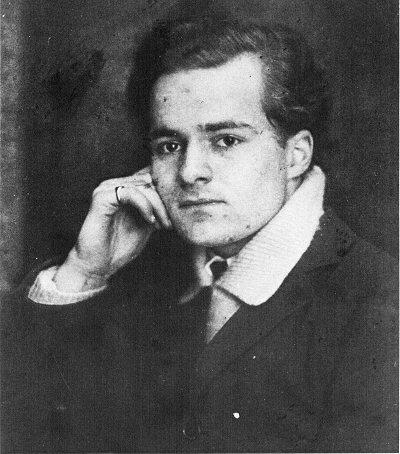
Adrianus Roland Holst (1888-1976).

Les écrivains de la revue De Beweging ont à la fois un idéal esthétique et éthique : ils sont possédés d'un fort désir de bonheur. Depuis que ce bonheur semble irréalisable dans la réalité quotidienne pour la plupart d'entre eux, en tant que romantiques, ils trouvent souvent refuge dans le rêve. Ailleurs, ils se perdent dans des réflexions sur leur existence inassouvie. Les meilleurs d'entre eux prennent également une attitude marquée par l'intellectualisme.
Aart van der Leeuw (1876-1931) remporte ses succès surtout grâce aux romans Ik en mijn speelman (Moi et mon musicien, de 1927) et De kleine Rudolf (Le Petit Rodolphe, de 1930). En outre, il écrit de la poésie qui est joyeusement mélancolique et romantique d'une façon douce : Liederen en balladen (Chansons et Ballades, de 1911), Opvluchten (Des envols, de 1922) et Het aardsche paradijs (Le Paradis terrestre, de 1927). Il nous donne des histoires fantastiques dans De gezegenden (Les Bienheureux, de 1923), Vluchtige begroetingen (Des salutations furtives, de 1925), Verspreid proza (Recueil de prose, de 1932) et Vertellingen (Contes, de 1935).
Dans ses premiers recueils, dont De getooide doolhof (Le Labyrinthe orné, de 1909) est le principal, Pieter Nicolaas van Eyck (1887-1954) cherche un moyen de sortir de la problématique et de la mélancolie qui le hantent. Affranchi de la mélancolie juvénile, assagi par l'acceptation stoïque, il conquiert la joie mûre des sages, l'état d'âme pure du mystique. Dieu, la Terre et l'âme se confondent dans la même gloire. Cela est évident dans Broeder Bernard (Frère Bernard, de 1945), la vie sublime de Bernardo di Quintavalle, sur le premier disciple de saint François d'Assise, le poète exemplaire inégalé. Aussi De Tuin (Le Jardin, de 1945) et Herwaarts (Vers ici, de 1949) en témoignent. Mais Medousa: een mythe (Méduse : un mythe, de 1947) est l'œuvre de sa vie : la synthèse de son sentiment, de ses rêves, de ses pensées et de sa poésie.
Dans son premier recueil, Het verlangen (Le Désir, de 1921), Jacques (ou Jacobus Cornelis) Bloem (1887-1966), rédacteur de la revue De Beweging, atteint un équilibre romantique entre le désir mélancolique de bonheur surnaturel et la résignation. En 1931 paraît Media Vita (Au milieu de la vie). La poésie du recueil De nederlaag (La Défaite, de 1937) s'inspire davantage des expériences personnelles, sublimées dans un jeu d'illusion et de désillusion.
Après ses débuts dans la revue bimensuelle Tweemaandelijksch Tijdschrift, Adrianus Roland Holst (1888-1976) publie Verzen (Poésies, de 1911) et De belijdenis van de stilte (La Confession du silence, de 1913). À Oxford, Roland Holst entre en contact avec Yeats et prend connaissance de la mythologie celtique, dont on trouve de nombreuses traces dans ses œuvres. Les idées reflétées dans Voorbij de wegen (Par-delà les chemins, de 1920) sont les suivantes : la vie, le temps éphémère et les héros qui sont venus, qui ont vécu et qui sont tombés à une époque grandiose. Son époque est un automne sombre et grisâtre. Ainsi, Roland Holst est le poète du désir élyséen de « cette île » d'une beauté et d'une grandeur absolues, qui se situe « par-delà les chemins », loin au-delà de la mer. En plus de ses essais et de ses traductions, Roland Holst écrit des ouvrages en prose dans la même atmosphère onirique et visionnaire que celle de ses vers.
La poésie de Nine van der Schaaf (1882 –1973) est possédée par une force innovatrice. Jan Prins (1876-1948) publie d'abord dans De Twintigste Eeuw (Le Vingtième Siècle), puis dans d'autres journaux. Il chante le paysage néerlandais dans Tochten (Expéditions, de 1911). Des souvenirs du séjour aux Indes orientales néerlandaises de cet officier de marine nous donnent ses Indische gedichten (Poèmes indiens, de 1932). Nico van Suchtelen (1878-1949) écrit une prose pleine d'autoréflexion, de réflexions philosophiques et de sens profond de l'humain dans le très lu Quia absurdum (Parce que c'est absurde, de 1906) et le journal (intime) épistolaire, De stille lach (Le Sourire de l'âme, de 1916). Il traite le problème de la guerre dans Oorlog, feestgelag ter ere van Erasmus (La Guerre : banquet en l'honneur d'Érasme, de 1936). Tat tvam asi : aanteekeningen van een kristalkijker (Ça, c'est toi, de 1933) contient des jugements forts et profonds. Reinier van Genderen Stort (1866-1941) hésite entre l'évasion et l'acceptation de la vie dans De grijsaard en de jongeling (Le Vieillard et le Jeune Homme, de 1919) et, même davantage, dans le roman très remarqué Kleine Inez (Petite Inez, de 1925) et Hinne Rode (un roman sur l'humaniste néerlandais Johannes Rhodius, de 1929). Le dernier roman, Het goede leven (La Belle Vie, de 1938), empreint de religiosité, témoigne de la beauté de la vie, portée par l'amour.

#### Les auteurs aux penchants religieux et sociaux
Alors que la plupart des collaborateurs de la revue De Beweging ne trouvent aucune solution réelle à leur désir du bonheur, d'autres essaient de réaliser leurs idéaux éthiques.

##### Les protestants
Le protestant et célèbre historien de la culture Geerten Gossaert (nom de plume de Frederik C. Gerretson, 1884-1958) ne publie qu'un recueil : Experimenten (Expériences, de 1911).
Willem de Mérode (nom de plume de Willem Eduard Keuning, 1887-1939) est, parmi les protestants, un poète particulièrement important. Parmi les collaborateurs de la revue littéraire Opwaartsche Wegen (Chemins montants), il trouve des âmes qui partagent les mêmes opinions. Dans des vers sereins, sobres, solides et sensés, il chante la lutte entre le péché terrestre et la foi en la grâce divine. Il a également écrit une série de poèmes dans le style chinois. Le recueil De wilde wingerd (La Vigne vierge, de 1936), publié sous la rédaction de Roel Houwink, présente une anthologie des meilleurs morceaux de De Mérode.

##### Un israélite

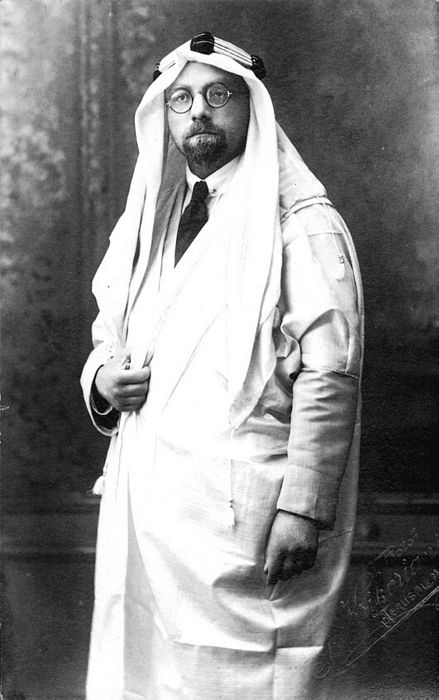
Jacob Israël de Haan (1881-1924), qui est sans doute le premier auteur néerlandophone à aborder le thème de l'homosexualité masculine dans son roman Pijpelijntjes (Scènes de De Pijp, de 1904), est le frère de l'autrice Carry van Bruggen (1881-1932).

Jacob Israël de Haan (1881-1924), frère de l'autrice Carry van Bruggen, est un personnage tragique et déchiré qui débute avec des romans naturalistes : Pijpelijntjes (Scènes de De Pijp, de 1904) et Pathologieën (Pathologies, de 1908). Il publie dans De Beweging. En 1919, poussé par sa vocation sioniste, il s'installe en Palestine, où il enseigne à titre de juriste. Het joodsche lied (Le Chant juif, I, de 1905, et Le Chant juif II, de 1920), de la poésie religieuse et nationaliste juive, témoigne de la paix et de la tranquillité obtenues par la foi retrouvée. Aucun autre poète juif se prononce, dans la littérature néerlandaise, d'une façon aussi poignante sur l'agitation et la tragédie de son peuple.

##### Les catholiques
Grâce à la revue De Katholiek (Le Catholique), fondée en 1842 par Cornelis Broere, la voix des jeunes catholiques se fait entendre. Le secrétaire de rédaction A.M.C. van Cooth se voit bien assisté par Antoon M.J.I. Binnewiertz (1870-1915), laudator ou panégyriste du sentiment exaltant qui se dégage de la génération des « Tachtigers » (« quatre-vingtistes ») dans ses Verzamelde opstellen (Articles recueillis, de 1905) et Gedichten (Poèmes, de 1898).
Sous l'impulsion de M.A.P.C. Poelhekke (1864-1925) et de Jan Kalf (1873-1954), qui sont également convaincus du retard pris par les catholiques dans les arts, les jeunes fondent la revue Van Onzen Tijd (De Notre Temps, 1905-1920), dont Theo Molkenboer (1871-1920), Albertine Steenhoff-Smulders 1871-1931) et Maria Viola (nom de plume de Cornelia Johanna Viola, 1871-1951) assurent la rédaction. À cette revue viennent s'ajouter De Beiaard (Le Carillon, 1916-1926) et De Katholieke Illustratie (L'Illustration catholique).

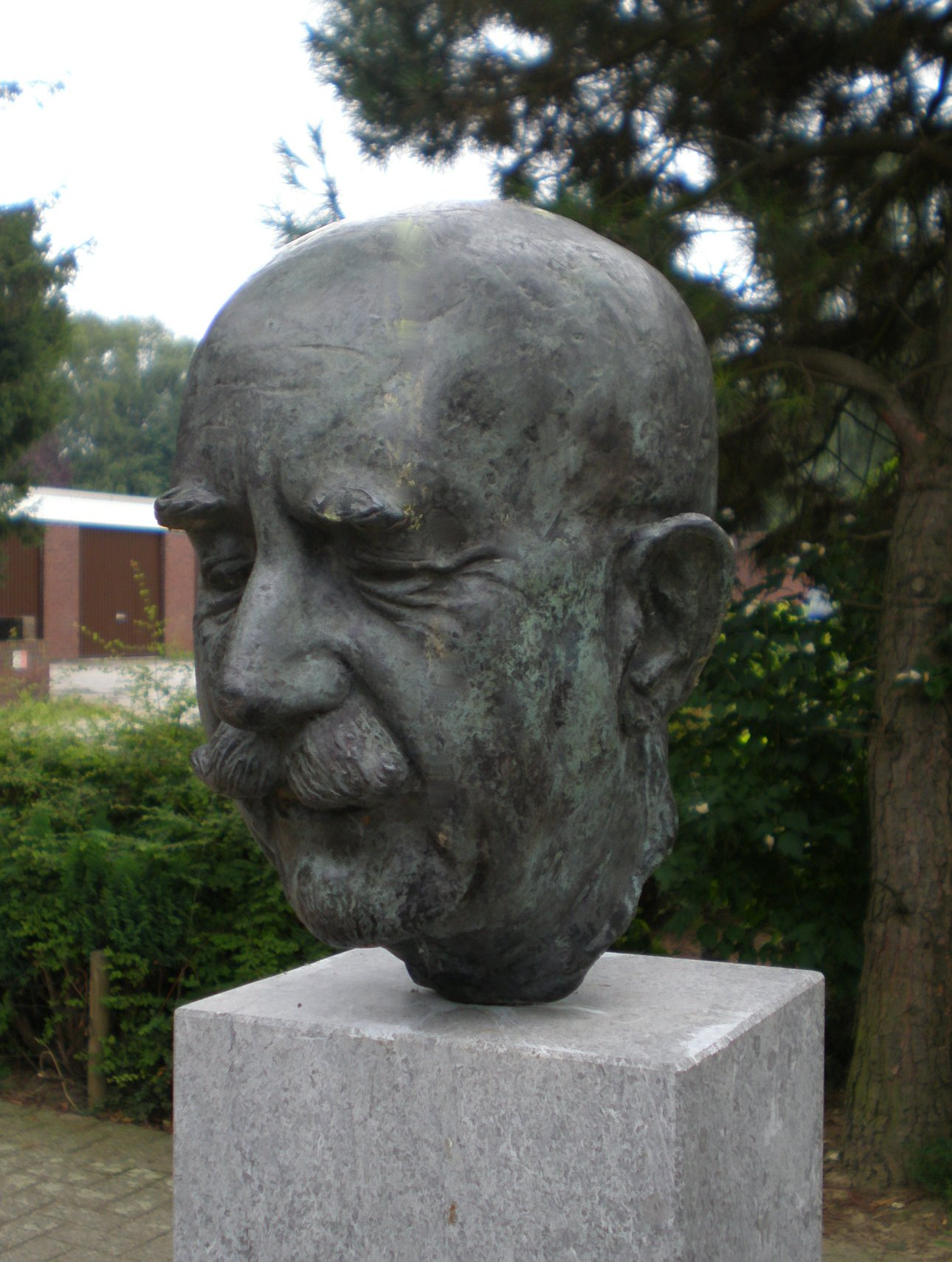
Tête de bronze (à Sittard) de Felix Rutten (1882-1971) par le sculpteur suisse Eduard Eberlé.

Au sein de ce cercle, la poésie est assez faiblement représentée par Antoon Smoor (1867-1945) et par Felix Rutten (1882-1971), dont on connaît les recueils Eerste verzen (Premières poésies, de 1904), Avondrood (Le Crépuscule, de 1913), Goede Vrijdag (Le Vendredi saint, de 1914), Sonnetten (Sonnets, de 1921) et De verzonken tuin (Le Jardin en contrebas, de 1923). Le principal poète est Eduard Brom (1862-1935), dont le premier recueil de poèmes (1886) est introduit par Joseph Alberdingk Thijm, un chef de file des catholiques.
La prose créatrice est pratiquée par Albertine Steenhorst-Smulders (1871-1933) dans des romans historiques prudents et convenables, et un recueil de légendes Uit het biënboec (Du livre des abeilles, de 1904). Marie Koenen (1879-1959) fournit ses lecteurs des Sproken en legenden (Contes et Légendes, de 1916) ainsi que d'autres histoires néoromantiques et des romans populaires. Marie Gijsen (1856-1936) écrit des romans et des récits réalistes sur la vie brabançonne, comme Uit het hart van Brabant (Du cœur du Brabant, de 1913). Ses œuvres annoncent déjà celles d'Antoon Coolen.
Une nouvelle vie est insufflée à l'hagiographie, qui devient une forme de récit autonome dans les œuvres d'Emile Erens (1865-1951) et de Maurits S.C.M. Molenaar (1886-1969). Ce dernier écrit aussi des poèmes et des esquisses sensibles.
Les genres de la critique et de l'essai obtiennent la meilleure part ; surtout Maria Viola (1871-1951) se distingue en tant qu'essayiste. C'est elle aussi qui établit les contacts entre les écrivains des Pays-Bas méridionaux et septentrionaux. Caractéristique est aussi l'étude renouvelée de Vondel, telle qu'elle est appliquée par C.R. de Klerk (1873-1953), Johannes Franciscus Maria Sterck (1859-1941), H.W.E. Moller (1869-1940), Bernard H. Molkenboer (1879-1948) et Gerard Brom (1879-1959). Ce professeur utrechtois s'intéresse en outre à l'histoire du romantisme et écrit, entre autres, Barok en romantiek (Le Baroque et le Romantisme, de 1923) et Romantiek en katholicisme (Romantisme et Catholicisme, de 1926). Cependant, le plus intéressant parmi ces critiques littéraires est Louis Jean Marie Feber (1885-1964), qui nous laisse, entre autres, In de schaduw der waringins (Dans l'ombre des banians, de 1923) et De strijd om de stilte (La Lutte pour le silence, de 1924).

##### Les socialistes

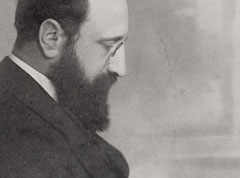
Carel Steven Adama van Scheltema (1877-1924).

Par sa poésie, Carel Steven Adama van Scheltema (1877-1924) devient le premier représentant du nouvel art communautaire (ou social) universellement compréhensible et le chantre tendancieux du Parti social-démocrate des ouvriers, qu'il rejoint, comme d'ailleurs Herman Gorter et Henriette Roland Holst ; mais, pour lui, le socialisme est la base d'une nouvelle conception de l'art qui diffère totalement de celle de ses deux camarades. Importants sont l'essai notoire De grondslagen eener nieuwe poëzie (Les Fondements d'une poésie nouvelle, de 1907), où il explique ses intentions et où il règle son compte aux Tachtigers, et le volumineux ouvrage Kunstenaar en samenleving (L'Artiste et la Société, de 1922), où il étudie la place de l'artiste dans son travail et dans son temps. La chanson populaire, telle que souhaitée par Adama van Scheltema, est concrétisée, dotée d'un certain sens de l'humour, dans les chansons du chanteur de cabaret idéaliste Jacobus Hendrikus (« Koos ») Speenhoff (1869-1945). Le socialiste et sioniste convaincu Abraham Eliazer van Collem (1858-1933) écrit, entre autres, les Russische melodieën (les Mélodies russes, de 1891), Van stad en land (De la ville et de la campagne, de 1907), les Opstandige liederen (les Chansons rebelles, amèrement ironiques, de 1919) et les Liederen der gemeenschap (les Chansons de la communauté, publiées entre 1918 et 1920).

#### Le théâtre entre 1880 et l'avènement de l'expressionnisme

##### Herman Heijermans

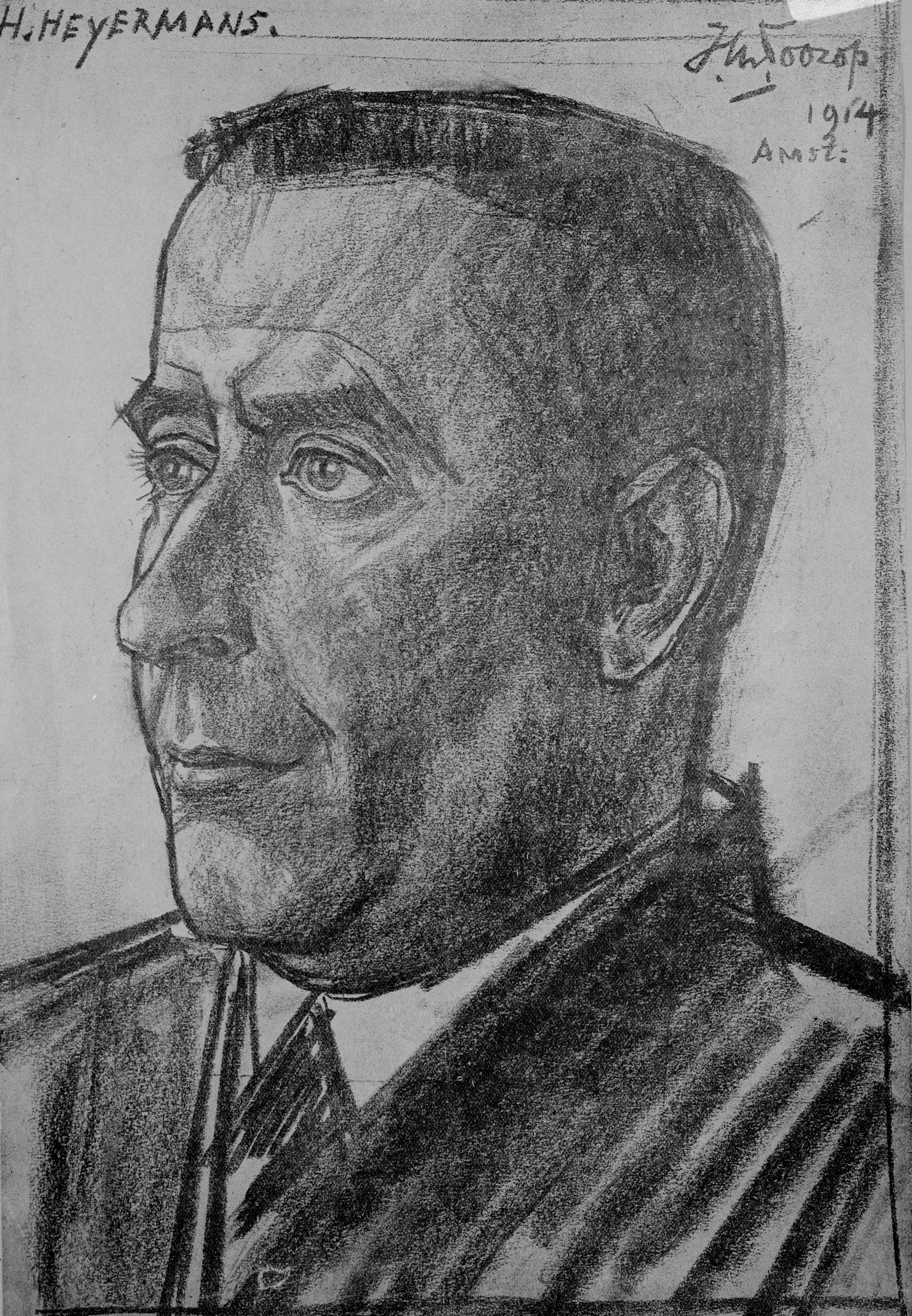
Portrait (1914) du dramaturge Herman Heijermans (1864-1924) par Jan Toorop.

Malgré l'essor pris par la littérature néerlandaise pendant les dernières décennies du XIXe siècle, la dramaturgie atteint rarement des sommets.
Grâce à sa solide technique, à son tempérament dramatique et au choix des problèmes sociaux comme thème de ses pièces, Heijermans (1864-1924) est le seul à acquérir une renommée internationale. Avec sa première épreuve dramaturgique sérieuse, Ahasverus (Assuérus, de 1897), qui traite de la persécution des Juifs en Russie, il remporte de grands succès aux Pays-Bas aussi bien qu'à l'étranger. D'une manière naturaliste, il traite plusieurs autres questions ; ainsi, il brosse le tableau des abus dans l'armée dans le jeu Het pantser (L'Armure, de 1902). Avec son travail de propagande socialiste, il se bat contre l'individualisme, mais il écrit aussi des romans tels que Droomkoninkje (Le Petit Roi des rêves, de 1924). Suivent alors quelques pièces : d'abord, Ghetto (Ghetto, de 1898), un jeu bourgeois en trois actes sur la confrontation entre des personnes de religion différente et sur le conflit, au sein du judaïsme, entre la vieille orthodoxie et la modernité liée au socialisme émergent ; ensuite, Het zevende gebod (Le Septième Commandement, de 1899), un plaidoyer pour l'amour libre ; finalement, le curieux Op hoop van zegen (À la grâce de Dieu, de 1900), son jeu le plus joué, une plainte sévère au goût amer sur la vie tourmentée des pêcheurs et des pêcheuses.
Les 18 volumes de quelque 800 esquisses tragi-comiques représentant des scènes populaires de la vie quotidienne, écrites sous le pseudonyme Samuel Falkland pour les quotidiens De Telegraaf et Algemeen Handelsblad (Gazette générale du commerce) et, par conséquent, surnommées Falklandjes, constituent une continuation artistique et humoristique, bien que sensible, des nouvelles amstellodamoises de Justus van Maurik (1846-1904).

##### Autres dramaturges

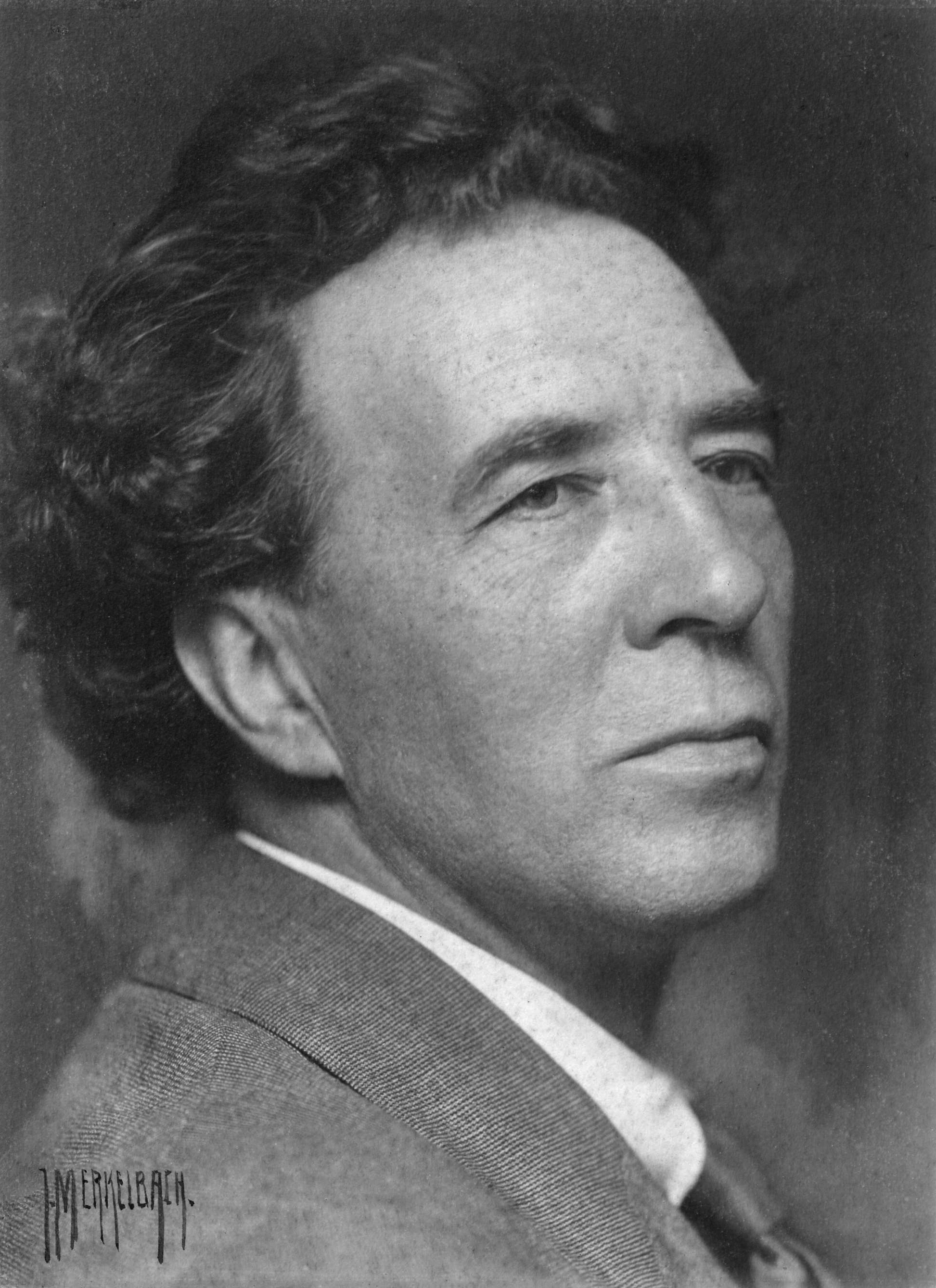
Jan Fabricius (1871-1964), photographié par Jacob Merkelbach.

On peut citer beaucoup d'autres dramaturges mais, contrairement à celles de Heijermans, leurs pièces présentent peu de caractéristiques réellement dramaturgiques, bien qu'elles témoignent de bonnes intentions et qu'elles possèdent une certaine élégance de langage.

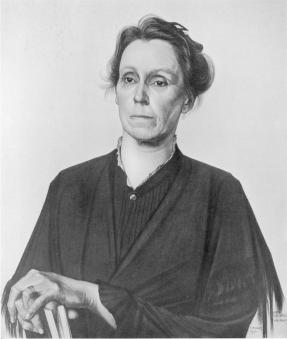
Portrait (1921) d'Henriette Roland Holst (1869-1952) par M. de Klerk.

Le polyvalent Frederik van Eeden donne également le meilleur de lui-même dans ses pièces, dont la plus remarquable est De heks van Haarlem (La Sorcière de Haarlem, de 1915).
Marcellus Emants écrit, entre autres, Adolf van Gelre (Adolphe de Gueldre, de 1888), Fatsoen (Décence, de 1890), Domheidsmacht (Le Pouvoir de la bêtise, de 1904) et Als het getij verloopt (Lorsque la marée descend, de 1920).
Albert Verwey publie trois drames : Johan van Oldenbarnevelt (Jean d'Oldenbarnevelt, de 1895), Jacoba van Beieren (Jacqueline de Bavière, de 1902) et Cola Rienzi (Cola di Rienzo, de 1912).
Henriette Roland Holst écrit quelques jeux scéniques teintés de lyrisme sur ses convictions politiques : De opstandelingen (Les Révoltés, de 1910), Thomas More (Thomas Morus, de 1912) Kinderen (Enfants, de 1923), Wij willen niet (Nous ne voulons pas, un jeu pacifiste de 1931), De roep der stad (L'Appel de la ville, de 1933) et Der vrouwen weg (La Voie des femmes, un chœur parlé de 1933), où elle propage ses idées communistes et professe un socialisme religieux de son cru.
Jan Fabricius (1871-1964) est l'auteur favori du grand public. Il publie des morceaux « indiens », tels que Eenzaam (Solitaire, de 1907), De rechte lijn (La ligne droite, de 1910), Dolle Hans (Hans, le fou, de 1916) et Sonna (Sonna, de 1916), et les drames ruraux Onder één dak (Sous un même toit, de 1914) et Ynske (Ynske, de 1914). Il est un dramaturge-né, qui sait introduire de la vie, du sentiment et de l'action dans des œuvres qui n'en gardent pas moins l'air superficiel.
Willem Gerard van Nouhuys (1854-1914) écrit deux grands drames, Eerloos (L'Infâme, de 1890) et Het goudvischje (Le Poisson rouge, de 1892), très en vogue et souvent joués.
Des conflits psychologiques sont abordés dans les livres de Josine Adriana Simons-Mees (1863-1948). Celle-ci publie, sous le pseudonyme de I.N.A., entre autres, Twee levenskringen (Deux sphères de la vie, de 1902) , Van hoogten en vlakten (Des hauteurs et des plaines, de 1902), Zijn evenbeeld (Son image, de 1905), De veroveraar (Le Conquérant, de 1906), Atie's huwelijk (Le Mariage d'Atie, de 1907), Een paladijn (Un paladin, de 1910) et Levensstroomingen (Les Mouvements de la vie, de 1917)
Alphonse Laudy (1875-1970) connaît un grand succès avec De paradijsvloek (L'Anathème édénique, de 1919), un tableau grandiose, plus ou moins dans le style de Verschaeve, du malheur de l'homme depuis la Chute.

### Pour et contre l'expressionnisme
Entre 1914 et 1925, les débuts de nombreux poètes et prosateurs se passent sous le signe d'une certaine pensée ou d'un périodique particulier, alors que ces écrivains prennent une attitude moins radicale et se rapprochent progressivement l'un de l'autre dès qu'ils atteignent la maturité littéraire. La Première Guerre mondiale laisse une forte impression sur la génération qui atteint l'âge adulte dans ces années-là ou peu après. Les jeunes flamands se rappellent les horreurs vécues au front ou les affres de l'occupation subies à la maison. Aux Pays-Bas, épargnés par la guerre, la situation est quelque peu différente, même si trop de jeunes hommes y sont mobilisés pour y passer les meilleures années de leur vie, loin de leur maison, entre soldats.
Partout, les slogans humanitaires retentissent déjà pendant et, plus fort encore, après la guerre. L'individualisme est rejeté, car on veut servir la communauté. On a la bouche pleine de mots tels que fraternité, liberté, plus de guerre, volonté de vivre et technologie moderne. Le monde antique s'est effondré et il faut en construire un nouveau. Ceci est également vrai pour les arts. C'est dans ces circonstances que l'expressionnisme, qui veut formuler autrement une nouvelle conception de la vie, trouve son origine.
Ces idéaux n'ont pas ému tout le monde. De nombreux artistes sensibles évitent les confrontations révolutionnaires et continuent à travailler tranquillement dans un esprit classique, cherchant une expression équilibrée, même si les problèmes de la vie moderne ne les laissent pas indifférents.
Les principales revues de cette époque sont :
- aux Pays-Bas septentrionaux (Pays-Bas)

- de l'expressionnisme au vitalisme : Het Getij (La Marée, 1916-1924), De Vrije Bladen (Les Feuilles libres, 1924, à partir de 1932 sous forme de cahiers ; cessation de la publication en 1940 à cause de la guerre et reprise en 1946 jusqu’en 1949), Forum (1932-1936)
- revues de tendance humaniste classique : De Stem (La Voie, à partir de 1920) et le Critisch Bulletin (Bulletin critique, à partir de 1930) ;
- revue de tendance socialiste : De Nieuwe Stem (La Nouvelle Voie, 1919) ;
- revue de tendance protestante : Opwaartsche Wegen (Chemins montants, 1922-1940) ;
- revues de tendance catholique : De Beiaard (Le Carillon, à partir de 1916), Roeping (Vocation, à partir de 1922), De Gemeenschap (La Communauté, à partir de 1925) et De Nieuwe Gemeenschap (La Communauté nouvelle, 1934-1936), créée après le départ de quelques collaborateurs de la revue De Gemeenschap
- aux Pays-Bas méridionaux (Flandre)

- revue de tendance expressionniste : Ruimte (Espace, 1920-1924) ;
- marchant sur les traces de la revue De Boomgaard (Le Verger) : Het Roode Zeil (La Voile rouge, 1920) ;
- revue de tendance humaniste classique : 't Fonteintje (La Petite Fontaine, 1921-1924) ;
- revue de tendance catholique : Pogen (Tentatives, 1923-1925).

#### La tradition continuée aux Pays-Bas septentrionaux
Certains poètes, nés vers 1890, jouent un rôle majeur dans la vie littéraire du XXe siècle. Ils se rapprochent plus ou moins d'une génération légèrement plus âgée, mais sont tout de même différents. Leur orientation romantique les rend plus réceptifs à l'atmosphère oppressante de l'époque. L'aspect formel de leurs œuvres est toujours soigné, même si ces poètes réussissent à écrire des vers « populaires », à quoi un langage simple et des images évocatrices apportent leur part. Surtout Martinus Nijhoff et Jan Greshoff exercent une influence importante sur les jeunes générations ; par leurs travaux d'essayistes, les écrivains de cette période de transition prouvent qu'ils possèdent un riche bagage culturel, qu'ils sont capables de communiquer avec enthousiasme à leurs lecteurs. Cependant, étant encore trop individualistes, ils ne constituent pas un groupe.

##### Jan Greshoff
Jan Greshoff (1888-1971) débute par des vers mélancoliques, travaille dans le journalisme et se libère peu à peu de son état d'âme romantique, comme en témoignent les recueils publiés entre 1926 (comme Aards en hemels, ou Terre et Ciel) et 1933 (Pro Domo). Son langage est extrêmement simple et souvent peu poétique, voire à la limite du vulgaire. C'est lui qui renouvèle la revue Groot-Nederland (Grande-Néerlande) et défend le mouvement autour de la revue Forum. Ses Bruine liedjes (Chansons brunes, de 1933) dénoncent la dictature du Troisième Reich. Cet esprit lucide trouve souvent un sujet facilement ridiculisable en l'honorable citoyen néerlandais. Greshoff a autant de mérite comme prosateur. Parfois ses critiques sont enthousiastes, parfois elles sont foudroyantes. Sa nature combative s'oppose vigoureusement à l'étroitesse d'esprit et à l'épigonisme.

##### Martinus Nijhoff
Martinus Nijhoff (1894-1953) fait ses débuts dans De Beweging (Le Mouvement, 1916) et devient plus tard corédacteur du Gids (Le Guide, 1926-1934 et 1941-1945). « Aliéné de la génération plus âgée sous l'effet du monde nouveau, et aliéné des jeunes, de cette nouvelle génération, par une culture profondément enracinée, riche et sereine, Nijhoff appartient au petit groupe moribond de solitaires, qui chantent d'anciens sentiments et d'anciens désirs en des formes érodées par le modernisme :  le contenu de ces vers non plus est resté intact : le doute ronge les certitudes. Il s'agit ici du ton de la génération qui voyait changer la vie précisément au moment où elle pensait entrer dans la vie : l'ancienne culture acquise, celle dans laquelle cette génération a grandi, venait de vaciller au moment où elle pensait qu'elle allait la servir. De ce déchirement témoigne le premier recueil de Nijhoff, De wandelaar (Le Promeneur, de 1916). Dans ses écrits, certains thèmes reviennent à plusieurs reprises : le pierrot (voir Pierrot aan de lantaarn, ou Pierrot à la lanterne, de 1919), l'intégrité de l'enfant, la mère, les souvenirs d'enfance, le soldat et le Christ.

##### Johan Willem Frederik Werumeus Buning
Les premiers recueils de Johan Willem Frederik Werumeus Buning (1891-1958) émanent d'un état d'âme profondément mélancolique : In Memoriam (En souvenir, de 1921) est rempli de souvenirs d'un amour défunt, et Dood en Leven (La Mort et la Vie, de 1926), montre plus de résignation et, vers la fin, même un élément de joie terrestre. Dans Mària Lécina (Mària Lécina, de 1932), Werumeus Buning se montre un poète mélodieux et visuel.

##### Anthonie Donker
Pendant un certain temps, Anthonie Donker (nom de plume de Nicolaas Anthony Donkersloot, 1902-1965) fait partie du groupe des Vrije Bladen, où son lyrisme tendre et son humeur, qui est douce et romantique, contrastent avec la poésie et la prose des autres membres. Avec Coster, il devient rédacteur en chef de la Stem. En outre, il dirige le Critisch Bulletin, non pas comme un instrument de règlements de comptes, mais plutôt comme un périodique qui juge objectivement. Acheron (Achéron, de 1924) est l'un de ses premiers recueils. Dans les recueils suivants, les éléments poétiques traditionnels seront encore renforcés. Dans Karaktertrekken der vaderlandsche letterkunde (Caractéristiques de la littérature nationale, de 1945), Donker étudie les constantes de la littérature néerlandaise.

##### De Stem
Depuis 1920, c'est surtout De Stem qui réagit contre l'écriture esthétisante et superficielle du Nieuwe Gids et qui prône la primauté de l'éthique dans les conceptions artistiques. C'est d'abord Just Havelaar (1880-1930) qui dirige la revue. Initialement critique d'art, il écrit des essais remarquables sur Vincent van Gogh, Joris Minne, Frans Masereel, Auguste Rodin et d'autres artistes plastiques. Dans ses essais plus tardifs, il prêche une belle vie humanitaire, au-delà de tout ordre religieux. Ses articles en témoignent : Humanisme (L'Humanisme), De Kunst en het Leven (L'Art et la Vie), Democratie (La Démocratie), De religie der ziel (La Religion de l'âme), De symboliek der kunst (Le Symbolisme dans l'art). Après sa mort, Dirk Coster se charge de la direction de la revue. Plus tard, l'aperçu de la poésie est écrit par Anthonie Donker, qui dirige également la rédaction de l'annexe bibliographique du Critisch Bulletin (1930-1957).

##### Dirk Coster
Dirk Coster (1887- 1956) se positionne comme un critique littéraire de stature européenne. Ce penseur particulièrement personnel apprend beaucoup par la lecture des Français (Baudelaire, Stendhal, Flaubert…) ainsi que des Russes (Dostoïevski…). Dans Werk en wezen der kritiek (Travail et essence de la critique, de 1912), il combat d'abord la critique purement esthétique de Willem Kloos. Il exige qu'une compréhension personnelle de la vie soit accompagnée d'une critique respectueuse de l'œuvre d'art, tout en aspirant à la réconciliation des approches éthiques et esthétiques. Il dénonce également le vide de l'escapisme romantique, la froideur d'une réécriture naturaliste et le manque d'amour et d'humanité dans la littérature. Il défend ses opinions dans un recueil d'aphorismes, Marginalia (Annotations, de 1919), dans ses deux volumes de prose (Verzameld proza, ou Prose complète, de 1925-1927), dans son étude sur Dostoïevski et dans son Nieuwe Europeesche geest in kunst en letteren (Le Nouvel Esprit européen dans les arts et dans les lettres). Aussi donne-t-il une idée très large et solide de l'essence de l'ancienne et de la nouvelle littérature à travers ses anthologies Nieuwe geluiden (Voix modernes, de 1924) et De Nederlandsche poëzie in honderd verzen (La Poésie néerlandaise en cent vers, de 1927). Ces anthologies sont introduites par de longues et remarquables préfaces. En 1931 suit un petit recueil, Schetsboek (Carnet de croquis) et en 1939, Het tweede boek der Marginalia (Le Deuxième Livre des annotations). Outre de nombreux amis, sur qui il exerce une grande influence, Coster s'attire aussi beaucoup d'ennemis parmi les vitalistes, les catholiques et les adeptes de la critique esthétique objective de Willem Kloos.

##### Les humoristes
Une attitude particulière, en dehors du temps, est celle des humoristes. De beaucoup de talent témoigne Henriëtte van Eyk (1897-1980), entre autres avec De kleine parade (La Petite Parade, de 1912), Gabriël (Gabriel, de 1935) et Intieme revue (Revue intime, de 1936). Belcampo (nom de plume de Herman Pieter Schönfeld Wichers, 1902-1990) publie des contes amusants (Verhalen, ou Contes, de 1935 ; Nieuwe verhalen, ou Nouveaux contes, de 1946 ; Sprongen in de branding, ou Bondir sur les brisants, de 1950). Raffinées et spirituelles sont les nombreuses œuvres de Godfried Bomans (1913-1971), dont les Memoires of gedenkschriften van minister Pieter Bas (Les Mémoires du ministre Pieter Bas, de 1937), Erik of het klein insektenboek (Éric au pays des insectes, de 1940), Sprookjes (Contes de fée, de 1946) et Buitelingen (Culbutes, de 1948). Tendre est l'humour de Simon Carmiggelt (1913-1987).

##### Autres écrivains

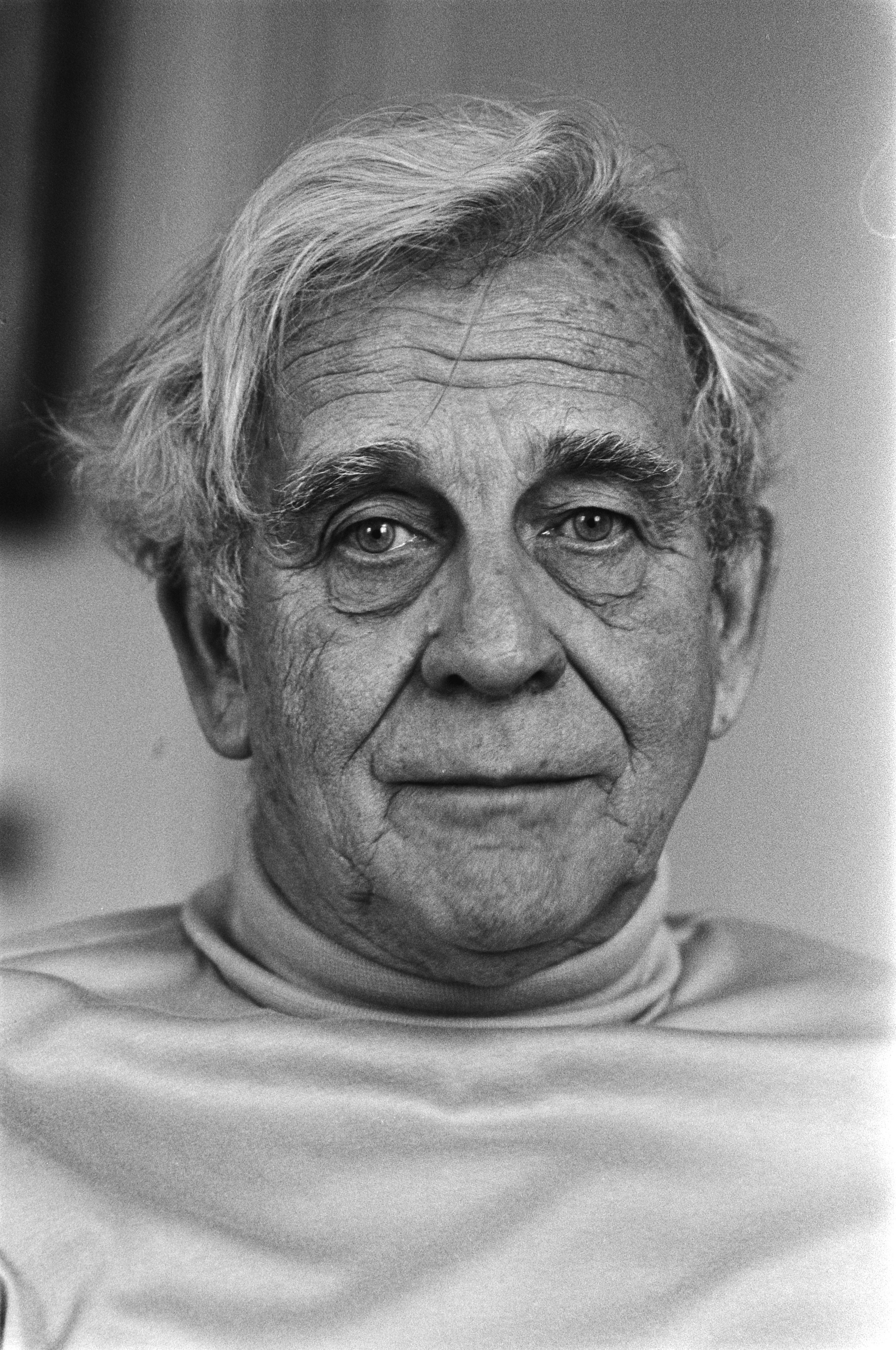
Jan de Hartog (1914-2002) en 1984.

D'autres auteurs méritent d'être mentionnés : Johan Huizinga (1872-1945), dont les ouvrages historiques de référence sont : Herfsttij der Middeleeuwen (L'Automne du Moyen Âge, de 1919) et Erasmus (Érasme, de 1924). Parmi les autres ouvrages figurent des études également intéressantes : In de schaduwen van morgen (Incertitudes, de 1935) et Geschonden wereld (À l'aube de la paix, ouvrage publié à titre posthume en 1945). Jan Romein (1893-1962) contribue également avec des études culturelles et historiques dans Machten van deze tijd (Pouvoirs de notre temps, de 1932) et Het onvoltooid verleden (Le Passé inachevé, de 1937). Avec son épouse, Annie Romein-Verschoor (1895-1978), il écrit une histoire du peuple néerlandais : De lage landen bij de zee (Les Plats Pays près de la mer, de 1937). Plus tard, il fera paraître son ouvrage intitulé Erflaters van onze beschaving (Testateurs de notre civilisation, en quatre volumes, publiés entre 1938 et 1940). Pieter Geyl (1887-1966) nous laisse, entre autres, une étude sur Shakespeare ainsi que sa Geschiedenis van de Nederlandsche stam (Histoire de la lignée néerlandaise). Johannes Diderik Bierens de Haan (1866-1943) publie de riches exposés sur Platon, Spinoza, Dante et Goethe, ainsi que les solides ouvrages De zin van het komische (Le Sens du comique, de 1931), Het tragische (Le Tragique, de 1933) et In gewesten van kunst en schoonheid (Dans les régions de l'art et de la beauté, de 1937). Très en vogue a été le travail d'essayiste d'un conservateur du Rijksmuseum d'Amsterdam, Frederik Schmidt Degener (1881-1941), qui nous laisse, entre autres, Adriaen Brouwer en de ontwikkeling zijner kunst (Adriaen Brouwer et son évolution artistique, de 1908) et Het blijvend beeld der Hollandse kunst (L'Image durable de l'art néerlandais, de 1949, étude publiée à titre posthume). Ses poèmes sont rassemblés dans un recueil intitulé Poort van Isthar (La Porte d'Ishtar, de 1946).

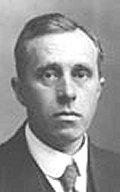
Johan Huizinga (1872-1945).

Pour ce qui concerne le théâtre aux Pays-Bas septentrionaux, nous nous référons aux travaux d'Henriette Roland Holst, de Martinus Nijhoff, de Menno ter Braak, de Garmt Stuiveling, de Ferdinand Bordewijk, d'Anthonie Donker, de Jacobus Hubertus (ou Jacques) Schreurs et de Jan Engelman. Albert Helman et Jan Jacob Slauerhoff présentent des jeux historiques.
Le Boefje (Petit vaurien) de Marie Joseph Brusse (1873-1941) a connu beaucoup de succès, mais ce sont surtout certains autres auteurs qui occupent le devant de la scène : Ary den Hertog (1889-1958) avec De privé-secretaresse (La Secrétaire privée, de 1934) et Ex-koning Peter (Ex-roi Pierre, de 1936), et Ben van Eysselsteijn (1898-1973) avec Bazuinen om Jericho (Trompettes de Jéricho, de 1948) et le Château de Bersac (de 1953), Antoon Coolen (1897-1961) avec De vier jaargetijden (Les Quatre Saisons, de 1934) et Jan de Hartog (1914-2002), avec De ondergang van de “Vrijheid” (La Disparition de la "Liberté", de 1938) et Schipper naast God (Batelier à côté de Dieu, de 1945), Van Eysselsteyn a écrit un autre roman Tussen Zuiderkruis en poolster (Entre la Croix du Sud et l'étoile polaire, de 1942) et Jan de Hartog a remporté beaucoup de succès avec son roman Hollands glorie (Jan Vandelaar, de 1940).

#### L'expressionnisme flamand

##### Introduction: contexte et caractéristiques

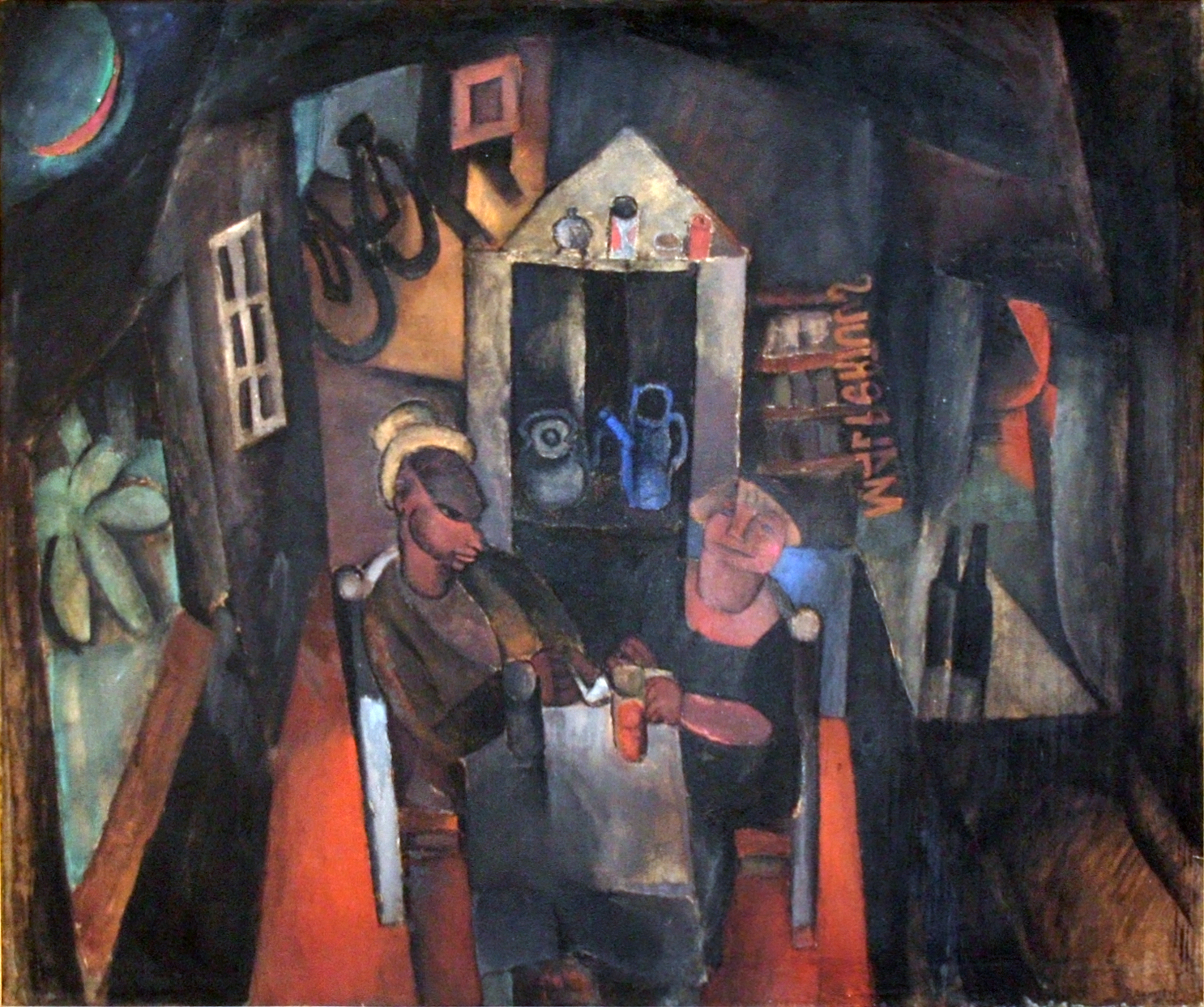
Malpertuus (1920, tempera sur toile, collection du Musée des beaux-arts de Gand), de Frits van den Berghe (1883-1939), un des peintres expressionnistes flamands.

Le terme « expressionnisme », comme le terme « impressionnisme », est emprunté à la peinture. Plusieurs peintres flamands se sont fait une réputation méritée en peignant dans ce style : Frits van den Berghe, Gustave de Smet, Rik Wouters, Albert Servaes, George Minne, Gustave van de Woestijne, Hippolyte Daeye, Constant Permeke, Floris Jespers et Paul Joostens. Ce mouvement est un phénomène international. Les artistes veulent représenter, de manière très subjective, à la fois les formes qu'ils observent et leurs sentiments et opinions (voir Marsman, De moderne dichter, ou Le Poète moderne).
Dans la littérature, c'est surtout l'expressionnisme allemand, qui se développe à partir de 1910 comme une réaction au naturalisme et au positivisme, qui impressionne les Flamands. Les principaux poètes lyriques d'expression allemande sont Georg Trakl, Klabund, August Stramm et Franz Werfel. D'autres étrangers, comme Walt Whitman, Rabindranath Tagore, Paul Claudel et Romain Rolland, ne sont pas inconnus des poètes flamands.
Les caractéristiques de l'expressionnisme flamand sont :
1. le rejet des prédécesseurs : Vermeylen est trop passif, Van de Woestijne trop tourmenté ; seul l'art de la parole de Gezelle trouve grâce à leurs yeux ;
2. des coups de sonde au cœur des choses, tout en négligeant les apparences ;
3. l'esprit de communauté et l'amour des hommes ;
4. l'extrémisme dans la pensée ; des idéologies très contradictoires coexistent ou se confrontent : le pacifisme, l'activisme et le nationalisme flamand, le communisme et la catholicité ardente ;
5. la forme poétique expérimentale ; le vers prosodique est remplacé par le vers dynamique ;
6. l'aversion pour l'art de la caractérisation réaliste ou naturaliste et le ressentiment contre la littérature régionaliste.
Le pionnier de ce mouvement est Paul van Ostaijen. Les principaux organes du mouvement expressionniste flamand sont Ruimte (Espace, février 1920-octobre 1921) et Vlaamsche Arbeid (Labeur flamand, 1919-1930), qui existe déjà depuis longtemps, mais qui emprunte désormais la nouvelle voie flamande. La revue catholique Pogen (Tentatives, 1923-1925), fondée par Wies Moens, joue également un rôle dans le renouvellement.
Du fait que le programme de Ruimte n'est pas établi par un homme de lettres, mais par un sociologue, Herman Vos, premier nationaliste flamand et, plus tard, sénateur socialiste et ministre, il est clair que ces jeunes artistes ne poursuivent pas seulement un but littéraire. On condamne l'esthétique ; toute aspiration doit se fonder sur l'éthique. L'art doit être un art humanitaire au service de la communauté. L'artiste ne peut plus se retirer dans une tour d'ivoire mais, dans la société, il doit être un élément dynamique, qui s'intéresse aux problèmes quotidiens. Il doit participer au mouvement social et politique, à l'organisation des ouvriers, etc.

##### Poésie

###### Paul van Ostaijen

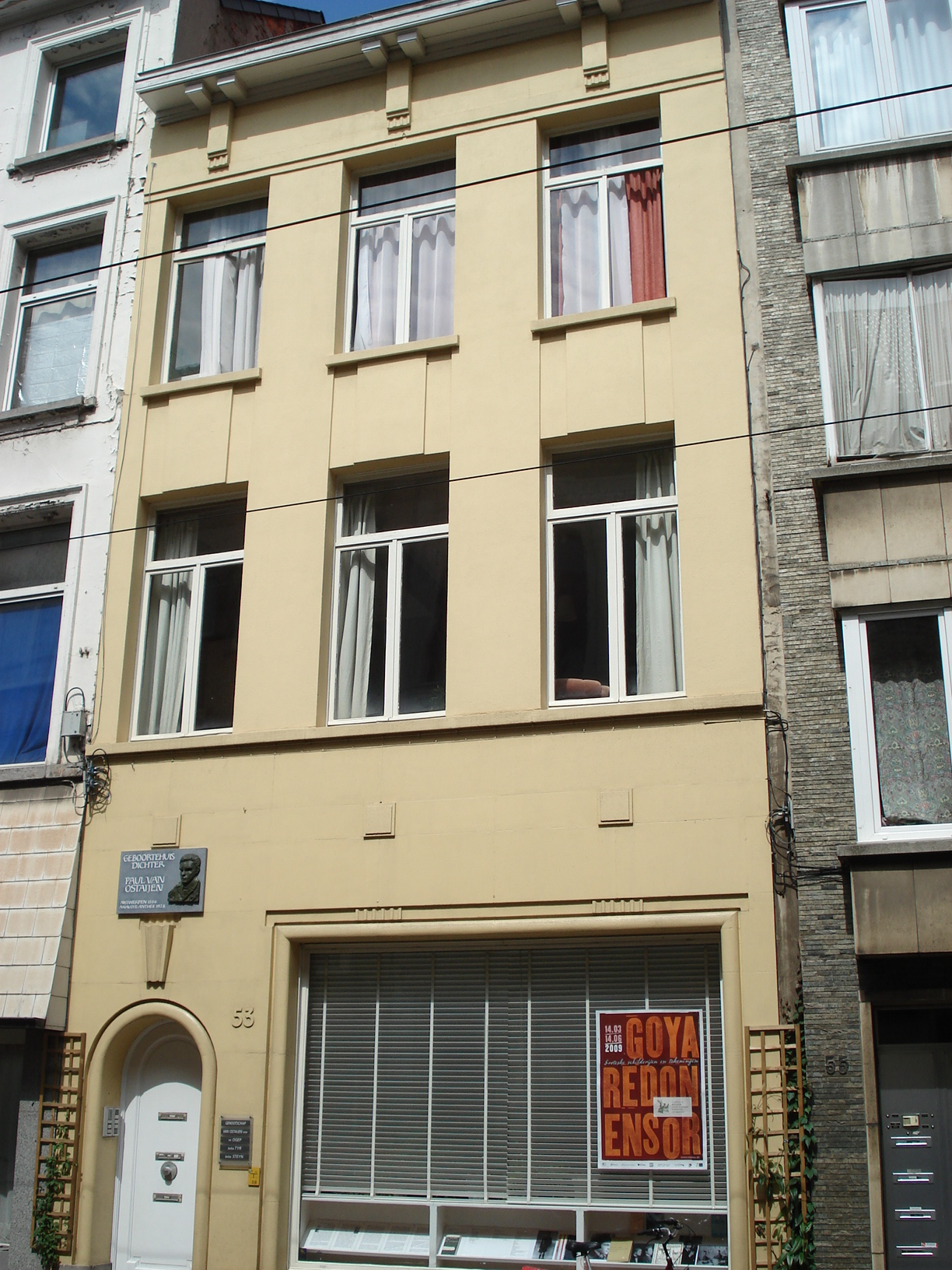
Maison natale de Paul van Ostaijen (1896-1928) à Anvers.

Paul van Ostaijen (1896-1928) ne publie que pendant douze ans, mais son travail est d'une importance décisive. Music Hall (1916) possède toutes les caractéristiques de la littérature d'avant-garde. Van Ostaijen prouve avoir subi l'influence des décadents français, du groupe Jeune Vienne, de l'unanimisme de Klabund, de Walt Whitman, de Karel van de Woestijne et de la génération du Boomgaard. En plus de la frivolité, ce sont l'hypersensibilité, l'ironie sceptique, le désir d'originalité, l'humeur personnelle, le scepticisme intellectualiste et l'« ennui » blasé qui caractérisent ce premier recueil, par lequel Van Ostaijen prouve qu'il est le poète de la ville moderne. « Il surmonte la vision ruskinienne de la ville comme une insulte à la beauté sauvage de la nature. Il a appris à accepter la ville, comme il a appris à voir sa beauté. Il se voit comme une partie intégrante, pensante et sensible, de cette ville. Ses métaphores dérivent des éléments constituants de la ville. Dans le paysage de la ville, il voit les phénomènes naturels (soleil, pluie, etc.). »
Berlin, la ville où il s'est réfugié à cause de ses sympathies activistes, voit naître son recueil Bezette stad (Ville occupée, de 1921), dans lequel Van Ostaijen s'avère être devenu un nihiliste, ayant perdu l'espoir de la fraternité qu'il avait caressé précédemment. Le recueil demeure une pièce unique remarquable de la littérature néerlandaise. Il s'agit d'un document d'époque attestant le nihilisme européen. En Flandre, aucun poète n'exerce une aussi grande fascination sur les jeunes générations successives que Paul van Ostaijen.

###### Wies Moens
Dans la poésie de prison (entre autres De boodschap, ou Le Message, de 1920) de Wies Moens (1898-1982), qui a été impliqué dans l'activisme, retentit un idéalisme ayant tiré les enseignements de cette expérience. Moens souhaite créer une littérature chrétienne renouvelée et fonde à cet effet la revue Pogen (Tentatives, 1923-1925). Plus tard, il se consacre davantage à la promotion du principe populaire dans l'art : dans ce but, la revue Dietbrand est créée en 1933.

###### Achilles Mussche
Achilles Mussche (1896-1974) est impressionné par la misère des quartiers ouvriers et industriels de Gand. Il croit pourtant en un avenir qu'il s'imagine comme un jardin féérique peuplé d'hommes fraternellement bons. Dans le manifeste du mensuel Ter waarheid (Pour la vérité, 1921), il proclame que la poésie est, pour lui, une prédiction de ce bonheur sous la forme la plus émouvante de beauté de la vérité inspirée. Avec Aan de voet van het Belfort (Au pied du beffroi, de 1950), Mussche écrit une œuvre grandiose sur l'industrie drapière de Gand et l'émancipation de la classe ouvrière par les socialistes.

###### Marnix Gijsen
Marnix Gijsen (nom de plume de Joannes Alphonsius Albertus Goris, 1899-1984) publie le recueil de vers Het huis (La Maison, de 1925, édition augmentée en 1948). En 1947, il s'exprime sur sa nouvelle vision du monde dans son nouveau roman Het boek van Joachim van Babylon (Le Livre de Joachim de Babylone). Il abandonne le catholicisme, dans lequel il a été élevé.

###### Autres poètes
Karel van den Oever (1879-1926) est, avec Jozef Muls, le promoteur du Vlaamsche Arbeid. Dans une première période, il écrit souvent de belles paroles pontifiantes (par exemple Van stille dingen, ou Des choses silencieuses, de 1904). Il se tourne ensuite vers l'expressionnisme dans Het open luik (La Trappe ouverte, de 1922) et, comme Marnix Gijsen, il s'exprime dans un langage simple. Il donne le meilleur de lui-même dans ses vers religieux.
Victor J. Brunclair, qui écrit sous les pseudonymes de Bardemeyer, de J. Fikkens et de Lirio (1899-1944), applique ses théories audacieuses dans sa poésie, entre autres dans De dwaze rondschouw (Le Panorama idiot, de 1926), mais ses recueils ultérieurs ont peu de choses en commun avec les poésies ludiques de sa jeunesse. Quoi qu'il en soit, cet ouvrage est, exception faite du Sienjaal (Le Signal) de Van Ostaijen, le seul de poésie unanimiste que l'expressionnisme flamand ait produit. En décembre 1942, Brunclair, en sa qualité d'attaché de presse de l'Opéra royal flamand d'Anvers, est arrêté par la Gestapo et détenu à cause de son essai antifasciste, Het heilig handvest (La Charte sacrée, de 1937) ; il sera déporté et mourra au camp de concentration de Lagelund en Schleswig-Holstein en 1944.
Gaston Burssens (1896-1965) est le non-conformiste par excellence (Piano, de 1925 et Klemmen voor zangvogels, ou Pièges pour oiseaux chanteurs, de 1930, et autres).
De Paul Verbruggen (1891-1966), on a dit qu'« Il est le plus mozartien de nos poètes, ou il est comme Gluck lorsqu'il raconte le bonheur élyséen dans Orphée. »  Naturellement associé aux impressionnistes, il se rapproche de l'expressionnisme par la forme. Parmi ses publications, on note : Verzen (Poésies, de 1919) et De voorhof (L'Avant-cour, en 1924). Sa poésie semble frêle et délicate.
Bien qu'ils ne montrent pas une forte influence expressionniste, les poèmes sentimentaux et simples, mais très lus en leur temps, d'Alice Nahon (1896-1933), appartiennent aussi à cette époque, comme ceux du recueil Vondelingskens (Enfants trouvés, de 1921) .

##### Les écrivains et l'art scénique

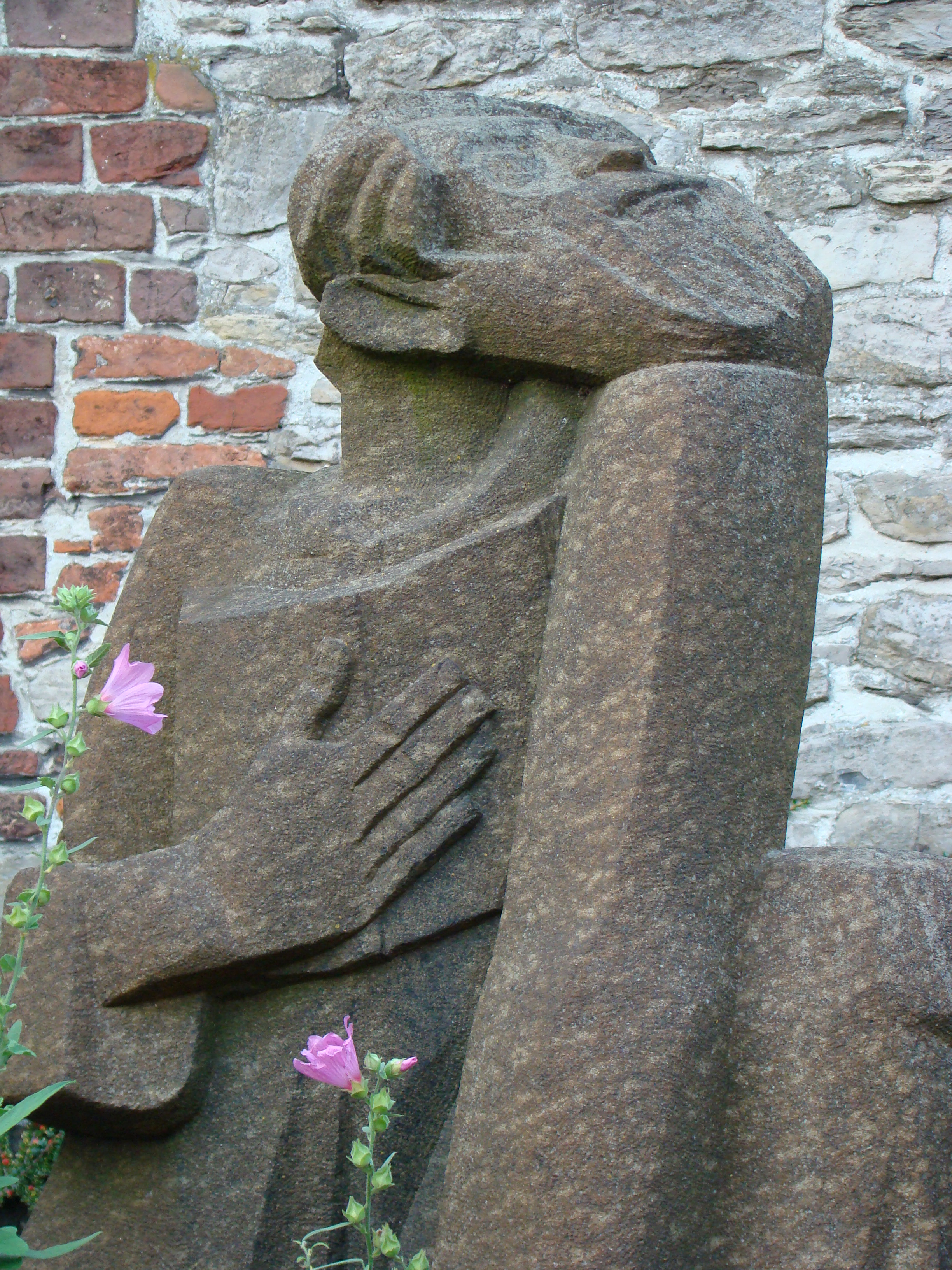
Statue commémorative de René de Clercq à Deerlijk, sculptée en 1936 par Jozef Cantré.

L'expressionnisme est essentiellement lyrique, ce qui explique pourquoi on ne déploie guère une grande activité dans le domaine du roman. Lorsque de nouvelles idées doivent être proclamées et de nouveaux horizons doivent être ouverts, ils se produit souvent un renouveau du théâtre. Herman Teirlinck joue un rôle important dans le domaine du théâtre flamand. Le drame Starkadd d'Alfred Hegenscheidt (1866-1964), une pièce intégralement publiée dans la revue Van Nu en Straks en 1897, mais une promesse non tenue, n'engendre pas immédiatement une floraison du théâtre flamand. On porte à la scène le naturalisme dur de Cyriel Buysse (Het gezin van Paemel, ou La Famille Van Paemel, de 1903), le réalisme bonhomme de Maurits Sabbe (Bietje, de 1913), les pièces bibliques de René de Clercq (Kaïn et Saul en David, ou Caïn et  Saül et David, de 1934), le travail religieux d'Eugeen van Oye (Godelieve van Gistel, ou Godeleine de Gistel, de 1910), le drame historique de Rafaël Verhulst (Telamon en Myrtalee, ou Télamon et Myrtalee, de 1909), etc. En Flandre, la nécessité d'un nouvel art scénique se fait sentir.
Quatre noms sont particulièrement associés au renouvellement du théâtre flamand : le metteur en scène Jan Oskar de Gruyter (1885-1929), qui sait susciter beaucoup d'intérêt pour le théâtre avec son Vlaamsche Fronttooneel (Théâtre flamand au front, créé en 1917), puis avec son Vlaamsche Volkstooneel (Théâtre populaire flamand, créé en 1920) ; son successeur Johan de Meester (1897-1986), qui, contrairement à De Gruyter, est surtout orienté vers l'expressionnisme et le modernisme, et les dramaturges Anton van de Velde et Herman Teirlinck. Par ces essais, ce dernier devient le promoteur du théâtre moderne en Flandre. On subit fortement l'influence d'auteurs allemands, français et russes comme Erwin Piscator, Georg Kaiser, Henri Ghéon, Jacques Copeau, Charles Vildrac, Vsevolod Meyerhold ou Alexandre Taïrov.
Le drame réaliste est dépassé. Teirlinck écrit dans Vlaamsche Arbeid (1909) : « La scène n'est pas le lieu pour représenter la réalité, car il existe une énorme différence entre l'existence, la vie complexe et la réalité, qui n'est qu'un signe épisodique de la vie. »

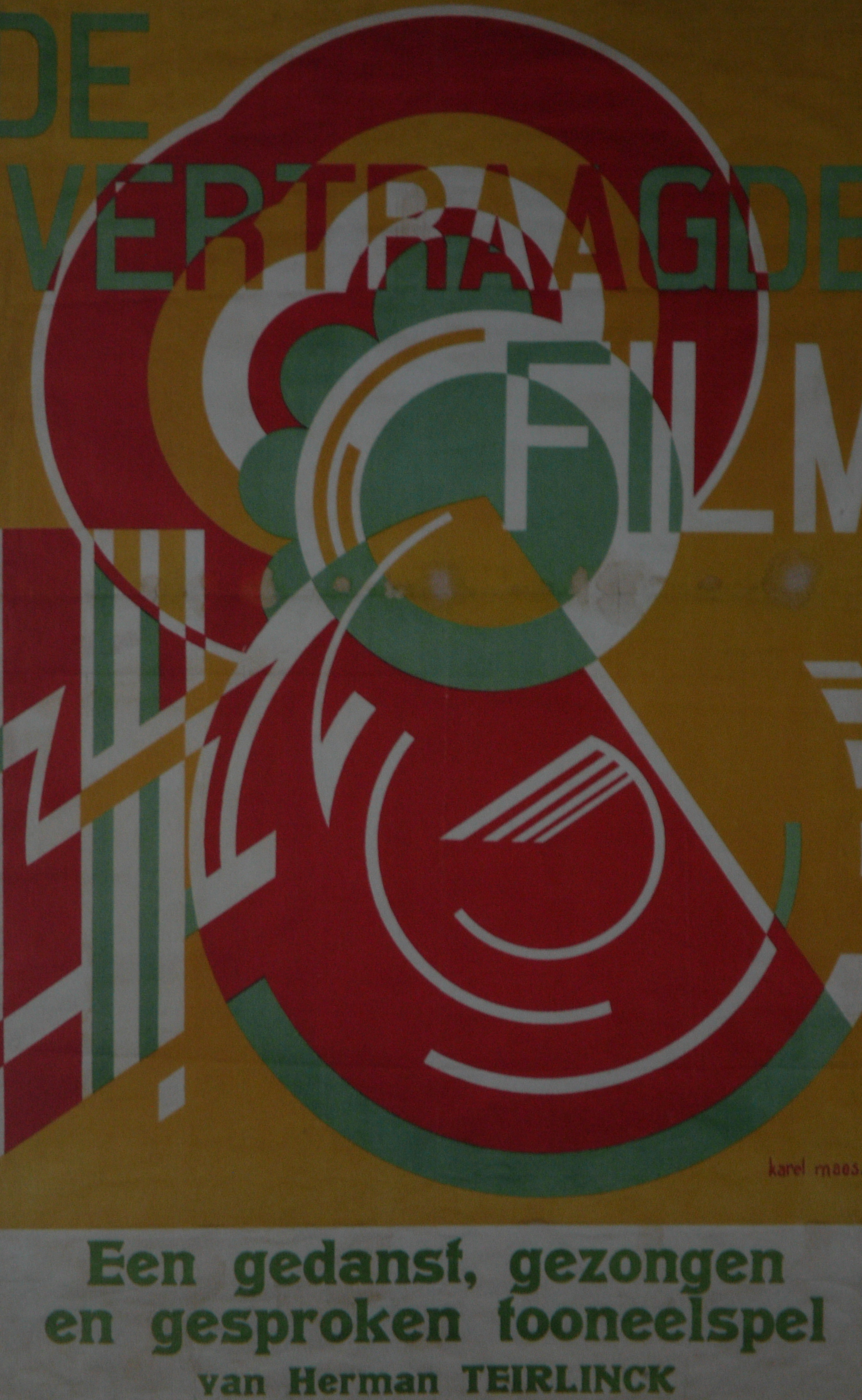
Affiche originale de Karel Maes pour la pièce De vertraagde film (Le Film au ralenti, de 1922) du dramaturge Herman Teirlinck.

Pour Teirlinck, le théâtre ne doit pas s'occuper de porter à la scène la réalité accidentelle, mais une vérité universelle représentée sous l'aspect de symboles et formulée sous celui de concepts abstraits. Ainsi, on réalise un art communautaire, car le spectateur s'identifie aux personnages créés par l'auteur.
De vertraagde film (Le Film au ralenti, un « drame chanté, dansé et parlé en trois actes », de 1922) et De man zonder lijf: de klucht der dubbelgangers (L'Homme sans corps : la farce des sosies, en trois actes, de 1925) forment une illustration remarquable de ses théories. Il les élabore en employant un procédé qui trouvera des disciples”.
Entre 1920 et 1930, beaucoup de jeux de masse sont écrits et représentés : de Teirlinck, les pièces de plein air Het torenspel (Le Jeu de la tour, de 1923) et Het AZ-spel (Le Jeu d'A-Z, de 1924), et de Herman van Overbeke (1895-1957), Het Lam Gods-spel (Mystère de l'Agneau mystique, de 1930).
Quelques grands dramaturges se sentent encouragés par ce renouveau. Willem Putman (1900-1954, qui écrira plus tard des romans sous le pseudonyme de Jean du Parc, écrit les pièces à succès Het oordeel van Olga (Le Jugement d'Olga, de 1920) et Mama's kind (L'Enfant de maman, de 1922), et les drames expressionnistes De doode rat (Le Rat mort, de 1924) et Looping the Loop (Looping the Loop, de 1925).
Bien que considéré comme un talent promettant, il ne répond pas aux attentes. Le genre de l'art du terroir (ou de la Heimat) est représenté par les comédies de Gaston Marie Martens (1883-1967) : De paus van Hagendonck (Le Pape de Hagendonck, de 1917), Parochievrijers (Les Soupirants paroissiaux, de 1921), Paradijsvogels (Les Gueux au paradis, de 1934) et Het dorp der mirakelen (Le Village des miracles, de 1947). Jos Janssen (1888-1968) écrit, dans le même esprit, De wonderdoktoor (Le Docteur miracle, de 1927). D'un autre ordre sont les œuvres d'Anton van de Velde  (1895-1983), qui attire l'attention avec De zonderlinge gast (L'Hôte étrange, de 1924). L'une des pièces maîtresses de cette génération est Tijl (Till, de 1925), qui contient des éléments dynamiques, nationaux et religieux. Van de Velde est aussi secrétaire de rédaction de la revue Tooneelgids (Guide du théâtre, 1924-1929) et directeur du Vlaamsche Volkstooneel, et il est chargé de la production de nombreux jeux de masse. Paul de Mont (1895-1950) appartient aussi à cette génération, avec ses pièces religieuses (Het geding van Onzen Heer, ou Le Procès de Notre Seigneur, de 1926), folkloristes (Reinaart, ou Renart, de 1925) et historiques (Artevelde's val, ou La Chute d'Artevelde, de 1948, et Willem de Zwijger, ou Guillaume le Taciturne, de 1952).
À la même époque, Felix Timmermans (1886-1947), Eduard Veterman (1901-1946), Ernest W. Schmidt (1886-1937), Gerard Walschap (1898-1989), Frans Delbeke (1890-1947), Frans Demers (1905-1993), Jan Filip Boon (1898-1960) et Frans Meire (1905-1940) écrivent pour la scène.

#### Contre et à l'écart de l'expressionnisme en Flandre

##### Le vécu de la guerre et la littérature
Pas tous les jeunes en Flandre deviennent des expressionnistes. Des poètes au front qui ont personnellement fait l'expérience de l'inhumanité de la guerre, il ne se dégage pas de renouveau. Ayant été élevés dans un monde plus serein, où rien d'extraordinaire ne se passait, ils se réveillent soudain de leur rêve néoromantique et se voient confrontés à la dure réalité. Dans leur poésie et leurs romans, ils expriment leurs expériences ; certains les relatent de façon anecdotique, d'autres, saisis par l'aspect inhumain de la guerre, expriment leur désir d'une humanité plus humaine.
À la génération des poètes du front (« Frontdichters ») appartiennent : Fritz Francken (nom de plume de Frederik Edward Clijmans, 1893-1969), dont on connaît des vers patriotiques (comme ceux du recueil Het heilige schrijn, ou Le Saint Sanctuaire, de 1919) ; Daan Boens (1893-1977), avec des vers humains, parfois pathétiques (Van glorie en lijden, ou De la gloire et de la souffrance, de 1917) ; August van Cauwelaert (1885-1945), qui nous laisse les meilleurs vers de guerre de cette période (Liederen van droom en daad, ou Chansons de rêve et d'action, de 1918).
Certains écrivent en prose sur leurs expériences de guerre : Jozef Muls (1882-1961), Karel Elebaers (1880-1961), Hilarion Antonius Thans (1884-1963), Ernest Claes (1885-1968), Frans Smits (1891-1968) avec Het huis der smart (La Maison de la douleur, de 1920), Filip de Pillecyn avec De rit (La Chevauchée, de 1927). Eer Vlaanderen vergaat (Avant que la Flandre périsse, de 1927) est le roman populaire de Jozef Simons (1888-1948). Plutôt cynique est un roman de Jan Gustaaf Schoup (1893-1944) sur un déserteur : In Vlaanderen heb ik gedood (Assassin en Flandre, de 1922). L'un des meilleurs produits de ce genre est Longinus (Longinus, de 1934) de Franz de Backer (1891-1961).

##### Les littérateurs autour des revues
Le groupe créé avant la Grande Guerre autour du Boomgaard démarre, en 1920, par la publication d'une revue, Het Roode Zeil (La Voile rouge). La génération plus ancienne, celle d'André de Ridder, de Paul Gustave van Hecke, de Firmin Van Hecke et de Paul Kenis, cherche à entrer en contact avec les jeunes. Gaston Burssens, Maurice Roelants et Hendrik Marsman contribuent à la revue, mais aussi Herman Teirlinck, Karel van de Woestijne et Fernand Toussaint van Boelaere. Cependant, les divergences entre les générations s'avèrent trop grandes, et l'attitude décadente et dilettante des écrivains du Boomgaard est une position dépassée. À la Roode Zeil n'est réservée qu'une existence éphémère. Après la disparition de Ruimte, c'est grâce à Jozef Muls, qui veille à ce que Paul van Ostaijen, Karel van den Oever et d'autres expressionnistes puissent librement publier les fruits de leurs efforts littéraires dans Vlaamsche Arbeid, que cette revue ne court pas à sa perte.
La revue Fonteintje (1921-1924) est intentionnellement fondée en concurrence avec Ruimte. Le nom même indique le caractère ludique, contrastant avec celui de la revue de tendance humanitaire Ruimte. Les « fontainistes » sont les antipodes des expressionnistes. Ils défendent la versification classique et la prose, et sont moins touchés par les effets de ce temps sévère. Ils sont parfois considérés comme des épigones de Van Nu en Straks.
Entre les quatre principaux poètes, Richard Minne (1891-1965), Raymond Herreman (1896-1971), Maurice Roelants (1895-1966) et Karel Leroux (1895-1969), se manifestent des différences assez prononcées. Parmi eux, Richard Minne est la plus forte personnalité, mais il est aussi plus amer. In den zoeten inval (La Maison du bon Dieu, de 1927) et Wolfijzers en schietgeweren (Pièges à loups et Armes à feu [=embûches], de 1947) contiennent ses poèmes. Heineke Vos en zijn biograaf (Heineke Vos et Son biographe, de 1922) comprend de la prose sarcastique. Ses poèmes sont courts, mais parlent de ses désillusions, de ses problèmes, de sa moquerie, de sa disposition révolutionnaire, de sa solitude et de l'essence de toute sa personnalité.
L'évolution poétique au fil des œuvres du « fonteinist » Maurice Roelants, rédacteur flamand de Forum au moment de sa fondation, passe du romantisme de son recueil Eros (Éros, de 1914) par les recueils mélancoliques De kom der loutering (La Coupe de purification, de 1918) et Het verzaken (Le Renoncement, de 1930) pour aboutir aux vers profondément humains et presque classiques des recueils Pygmalion (Pygmalion, de 1947), Aphrodite op aarde (Aphrodite sur terre, de 1948) et Wat het orakel weet (Ce que sait l'oracle), réunis en un seul volume en 1950 : De lof der liefde (L'Éloge de l'amour). Une psychologie forte et un style concentré caractérisent sa prose, ce qui est sans doute la raison pour laquelle précisément ses nouvelles sont aussi fortes, par exemple De jazzspeler (Le Joueur de jazz, de 1928). Il conçoit ses nouvelles et ses romans relativement brefs de façon psychologique, innovant ainsi l'art de la narration en Flandre. Le thème récurrent dans sa prose est le problème du bonheur, qui ne serait réalisable que par un équilibre moral.
À l'opposé de l'amer et ironique Minne se positionne Raymond Herreman (1896-1971), le jouisseur du bien que nous offre la vie et le chercheur de bonheur terrestre, qui publie, avec Maurice Roelants, quelques recueils sous le pseudonyme de Ray[mond] Vere. Après la création de la revue 't Fonteintje, il parvient à remporter des succès avec son recueil De roos van Jericho (La Rose de Jéricho, de 1931).
Karel Leroux (1895-1969), traducteur et rédacteur parlementaire du Peuple, publie, entre autres, Van het beginsel des levens (Du principe de vie, un recueil de poèmes de 1917).
Urbain Van de Voorde (1893-1966) collabore à 't Fonteintje, mais doit néanmoins être considéré comme un individu totalement indépendant, resté attaché aux belles formes classiques de l'avant-guerre, par exemple dans De haard der ziel (Le Foyer de l'âme, de 1921).

#### De l'expressionnisme au vitalisme et àForum(Pays-Bas septentrionaux)

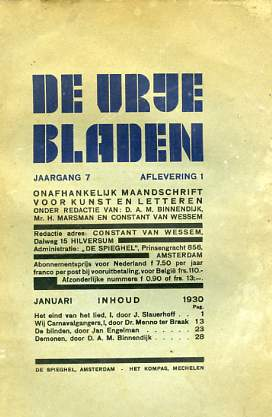
Fascicule I de l'année 7 (numéro de janvier 1930) du périodique mensuel De Vrije Bladen (Les Feuilles libres).

##### Les revues
La même année que Paul van Ostaijen publie Music Hall, Ernst Groenevelt (1887-1955) fonde le Getij (La Marée, 1916-1924). On y sera surtout impressionné par Herman van den Bergh (1897-1967). Avec ses recueils De boog (L'Arc, de 1917) et De spiegel (Le Miroir, de 1925), et des articles théoriques, Van den Bergh lutte contre l'art de la parole des Tachtigers et de Pieter Cornelis Boutens. Toujours aussi impulsif, mais plus mature, il écrit, après de longues années de silence, Het litteken van Odysseus (La Cicatrice d'Ulysse, de 1956) et Kansen op een wrak (Risque d'une épave, de 1957). Constant van Wessem (1892-1954), lui aussi, joue un rôle important comme prosateur, publiant dans les revues expressionnistes des œuvres telles que Celly, lessen in charleston (Celly : leçons de charleston, de 1930), De ijzeren maarschalk (Le Maréchal de fer, de 1933), Driehonderd negerslaven (Trois cents esclaves noirs, de 1935) et Margreet vervult de wet (Marguerite accomplit la loi, de 1936). Le mouvement est étendu avec De Vrije Bladen (Les Feuilles libres), dont les forces dirigeantes sont Constant van Wessem, Hendrik Marsman, Jan Jacob Slauerhoff, Menno ter Braak et Edgar du Perron. Un autre collaborateur respecté est Dirk Adrianus Michel Binnendijk (1902-1984), poète de vers expressionnistes et classiques, mais surtout essayiste et critique ; on lui connaît des ouvrages tels que Commentaar (Commentaire, de 1931), Zin en tegenzin (Envie et Répugnance, de 1939) et Randschrift (Légende, de 1951). À Boutens, il consacre Een protest tegen den tijd (Une protestation contre le temps, de 1946). Le poète, prosateur et critique Cees (Cornelis) Jan Kelk (1901-1981) attire surtout l'attention avec le roman historique Judaspenningen en pauweveren (Médailles de Judas et Plumes de paon, de 1946).

##### Les grands écrivains

###### Introduction
Le personnage le plus marquant des Vrije Bladen est Marsman. Il lance le vitalisme, qui exerce une influence considérable sur ses contemporains. Selon lui, non pas la qualité morale, mais l'intensité détermine la valeur d'une œuvre. Les artistes doivent transformer une vie (=vita) intense en poésie intense. La vie l'emporte : l'esprit et l'humeur sont en constante évolution sous l'effet des expériences toujours nouvelles. Les vitalistes s'opposent à tout dogmatisme et sont conséquemment ouverts à la nouveauté.
En 1933, Marsman se détourne du vitalisme, ce qui coïncide à peu près avec la fondation de la revue Forum (1932-1936), qui renouvelle surtout la prose. Le manifeste liminaire est signé par Menno ter Braak et Edgar du Perron pour les Pays-Bas septentrionaux et par Maurice Roelants pour les Pays-Bas méridionaux, de façon à marquer l'intention des Pays-Bas et de la Flandre de se produire conjointement. Ces auteurs veulent être avant tout de bons européens. Outre ceux mentionnés ci-dessus, les auteurs ayant fait partie de la rédaction au fil des ans sont Simon Vestdijk (1898-1971), Victor Emanuel van Vriesland  (1892-1974), Marnix Gijsen, Raymond Herreman et Gerard Walschap. On a défini le principe directeur de la revue Forum comme le choix pour « le mec » plutôt que pour « la forme », ce qui veut dire que l'expression de la personnalité l'emporte sur une conception gracieuse, ce qui ne signifie toutefois pas nécessairement que la forme doit être négligée. Les promoteurs de cette revue démasquent la grandeur et l'idéalisme, et recherchent le purement terrestre. Leur style évolue vers la Nouvelle Objectivité. Après la disparition du Forum, les auteurs de ce courant trouvent refuge auprès de la revue Groot-Nederland (Grande-Néerlande), dirigée par Jan Greshoff, Simon Vestdijk et Jan van Nijlen.
Hendrik de Vries (1896-1989) fait ses débuts dans Het Getij. Il n'est pas un innovateur formel mais, chez lui, le contenu est nouveau et tiré essentiellement du monde du rêve, du cauchemar et du subconscient.

###### Jan Jacob Slauerhoff

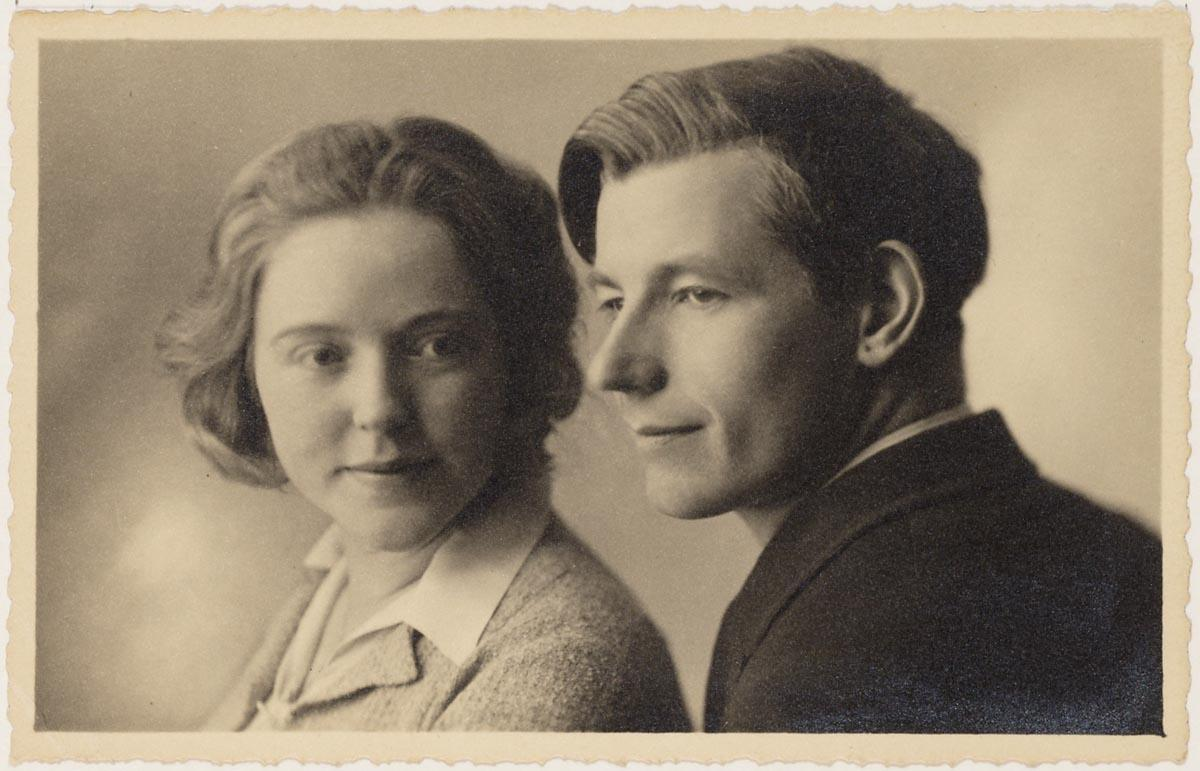
Jan Jacob Slauerhoff et la danseuse Darja Collin.

Jan Jacob Slauerhoff (1898-1936), lui aussi, fait ses débuts dans Het Getij et est l'un des piliers des Vrije Bladen et du Forum. Le poète inquiet Slauerhoff est à la recherche du bonheur, mais il le fuit aussi. L'inquiétude de Slauerhoff représente plus qu'une aventure de l'esprit : il mène une vie de nomade. Comme médecin de bord, il cherche fortune dans les coins les plus reculés du monde, mais ses attentes élevées à l'égard de la vie aboutissent à la déception. Comme Marsman, Ter Braak et Du Perron, il veut vivre sans compromis. Il vainc la fragilité par l'indifférence. Il se passionne pour les aventuriers et les conquérants, et exprime sa sympathie pour les vies brisées. Archipel (Archipel, de 1923) et Clair-obscur (Clair-obscur, de 1927) montrent déjà les caractéristiques définitives de ce poète. D'Eldorado (Eldorado, de 1928) se dégage un vide infini angoissant. En 1930 paraissent Saturnus (Saturne) et Serenade (Sérénade). Een eerlijk zeemansgraf (Une honnête tombe marine) suit en 1936. Les Verzamelde gedichten (Poèmes complets, de 1947) comprennent également les traductions du chinois et du français, en plus d'une série Al dwalend (Par les chemins). Le thème principal de la poésie de Slauerhoff est le conflit avec la société. Il se sent apatride et vit longtemps en Chine, en Amérique du Sud, au Maroc, etc. L'expérience de l'errance apparaît aussi dans ses recueils de nouvelles Lente-eiland (L'Île du printemps, de 1930) et Schuim en asch (Écume et Cendre, de 1930), et dans ses romans Het verboden rijk (Le Royaume interdit, de 1932) et Het leven op aarde (La Vie sur terre, de 1934).

###### Hendrik Marsman

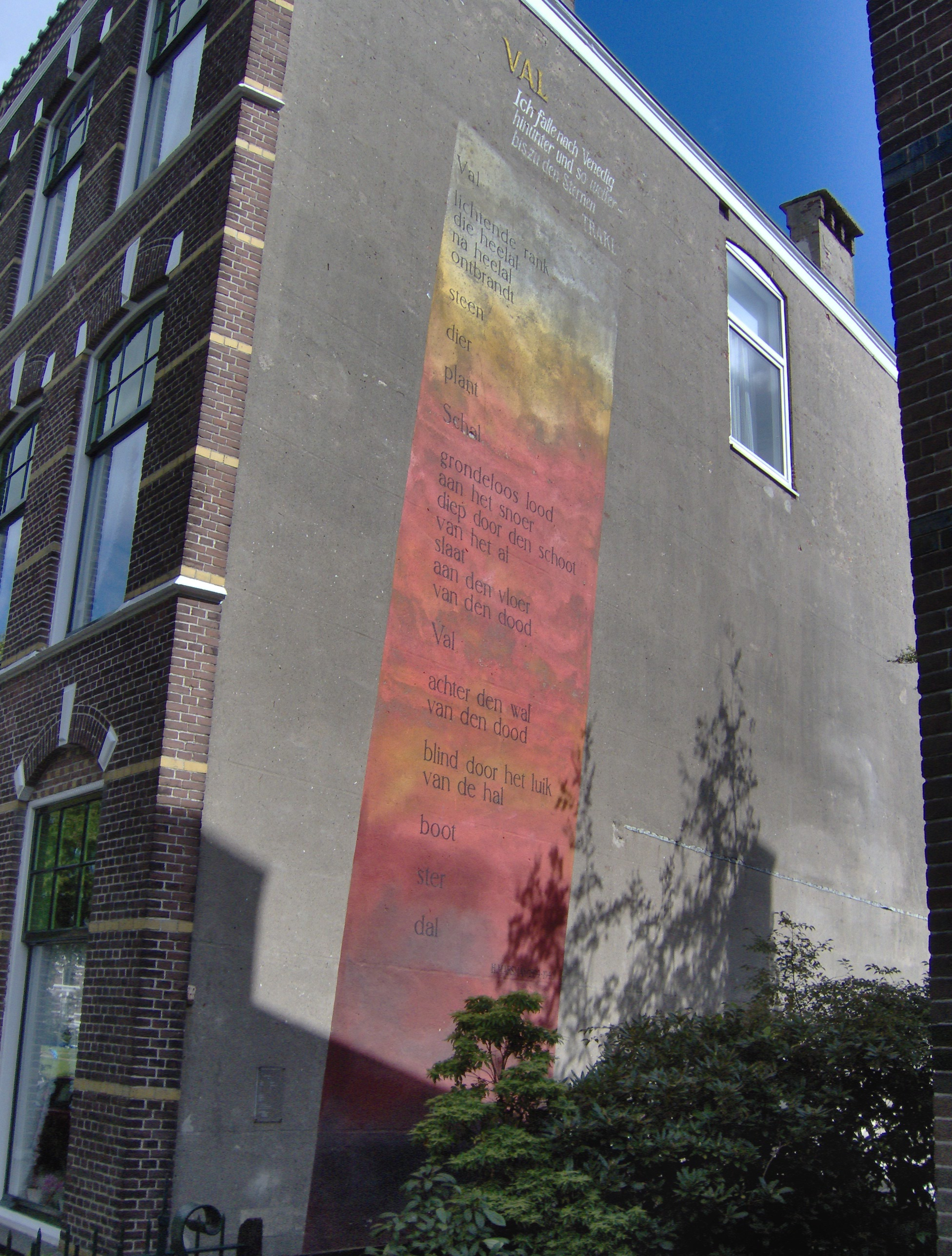
Le poème Val (Chute) de Hendrik Marsman (1899-1942) sur un mur à Leyde.

Hendrik Marsman (1899-1942) est l'une des figures de proue de la littérature néerlandaise et peut être considéré comme le principal chef de file de sa génération, en particulier en raison de son activité pour les Vrije Bladen. La première période dans la poésie de Marsman est sous le signe du vitalisme ; il en résulte des poèmes mordants et pesants, parfois visionnaires, tels que ceux recueillis dans les Verzen (Poésies, de 1923) et dans Penthesileia (Penthésilée, de 1925). Son nom est étroitement lié à la théorie du vitalisme : l'expression intense de la vie intense. L'année 1933 marque un tournant dans la vie de Marsman. Dès lors, Marsman commence à voyager vers le sud, où il s'installe définitivement. Après une période de recherche spirituelle, Marsman retrouve la foi en l'homme. Tempel en kruis (Le Temple et la Croix, de 1940), l'histoire de sa vie, en est l'expression : seul l'esprit de la mer Méditerranée, centre de la culture de l'Antiquité classique, peut sauver l'homme et la foi en l'esprit créateur libre.

###### Menno ter Braak
Menno ter Braak (1902-1940) prend la parole dans les Vrije Bladen, dans Forum et dans le quotidien Het Vaderland (La Patrie). Le grand intérêt qu'il porte aux non-conformistes (dont Multatuli), son immense érudition, son esprit d'ouverture par rapport aux nouveautés, par exemple, dans le domaine cinématographique (voir Cinema militans, ou Cinéma militant, de 1929, et Absolute film, ou Cinéma absolu, de 1931), son esprit astucieux, sarcastique et polémique, le rendent l'ennemi déclaré de tout esprit petit-bourgeois et de toute étroitesse provinciale. Ainsi, dans Het carnaval der burgers (Le Carnaval des citoyens, de 1931), il se moque d'une humanité dont la rigidité est transmise par la tradition, et il rompt avec le protestantisme de sa jeunesse dans Afscheid van domineesland (Adieu au pays des pasteurs, de 1931) et Van oude en nieuwe christenen (Des chrétiens d'autrefois et de ceux d'aujourd'hui, de 1937). Bien que naturellement enclin à la solitude, dans la période angoissante précédant l'occupation, Ter Braak voit toutefois la nécessité d'une certaine éthique, d'un lien social susceptible de réunir une nouvelle élite (voir De nieuwe elite, de 1939) et de sauver la démocratie. Lorsqu'en mai 1940, l'armée néerlandaise capitule, il choisit de se suicider. Le travail purement créateur de Ter Braak, comme le roman Hampton Court (Hampton Court, de 1931) ou la pièce De pantserkrant (Le Journal blindé, de 1935), n'atteint pas au même niveau que ses essais et ses critiques.

###### Edgar du Perron

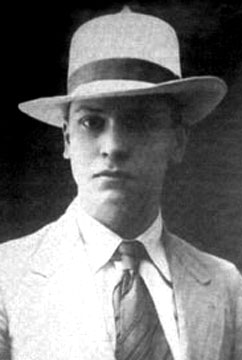
Edgar du Perron (1899-1940).

Entre Edgar du Perron (1899-1940) et Ter Braak, l'autre fondateur du Forum, existent quelques points d'accord et d'opposition. Ter Braak doit continuellement se prouver. Du Perron se sent supérieur à ses compatriotes néerlandais. Du Perron est un citoyen du monde : « Mes parents étaient presque des Français pur-sang et, en plus, de l'« aristocratie coloniale », ce qui est différent de la bourgeoisie hollandaise. Je suis un Français atavique ; en termes d'éducation, un garçon indien, mais Hollandais par la langue et par les coutumes. »  Ter Braak est avant tout un critique. Du Perron est critique et romancier, et exerce une influence sur les jeunes poètes néerlandais par sa poésie. Perron habite pendant un certain temps un château près de Bruxelles, séjourne souvent à Paris, retourne en Inde, mais est de nouveau aux Pays-Bas en 1939. Il meurt d'une paralysie cardiaque lors d'un bombardement en mai 1940. Sa poésie se distingue par les métaphores frappantes et par la simplicité de ton (comme dans Poging tot afstand, ou La Tentative de distance, de 1928). Du Perron prend surtout comme cible toute hypocrisie et toute convention bourgeoise. Ses essais et ses critiques sont rassemblés dans les Cahiers van de lezer (Cahiers du lecteur, huit cahiers publiés en 1928-1929). Du Perron écrit également plusieurs romans et nouvelles, dont le meilleur est Het land van herkomst (Le Pays d'origine, de 1935).

###### Simon Vestdijk

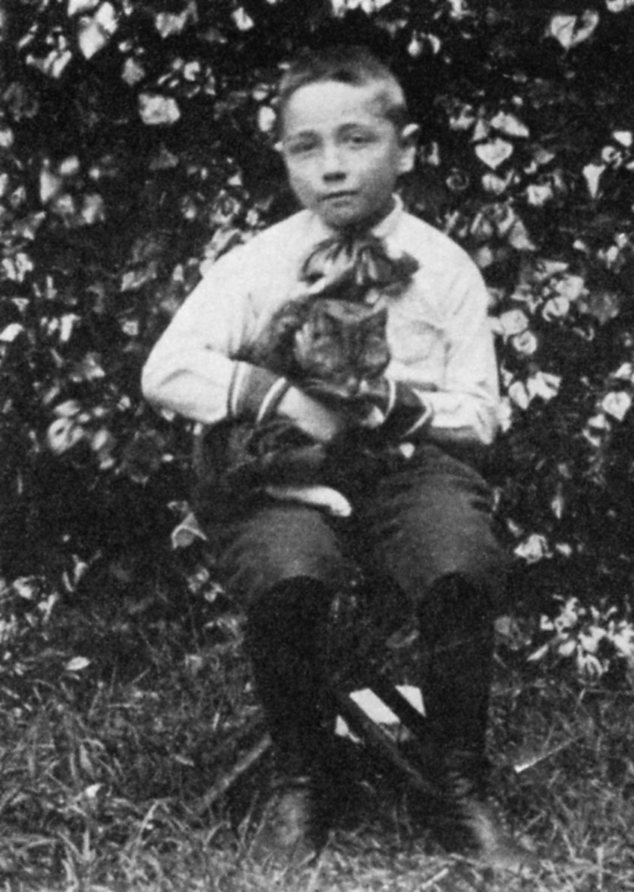
Simon Vestdijk (1898-1971) vers 1905.

Simon Vestdijk (1898-1971) étudie la médecine et se consacre principalement à la psychiatrie avant de se destiner entièrement à la littérature. Sa poésie se rapproche de celle de Greshoff et de Du Perron : elle est mondaine, rationnelle, riche en images et parfois cynique. La prose de Vestdijk vit grâce à la diversité de la matière traitée, grâce au contenu original des récits et grâce au style captivant. Dans les romans historiques de Vestdijk, il s'agit non seulement des faits historiques, mais surtout de la psychologie des personnages, comme dans Het vijfde zegel (La Vie passionnée de El Greco, de 1937). Les romans psychologiques de Vestdijk sont très particuliers. Familier avec la psychiatrie moderne, les théories de la psychanalyse et la psychologie des profondeurs, le médecin analyse les cas complexes, qui sont souvent des anomalies, tout en choisissant ses personnages dans le milieu bourgeois néerlandais (entre autres dans le cycle de « romans d'Anton Wachter », dont la publication s'étage de 1934 à 1960). Parfois Vestdijk s'approche du surréalisme, comme dans De kellner en de levenden (Les Voyageurs, de 1949). L'un de ses plus beaux romans est Het glinsterend pantser (L'Armure scintillante, de 1956).

##### Dans l'ombre des grands
Proche de la revue Forum se trouve le romancier Ferdinand Bordewijk (1884-1965), dont les premiers ouvrages, le recueil de poèmes Paddestoelen (Champignons, de 1916) et les Fantastische vertellingen (Contes fantastiques, trois volumes publiés entre 1919 et 1924) ne sautent pas aux yeux. Plus tard, il aura plus de succès. Blokken (Blocs, de 1931) est une satire contre un État futur collectiviste. Dans Knorrende beesten (Bêtes grondantes, une nouvelle sur les voitures, de 1933), les particularités du style de Bint (Bint, de 1934), son œuvre la plus célèbre, sont déjà présentes à l'état embryonnaire. Bordewijk est le meilleur représentant de la Nouvelle Objectivité. « La prose est abstraite, absolue et pure. Elle ne dépeint rien ; elle ne communique rien ; elle s'éloigne des vieilles conceptions ordinaires du langage comme véhicule. Elle simplifie, contrairement à ce qui est le cas chez les expressionnistes ou, chez nous [=aux Pays-Bas], chez le jeune Marsman, Van Wessem ou Van den Bergh, mais sans ressentir le besoin d'exprimer des sentiments […]. »
Il convient de mentionner Jan Jacob van Geuns (1893-1959), qui, outre des poèmes simples, en écrit beaucoup d'autres qui sont assez lourds (voir Het uur der sterren, ou L'Heure des étoiles, de 1928, et Landschappen der ziel, ou Paysages de l'âme, de 1936). Geertruida (Truus) Gerhardt (1899-1960) s'inspire de la nature dans les vers sensibles des recueils De engel met de zonnewijzer (L'Ange au cadran solaire, de 1935) et Laagland (Des plaines, de 1936). Clara Eggink (1906-1991) montre un talent pur dans Het schiereiland (La Péninsule, de 1938) et Landinwaarts (Vers l'intérieur du pays, de 1942). Frederik Willem van Heerikhuizen (1910-1969) écrit Tussen twee zomers (Entre deux étés, de 1936), De poort (La Porte, de 1941) et In afwachting (En attente, de 1944), en plus de ses essais et d'une étude sur Rilke. Des prosateurs de quelque importance sont Johan Fabricius (1899-1981), entre autres avec Komedianten trekken voorbij (Des comédiens défilent, de 1931), Siegfried Emanuel van Praag (1899-2002), Johan van der Woude (1906-1979) et M. Revis (nom de plume de Willem Visser, 1904-1973).
 

#### Les écrivains catholiques aux Pays-Bas après la Grande Guerre

##### Les revues
Aux Pays-Bas majoritairement protestants d'après-guerre, un certain nombre de jeunes catholiques, surtout des écrivains des provinces du sud incontestablement influencés par l'expressionnisme flamand (Gijsen, Moens et Van den Oever), se font remarquer en proclamant leurs idéaux bruyamment et de façon combative. Leur maturité spirituelle a été préparée par le converti Pieter van der Meer de Walcheren (1880), qui avait été formé à l'école de Léon Bloy et de Jacques Maritain. Le grand pédagogue et philologue Dr H.W.E. Moller (1869-1940) donne aux jeunes la chance de débuter dans le mensuel De Roeping (La Vocation, de 1922). On y retrouve, entre autres, Gerard et Henri Bruning, le critique et historien de la littérature Gerard Knuvelder, Ernst Michel et Anton van Duinkerken.
Souhaitant un organe qui reflète l'attitude catholique envers la vie, mais dont les normes esthétiques sont plus élevées que celles du mensuel Roeping, les meilleurs collaborateurs fondent De Gemeenschap (La Communauté) en 1925. Les chefs de file sont Anton van Duinkerken, Albert Kuyle et Jan Engelman. En 1934, des désaccords et des natures différentes aboutissent à une scission, dont est issue la revue De Nieuwe Gemeenschap (La Communauté nouvelle), qui est plus orientée vers le social et pour laquelle travaillent Albert Kuyle et Henk Kuitenbrouwer.

##### Les principaux écrivains

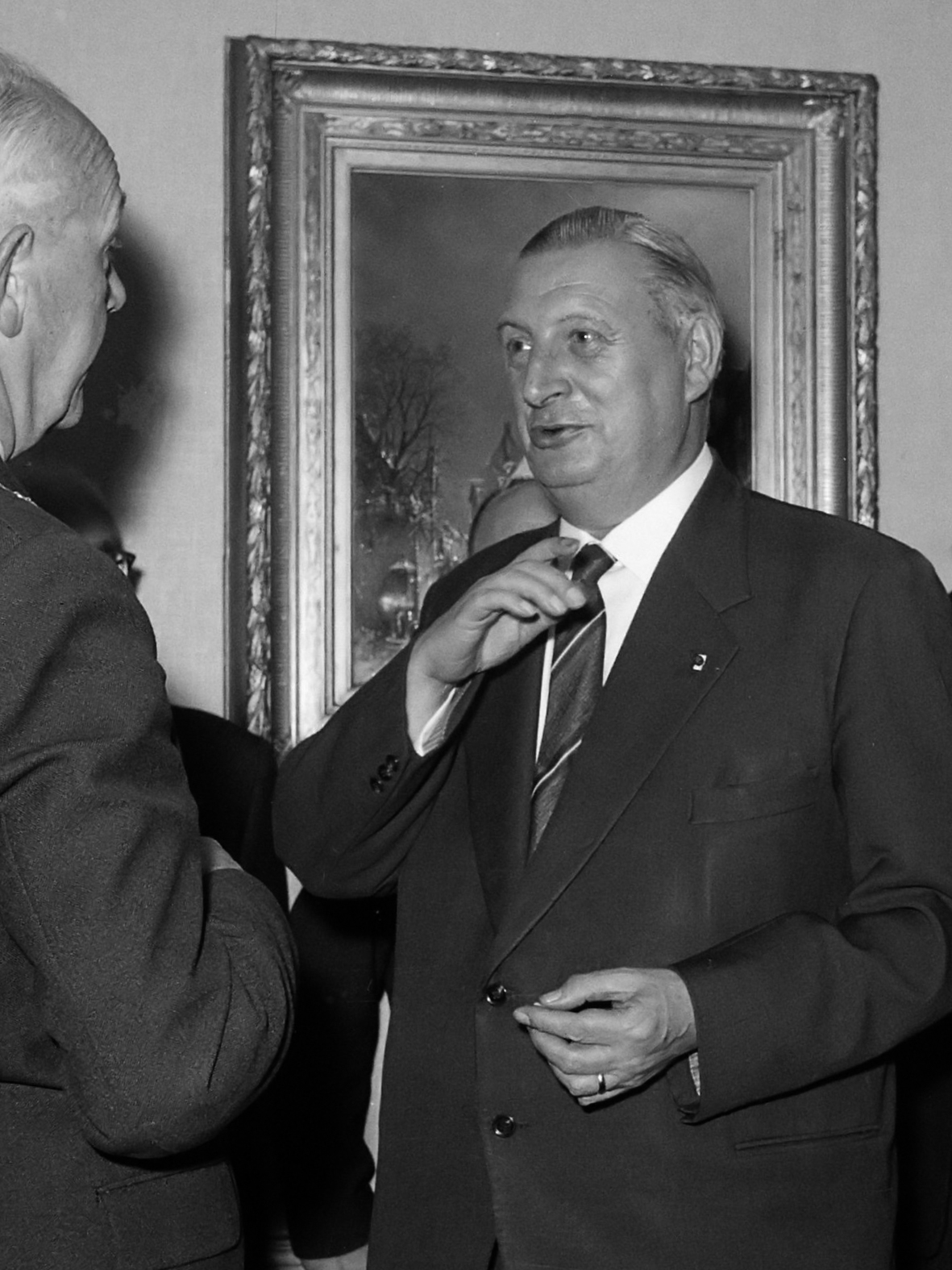
Anton van Duinkerken (1903-1968) reçoit le prix Constantijn-Huygens en 1960.

Dans Roeping, Gerard Bruning (1898-1926) pose une exigence non conformiste et sans équivoque à l'art, qui doit rapprocher les hommes de Dieu : le seul objectif majeur possible de l'art catholique. L'art ne peut être accepté que s'il est catholique. Par conséquent, Bruning s'oppose aux vitalistes, les païens esthétiques, qu'il appelle des artistes sans valeur.
Sous une forme expressionniste, la poésie de Henri Bruning (1900-1983) exprime le désir de Dieu et des sentiments hymniques de compassion pour les pauvres. Plus tard, il transmet son message de façon plus sobre.
Anton van Duinkerken (nom de plume de Willem Asselbergs, 1903-1968) est, après la mort de Gerard Bruning, le leader des jeunes catholiques. Ce professeur aux universités de Leyde et de Nimègue écrit des vers, qui sont tantôt anecdotiques, tantôt joyeux à la franciscaine, dans les recueils Onder Gods ogen (Sous les yeux de Dieu, de 1927) et Lyrisch labyrint (Labyrinthe lyrique, de 1930). L'amour de Van Duinkerken pour sa région natale et pour le peuple de Brabant s'épanouit surtout dans Hart van Brabant (Cœur du Brabant, de 1937). Waaiend pluis (Flocons de poussière poussés par le vent, de 1943) et Tobias met de engel (Tobie et l'Ange, de 1946) montrent une croissance progressive, parfois plus austère dans la forme, parfois solennellement hymnique, parfois innocemment joyeuse, parfois véhémentement satirique comme dans ses Verzen uit Sint-Michielsgestel (Vers de Saint-Michel-Gestel, de 1946). Le recueil d'essais Katholiek verzet (Résistance catholique, de 1932) est un exemple remarquable de l'apologie combative de la foi de l'écrivain. À son travail éclectique appartient aussi une Verdediging van carnaval (Défense du carnaval, de 1928), De mensen hebben hun gebreken (Les hommes ont leurs défauts, de 1935), Legende van de tijd (La Légende du temps, de 1941), Ascese der schoonheid (L'Ascèse de la beauté, un commentaire sur la poésie d'Adrianus Roland Holst, de 1941), Willem van Oranje (Guillaume d'Orange, de 1946) ainsi que des anthologies solidement préfacées. À titre d'historien de la littérature, il travaille sur une histoire de la littérature des Pays-Bas (Geschiedenis van de letterkunde der Nederlanden) et une histoire culturelle du christianisme (Cultuurgeschiedenis van het christendom). Ainsi, il se consacre à l'élévation culturelle de ses coreligionnaires et à la propagation des points de vue catholiques auprès des cercles éminents de la vie culturelle néerlandaise.
Dans Het roosvenster (La Rosace, de 1937), Jan Engelman (1900-1972) suit Marsman et Slauerhoff et sacrifie à la mode de l'époque, dont il se libère dans Sine nomine (Sans nom, de 1930) en créant son style caractéristique d'écriture : une poésie mélodieuse, pleine de joies légères et rêveuses, pleine de beauté terrestre et de désirs célestes. Il s'adonne parfois entièrement à l'expérience de la « poésie pure ». On trouve ses meilleurs vers dans Tuin van Eros en andere gedichten (Le Jardin d'Éros et autres poèmes, de 1934).

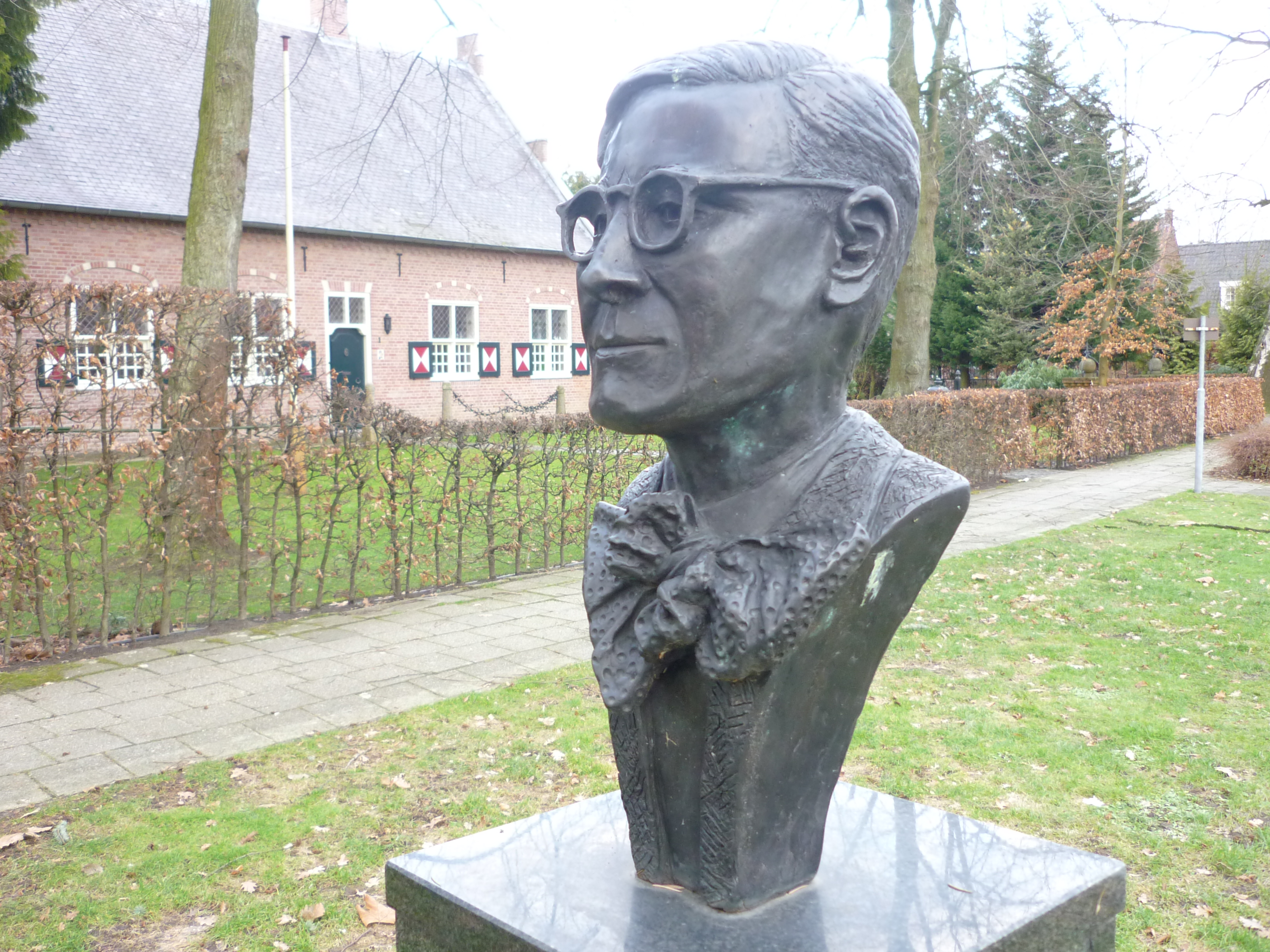
Buste, de bronze, d'Antoon Coolen, par le sculpteur Frater Leo Disch ; en arrière-plan, une maison à Deurne où Coolen a vécu pendant plusieurs années.

L'art communautaire expressionniste trouve en Albert Kuyle (nom de plume de Louis Maria Albertus Kuitenbrouwer, 1904-1958) une figure marquante. La solidarité sociale le guide également dans ses créations littéraires. Ses vers expressionnistes semblent un peu artificiels. Kuyle est toutefois surtout un maître de la nouvelle. Dans un style cinématographique évocateur - celui de la Nouvelle Objectivité - il écrit, entre autres, Zeiltocht (Promenade en voilier, de 1925). En outre, il publie des récits de voyage.
Le roman régional - ou de terroir - des Pays-Bas septentrionaux connaît, en Herman de Man et Antoon Coolen (1897-1961), de dignes représentants. Coolen dessine le pays et les gens du Peel dans une vaste série d'ouvrages, dont de nombreux sont traduits dans d'autres langues. Ce que Coolen fait pour le Peel, Herman de Man (nom de plume de Salomon Herman Hamburger, 1898-1946) le fait pour la Hollande-Méridionale. Cependant, ce Juif converti au catholicisme aborde une problématique plus large, car ses personnages de fiction sont des gens du Nord revêches, accablés par la stricte doctrine de la grâce et de la damnation du calvinisme. Il nous reste de lui un roman psychologique Het wassende water (L'Eau montante, de 1926), qui traite des thèmes de la religion, de la docilité enfantine et du combat contre l'eau du Néerlandais. Josephus Lambertus Antonius Panhuijsen (1900-1986) ne devient un romancier catholique notable qu'àpres la Seconde Guerre mondiale.

##### Autres écrivains
Bernard Verhoeven (1897-1965), connu pour ses exquises études sur Frederik van Eeden, Guido Gezelle et Henriette Roland Holst, écrit aussi des vers profonds et extatiques. Jacques Schreurs (1893-1966) est un poète simplement pieux, heureux à la façon des franciscains, naïvement réceptif à l'unité de la foi, de la vie et de la poésie. Johan Christiaan Jacobus van Schagen (1891-1985) débute par un recueil de poèmes en prose. Après sa conversion au catholicisme, les thèmes dominants de ses œuvres sont la passion des voyages et le désir mystique. Dans des visions médiévales, exprimées dans des vers purs, Gerard Wijdeveld (1905-1997) expose ses convictions catholiques. D'autres convertis sont Chris De Graaff (1890-1955), Abraham Jan Daniël van Oosten (1898-1969) et Gabriël Smit (1910-1981). D'autres catholiques sont Louis de Bourbon (1908-1975), l'arrière-petit-fils de Naundorff,, et deux importants représentants d'une génération plus ancienne, les Maastrichtois Matthias Kemp (1890-1964) et Pierre Kemp (1886-1967), qui sont des âmes romantiques marquées par la désinvolture limbourgeoise.

#### Les écrivains gauchisants aux Pays-Bas

##### Les revues
Bien qu'Adrianus Michiel de Jong (1888-1943), critique du journal néerlandais Het Volk (Le Peuple), fonde quelques petites revues socialistes, De Nieuwe Stem (La Nouvelle Voix) en 1920 et Nu (Maintenant) en 1927, et quoique Jef Last (1898-1972) joue un rôle dans Links Richten (Pointant vers la gauche), les gauchistes ne se rassemblent autour d'aucune revue de quelque importance.
Après une période d'engouement (vers 1900) pour l'idée communautaire, dont Gorter et Henriette Roland Holst sont des figures de proue, aucun poète sait capter ses idéaux socialistes ou communistes dans des poèmes mémorables. Les écrivains dépassent rarement le niveau d'un réalisme superficiel.

##### Les principaux écrivains

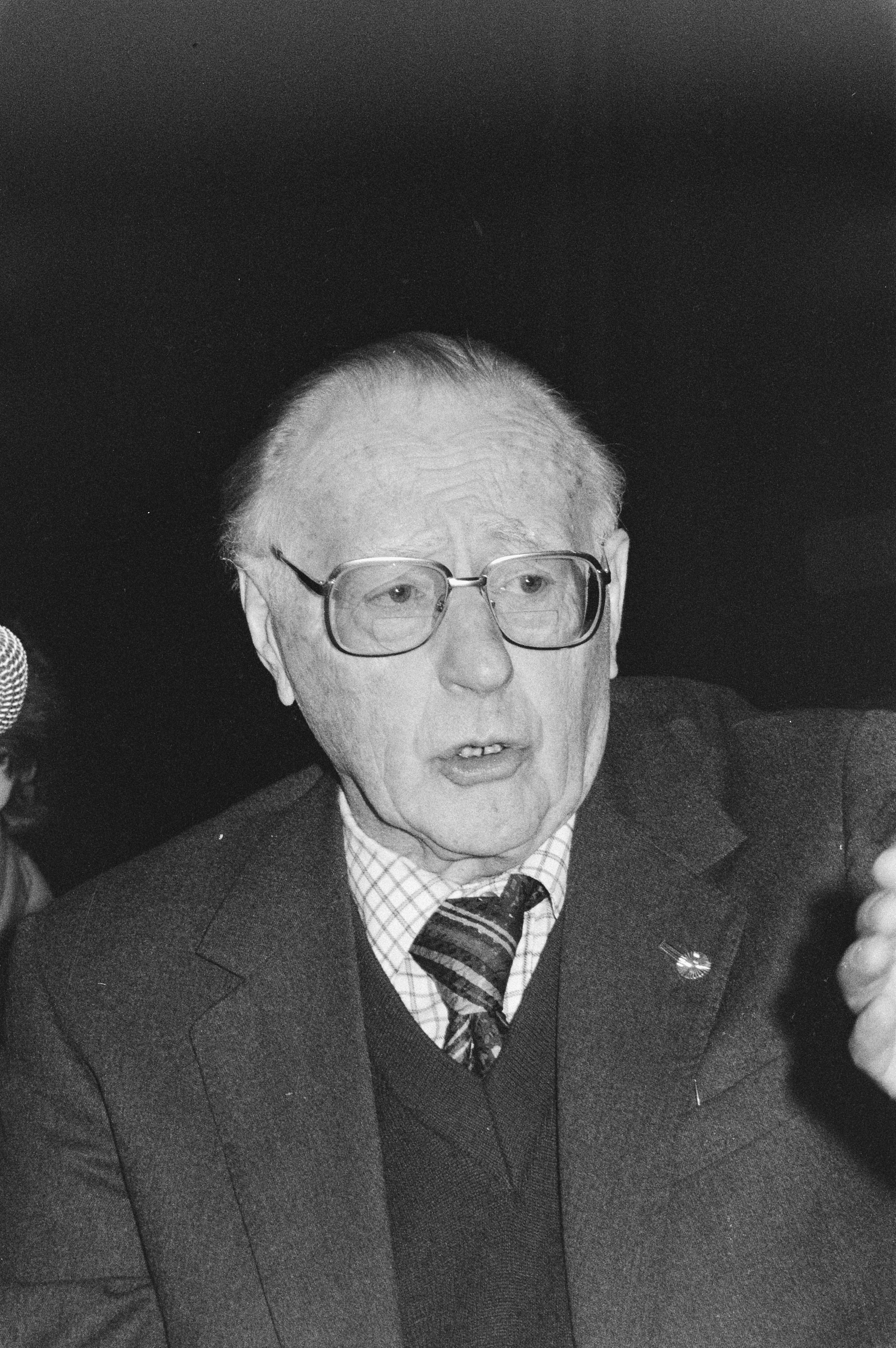
Theun de Vries (1907-2005) en 1985.

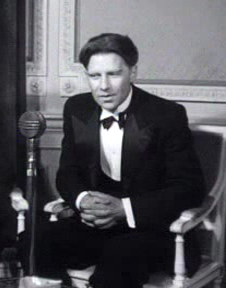
A. den Doolaard (1901-1994) en 1946.

Maurits Dekker (1896-1962), issu d'une famille juive pauvre, débute avec Doodenstad: schetsen uit het gevangenisleven (Nécropole : croquis de la vie carcérale, de 1923). Sous le pseudonyme de Boris Robatzky, il conquiert un public plus large avec le roman Waarom ik niet krankzinnig ben (Pourquoi je ne suis pas fou, de 1929), accueilli comme l'œuvre d'un étranger. Aussi faut-il mentionner sa trilogie sur la révolte des gueux, Oranje (Orange), dont la publication s'étale entre 1935 et 1938. Sous l'occupation, il lui est interdit d'écrire, mais il traite de cette époque dans De laars op de nek (La Botte sur la nuque, de 1945). En 1952, il publie le roman tendancieux De afgrond is vlak voor uw voeten (Le précipice est à vos pieds), pour lequel il s'inspire d'Arthur Koestler lorsqu'il décrit la vie d'un homme condamné à mort pour avoir commis des dérapages - sur la nature desquels on reste dans le vague - dans un État d'Europe de l'Est sous un régime bolchevique.
Jef Last (1898-1972) mène une vie particulièrement active et mouvementée. Issu de la classe moyenne aisée, il est cependant l'un des premiers membres du Parti social-démocrate des ouvriers néerlandais, puis du Parti socialiste revolutionnaire et du Parti communiste des Pays-Bas. Au cours de sa vie, il exerce plusieurs professions : mineur, matelot, directeur adjoint d'une entreprise, ouvrier d'usine en Amérique, chef du département de cinéma de l'Institut pour la culture de l'intelligence des ouvriers (Instituut voor Arbeidersontwikkeling), instituteur, soldat républicain contre Franco, journaliste et écrivain ; en outre, il suit des cours de philosophie chinoise. Ses écrits reflètent ses convictions, ce qui se traduit d'abord dans des vers tels que ceux du recueil Bakboordslichten (Feux de bâbord, de 1926). Sa poésie atteint rarement un niveau dépassant celui des chansons populaires sociales. Sa renommée s'accroit grâce à des œuvres en prose telles que Liefde in portieken (L'Amour sous les porches, de 1932). En raison du thème national, Zuiderzee (Le Zuiderzee, de 1934) est son ouvrage principal et son livre à succès. De tendance communiste est Een huis zonder vensters (Une maison sans fenêtres, de 1935). Les lettres du recueil De Spaansche tragedie (La Tragédie de l'Espagne, de 1937) constituent un rapport de son activité en Espagne. Après la guerre naît une grande amitié avec André Gide.
Si Theun de Vries (1907-2005) écrit des vers médiocres, ses romans témoignent de son talent épique ; ceux-ci sont un peu pessimistes mais solidement construits, comme Rembrandt (Rembrandt, de 1931), et rappellent les meilleures œuvres réalistes du XIXe siècle. De Vries est l'un des seuls aux Pays-Bas à appliquer la méthode matérialiste historique à l'analyse littéraire, notamment dans M. Nijhoff, wandelaar in de werkelijkheid (M. Nijhoff : promeneur dans la réalité, de 1941).
A. den Doolaard (nom de plume de Cornelis Johannes George Spoelstra, 1901-1994) a une foi joyeuse en la beauté non ternie de l'homme et de la nature, et veut passer des déclarations d'amour aux actes. Ce globe-trotteur choisit comme thèmes le goût de l'aventure, le primitivisme et la vie populaire. Son amour pour l'homme s'exprime dans son antimilitarisme et son anticapitalisme, dans ses récits sur les peuples, encore primitifs et puissants, qu'il rencontre au cours de ses voyages en sa qualité de correspondant du quotidien Het Volk. Il écrit des croquis de voyage comme De wilden van Europa (Les Sauvages d'Europe, de 1932), des romans comme De witte stilte (Le Silence blanc, de 1932), De herberg met het hoefijzer (L'Auberge au fer à cheval, de 1933) et Oriënt Express (Orient-Express, de 1934), témoignant d'un talent mûri, affranchi de l'exagération juvénile. Il collabore au film Die weiße Hölle vom Piz Palü (L'Enfer blanc du piz Palü) et écrit des invectives mordantes contre les Allemands qui occupent les Pays-Bas pendant la Seconde Guerre mondiale.

##### Autres écrivains
Avec ses livres Merijntje Gijzens jeugd (La Jeunesse de Merijntje Gijzen) et Merijntje Geuzens jonge jaren (Les Jeunes Années de Merijntje Gijzen), Adrianus Michiel de Jong (1888-1941) est l'un des écrivains de gauche les plus populaires. Ses œuvres s'apparentent à celles d'Antoon Coolen. Aussi connu est Albert Helman (nom de plume de Lodewijk [Lou] Alphonsus Maria Lichtveld, 1903-1996) ; ce Guyanais écrit d'abord des romans sur sa région natale. Il justifie son passage au communisme dans un livre très volumineux, Waarom niet (Pourquoi pas ?, de 1933). C'est l'aspiration romantique à une société heureuse qui l'anime. La poésie de Carel Steven Adama van Scheltema est poursuivie par Margot Vos (1891-1985), par sa sœur Marie W. Vos (1897-1994) et par David de Jong (1898-1963). L'une des figures les plus brillantes de ce courant spirituel est Garmt Stuiveling (1907-1985) qui écrit des poèmes et une pièce de théâtre, mais qui reste surtout connu en tant qu'essayiste et connaisseur de la littérature (par exemple Rekenschap, ou Rendre compte, de 1941, et Steekproeven, ou Sondages, de 1950). Il est également l'un des plus avisés orateurs néerlandais de son temps.

### L'homme moderne et sa personnalité

#### Les écrivains néerlandais sur les traces deForum
Après Forum, la poésie lyrique est pratiquée sur un fond de romantisme sans en vouloir avoir l'apparence (un « romantisme endurci »). De temps à autre, l'imagination conduit les poètes à un surréalisme impressionniste. Touchés par les difficultés économiques, par le sort des ouvriers et des chômeurs et par la menace d'une nouvelle guerre mondiale, ces poètes estiment le plus souvent devoir s'armer d'ironie, de sarcasme et de cynisme. Comme Greshoff et Du Perron, ils choisissent souvent des anecdotes qu'ils réussissent parfois à traduire sensiblement dans un langage peu poétique. Le titre du recueil Drie op één perron (Trois sur un perron, de 1938), publié conjointement par les poètes de l'école dite d'Amsterdam, à savoir Eduard Hoornik, Jacob van Hattum et Gerard den Brabander, contient une allusion à leur prédécesseur, Du Perron. Cette génération intermédiaire publie surtout dans les revues Werk (Labeur, 1939) et Criterium (Critère, 1940-1942 et de nouveau après 1945).
Eduard Hoornik (1910-1970) est avant tout lié aux poètes de la revue Forum. Ensuite, il opte pour le courant social, par exemple dans Achter glas (Derrière les vitres, de 1937). Dans l'après-guerre, Hoornik décide de se préoccuper moins de la misère du monde dans son travail poétique. Le poète lui-même désigne maintenant sa poésie sous le nom de « réalisme romantique », ce qui est, entre autres, illustré dans Tweespalt (La Discordance, de 1943). Na Jaren (Après des années, de 1955) contient des souvenirs des horreurs de la guerre. Des essais et des critiques sont réunis dans Tafelronde (Table ronde, de 1940) et Toetssteen (Pierre de touche, de 1951).
De Gerard den Brabander (nom de plume de Jan Gerardus Jofriet, 1900-1968), qui a déjà écrit des poèmes avant la guerre, paraît, en 1946, De holle man (L'Homme creux). L'idée centrale de ce recueil est que la guerre totale détruit tout, que rien n'a de sens. Avec l'effondrement du monde se produit également celui du poète. Plus tard, le poète accepte la vie plus courageusement.
Hendricus (Han) Gerard Hoekstra (1906-1988) est corédacteur de la revue Criterium. Dans ses premières œuvres, il se montre un poète au cœur chaud qui garde son sang-froid. Avec Halbo Christiaan Kool et Jan Hendrik de Groot, il publie illégalement un recueil de chansons :Vrij Nederlandsch liedboek (Le Chansonnier des Pays-Bas libres, de 1944). Il écrit un essai Over Jan Campert (Sur Jan Campert, de 1947), mais particulièrement réussie est surtout sa poésie enfantine (par exemple Het verloren schaap, ou La Brebis égarée, de 1947). Sous le pseudonyme de Victor le Chaste, il publie Amorosa (Amorosa, de 1946).
L'Antillien Cola Debrot (1912-1981) se montre, dans sa poésie et dans sa prose, un partisan du rationalisme romantique de la revue Criterium (1940). Avec son premier roman Mijn zuster de negerin (Ma sœur : la négresse, de 1935), il évoque superbement le paysage et l'ambiance des Antilles. Ensuite paraissent des vers sous le titre Navrante zomer (Été bouleversant, de 1945) et Bewolkt bestaan (Existence troublée, de 1948), le volumineux roman de la génération désespérée de l'entre-deux-guerres.
Les nombreux recueils de Jacobus (Jac.) van Hattum (1900-1981) sont d'une valeur très inégale. Chez lui aussi l'amertume est rarement plus qu'une susceptibilité dissimulée. Nous mentionnons De pothoofdplant (L'Onagre, de 1936) et Frisia non cantat (La Frise ne chante pas, de 1938). Un autre adepte du cynisme anecdotique est Eric van der Steen (nom de plume de Dick Zijlstra, 1907-1985), qui nous donne, entre autres, Gemengde berichten (Faits divers, de 1932). Dans les recueils ultérieurs, dont Kortom (Bref, de 1938), il réussit à élever des variations d'humeur à la hauteur de quelque chose de supérieur par l'intermédiaire de son imagination. En 1946, il publie son roman Finishing Touch (Touche finale). Si ses contemporains expriment leurs angoisses et leurs sympathies dans des vers lyriques, Maurits Mok (1907-1989) le fait surtout dans des poèmes épiques, tels que Kaas- en broodspel (Le Jeu du pain et du fromage, de 1938, sur un soulèvement au XVe siècle en Hollande, provoqué par les razzias des Hameçons) ou Europa (L'Europe, de 1944, sur la persécution des Juifs pendant la guerre). En outre, il écrit des poèmes lyriques. Son principal roman est Voorspel tot het leven (Prélude à la vie, de 1947), qui traite de la transformation d'un adolescent en adulte.

#### Le renouveau du roman flamand

##### Les caractéristiques du roman flamand
En 1927, devant l'Académie royale flamande de langue et de littérature néerlandaises, August Vermeylen lance un appel aux écrivains flamands : « more brains » (plus d'efforts cérébraux).
Dans les années 1930, les romanciers flamands, faisant du surplace après que Buysse, Streuvels, Baekelmans, Timmermans et Claes ont porté le roman flamand à jamais au niveau européen, continuent de se souvenir de cette exhortation.
Chez certains expressionnistes, nous trouvons les premières tentatives de renouvellement : Eugène de Bock (1889-1981), avec Jeugd in de stad (Les Jeunes en ville, de 1918), et Ernest van der Hallen (1898-1948), avec Kristiaan de godsgezant (Christian le messager de Dieu, de 1928) et De wind waait (Il vente, de 1932).
On commence alors à se préoccuper davantage de la technique du roman, et on cherche une histoire étonnante au contenu existentiel sous une forme frappante, à réaliser en employant une grande variété d'outils :
1. l'expression de la personnalité moderne ; de nombreux romanciers flamands publient dans Forum (Elsschot, Roelants, Walschap, Zielens et Gilliams), ce qui explique leur état d'esprit ;
2. liée au point précédent, la lutte contre le provincialisme et surtout contre l'anecdotique, que l'on y associe souvent ;
3. le langage dynamique, qui est un acquis positif de ces auteurs (en particulier de Walschap), ainsi que l'utilisation du langage courant soigné et standardisé (Roelants, De Pillecyn, Gilliams et Elsschot) ;
4. le cynisme d'Elsschot et le scepticisme de Brulez et de Gijsen, en particulier les curieux contes philosophiques de ces derniers, qui marquent aussi l'esprit des littérateurs autour de la revue Forum ;
5. l'élément de surprise obtenue par la forme et par le contenu, qui joue un rôle majeur dans les œuvres des meilleurs d'entre eux, mais qui conduit parfois à des excès, comme dans le cas de Johan Daisne, le principal représentant du réalisme magique, où le rêve et la vie sont tellement indissociables que le rêve est parfois plus réel que l'existence ;
6. l'approfondissement psychologique, qui est presque générale, non seulement chez les auteurs de romans psychologiques par excellence, comme Roelants, Van Hoogenbemt, Matthijs, Walschap, Berghen et Demedts, mais aussi chez des conteurs du terroir, comme Van Hemeldonck et Duribreux, ou chez des écrivains de romans historiques, comme De Pillecyn et Van Hemeldonck ;
7. le roman social, qui est pratiqué modérément, bien que cette génération soit plus orientée vers l'éthique que vers l'esthétique ; Zielens est l'écrivain le plus talentueux du genre ;
8. hormis les œuvres des grands écrivains, les romans à succès, qui se lisent facilement, qui s'adressent à un public plus large, qui sont pratiqués par des romanciers de second plan, tels que Claes-Vetter et Putman, mais qui témoignent pourtant aussi du niveau atteint par une culture.

##### Les figures de proue du roman flamand

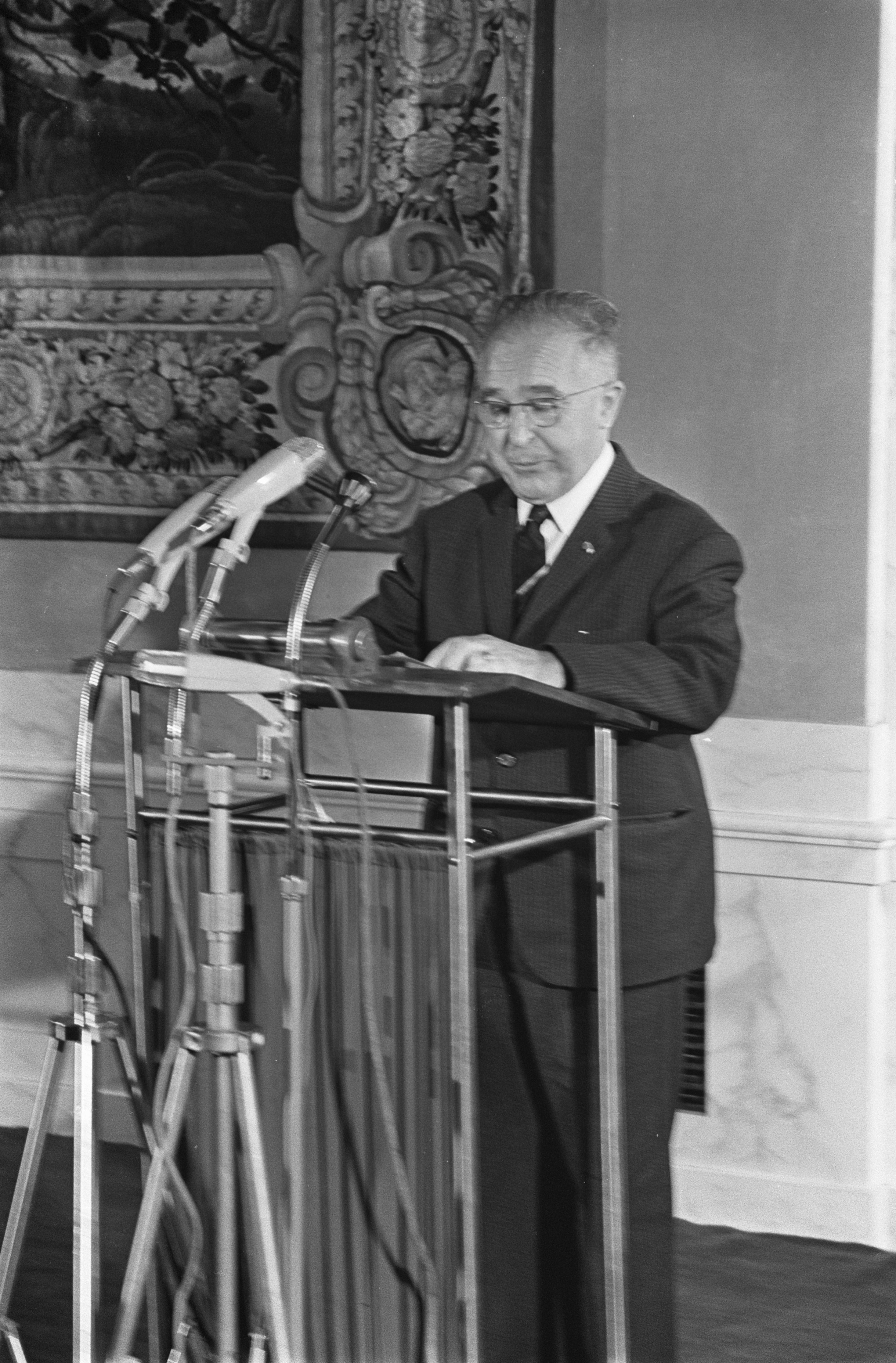
Gerard Walschap (1898-1989), prononçant des paroles de remerciement après avoir reçu le Prix des lettres néerlandaises en 1968.

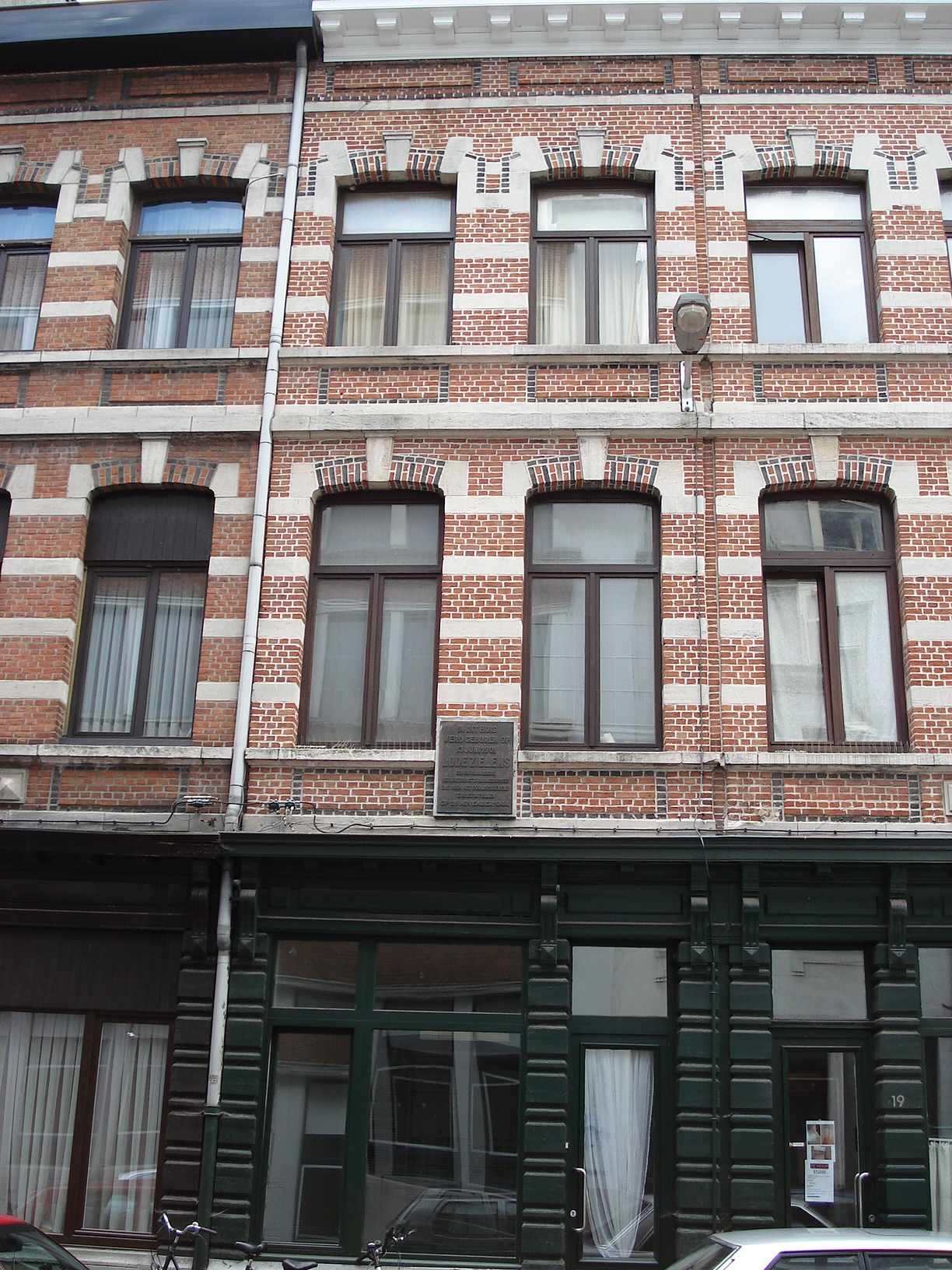
La maison natale de Lode Zielens (1901-1944) à Anvers.

###### Willem Elsschot
Parmi les plus anciens produits littéraires de Willem Elsschot (nom de plume d'Alphonsus Josephus de Ridder, 1882-1960), on trouve dix poèmes, écrits entre 1907 et 1910, et publiés dans Forum (1932-1933). Lorsque le roman rural sentimental est à son apogée, Elsschot écrit le roman cosmopolite d'une pension parisienne, la Villa des Roses (Villa des roses, de 1913). Dans Lijmen (Embobiner, de 1924) figurent deux personnages, réapparaissant dans les romans suivants : l'homme d'affaires flegmatique Boorman et l'homme sentimental et humain Laarmans, qui présentent un dédoublement de la personnalité de l'auteur lui-même. Seulement neuf ans plus tard suit Kaas (Fromage, de 1933), qui brosse une image sympathique d'un modeste employé, Laarmans, qui, ayant quelque peu surestimé ses capacités, échoue lamentablement après s'être établi grossiste en fromage. Ici, le cynisme est atténué par l'empathie. Après Pensioen (Pension, de 1937), Elsschot écrit Het been (La Jambe, de 1938), où l'impitoyable Boorman se repentit. Het dwaallicht (Le Feu follet, de 1946) est une nouvelle symbolique. Aucun autre écrivain flamand ne dépouille davantage son langage de tout superflu. Derrière une démarche cynique se cache une sensibilité chauleureuse.

###### Filip De Pillecyn
Si les œuvres de jeunesse de Filip De Pillecyn (1891-1962) sont assez faibles, ses ouvrages ultérieurs trahissent parfois un véritable écrivain du tempérament et de la musique de l'âme. Le roman De rit (La Chevauchée, de 1927), qui porte les cicatrices de la Première Guerre mondiale, continue à surprendre. Un désir inquiet et une résignation lasse caractérisent davantage les principaux personnages un peu irréels et tourmentés de ses contes, qui se succèdent rapidement les uns aux autres (entre autres Monsieur Hawarden, publié d'abord dans Forum en 1934), et le soi-disant roman historique Hans van Malmedy (Jean de Malmédy, de 1935). Dans le Soldaat Johan (Le Soldat Johan, de 1939), le romancier doit recourir à un contexte historique, mais l'essentiel reste l'homme dans son univers psychique. Après la Seconde Guerre mondiale, le talent de De Pillecyn s'épanouit de nouveau. Cet auteur est un néoromantique qui se distingue par une riche imagination et par un style exceptionnellement soigné.

###### Gerard Walschap
Gerard Walschap (1898-1989) publie d'abord dans plusieurs revues catholiques et travaille pour la scène avec Frans Delbeke (1890-1947). La trilogie De familie Roothooft (La Famille Roothooft, de 1929-1930-1933) est innovatrice. Son goût et son style s'étant formés par la lecture d'auteurs tels que Dostoïevski, Gorki, Hamsun et Strindberg, il dépeint sans réserve la vie dans un village de Brabant. Il publie plusieurs romans, dont Een mensch van goeden wil (L'homme qui voulait le bien, de 1936), avant de rompre avec le catholicisme. Sibylle (Sibylle, de 1938), un roman sur la perte de la foi, atteste cette rupture. Le roman vitaliste Houtekiet (Houtekiet, de 1939) montre l'auteur au sommet de son art : Jan Houtekiet est un puissant personnage païen, vivant en dehors de toute loi, le fondateur d'un nouveau village. Après la Seconde Guerre mondiale, Walschap traite de préférence des questions importantes, telles que la collaboration, la fraternité universelle, la colonisation et le saint dans le monde moderne. En outre, il écrit des nouvelles. « Parmi une génération d'écrivains flamands qui jurent par "rien que l'homme", c'est Walschap qui, par sa prise de position essentiellement éthique, rompt de façon décisive avec les prédécesseurs et qui fonde le roman flamand en quelque sorte sur le roman occidental, genre dans lequel des auteurs tels que Mann, en passant par Huxley, Mauriac, Malraux et Montherlant jusqu'à Greene et Langgässer, cherchent une solution et une justification pour l'homme de cette époque. »

###### Lode Zielens
Lode Zielens (1901-1944) porte sur la scène littéraire de sa génération le prolétariat urbain, qu'il connaît en qualité d'ouvrier d'usine. Il n'est ni un artiste de la forme ni un artiste de la parole, et son style est maladroit, mais il réussit à créer des personnages dont le lecteur se rappellera, comme dans Moeder, waarom leven wij? (Mère, pourquoi vivons-nous ?, de 1932), un recueil de récits. Le travail ultérieur, écrit dans le même esprit, témoigne davantage de sa maîtrise stylistique.

###### Maurice Gilliams
Parmi ses contemporains flamands modernistes, Maurice Gilliams (1900-1982) est le plus romantique des peintres des humeurs et le plus raffiné des esthètes. Ses débuts poétiques se font sous le signe d'une période marquée par l'expressionnisme. Ses esquisses en prose et son roman Elias, of het gevecht met de nachtegalen (Élie ou le Combat avec les rossignols, de 1936) contiennent de nombreux éléments autobiographiques. Rilke et surtout Alain-Fournier sont souvent cités comme ses maîtres. Ses autres écrits en prose sont en partie des notes de journal, des essais ou des récits (entre autres De man voor het venster, ou L'Homme à la fenêtre, de 1943). Les mêmes caractéristiques que sa prose présente sa poésie. Des morceaux, choisis parmi ses premiers recueils de poésie, publiés en tirage limité, sont réunis dans l'anthologie Het verleden van Columbus (Le Passé de Colomb, de 1936).

###### Johan Daisne
C'est surtout en tant que poète que Johan Daisne (nom de plume du Dr Herman Thierry, 1912-1978) débute dans de modestes périodiques, comme la revue poétique gantoise Klaverendrie (Trèfle à trois feuilles). Dans les domaines de la prose et du drame, Daisne réalise des travaux étonnants et novateurs. Son réalisme magique mêle rêve et réalité. Après avoir écrit quelques nouvelles, il achève un roman baroque mais audacieux De trap van steen en wolken (L'Escalier de pierre et de nuages, de 1942). Après cet ouvrage, il explore les limites d'un romantisme cinématographique, symbolique et surréaliste, et il ne craint pas de s'engager dans les domaines de la parapsychologie et des sciences exactes (par exemple dans De man die zijn haar kort liet knippen, ou L'Homme au crâne rasé, de 1948). À côté de Herwig Hensen, Daisne essaie de renouveler le théâtre flamand par des pièces assez recherchées, comme De charade van advent (La Charade de l'Avent, de 1943).

##### Autres romanciers
Aucun Flamand n'est aussi proche des Français, et surtout de ceux du XVIIIe siècle, que Raymond Brulez (1895-1972), qui marque une préférence pour le conte philosophique à la Voltaire. Avec un cynisme supérieur, il observe son environnement. Il fait ses premiers pas d'écrivain avec André Terval of Inleiding tot een leven van gelijkmoedigheid (André Terval ou Introduction à une vie sereine, de 1930). Son talent épique est limité, mais il sait captiver ses lecteurs par son esprit d'analyse aigu. Dans Pension, Vivès (Pension Vivès, de 1936), ainsi que dans d'autres de ses ouvrages, Norbert Edgard Fonteyne (1904-1938), lui aussi, manie un style d'écriture cynique et sensuel, tout en prouvant qu'il possède à la fois une forte personnalité et un grand pouvoir épique. Albert van Hoogenbemt (1901-1964), un collaborateur de la revue Ruimte, occupe temporairement le devant de la scène avec un roman psychologique équilibré, De stille man (L'Homme tranquille, de 1938), mais n'atteindra plus jamais la même hauteur. René Leopold Berghen (1901-1988) s'impose comme un fin psychologue, entre autres dans De overjas (Le Pardessus, de 1934). L'écriture de Marcel Matthijs (1899-1964), qui commence sa carrière littéraire en produisant de faibles romans sociaux, gagne en profondeur dans De ruitentikker (Le Briseur de vitres, de 1933). Il attire l'attention générale avec Een spook op zolder (Un fantôme au grenier, de 1939), l'analyse du caractère morbide d'une jeune fille. Dans des travaux ultérieurs, notamment Hellegat (Trou d'enfer, de 1949), il nous expose amèrement la dure réalité de la vie. L'essayiste et historien de la littérature Julien Jozef Kuypers (1892-1967) écrit un roman historique, facile à lire, Heer van Lembeke, rijd aan (Seigneur de Lembeke, devancez, de 1942). D'une popularité enviable jouit le polyvalent Emiel Marie Louis van Hemeldonck (1897-1981). Après avoir fait paraître quelques livres passés inaperçus, il trouve sa voie comme chantre du paysage campinois (par exemple Berk en berm, ou Bouleau et Genêt, de 1940). D'une force vitale considérable témoignent ses romans historiques, en particulier De cleyne keyser (Le Petit Empereur, de 1943), un ouvrage construit de façon équilibrée.
C'est surtout en Flandre-Occidentale que l'on pratique l'art du roman du terroir (qui a pour cadre la vie paysanne dans la Heimat) : Fred Germonprez (1914-2001), avec Iseland, Iseland … (Islande, Islande…, de 1950), et Gaston Duribreux (1903-1986), qui nous donne, entre autres, le best-seller Bruun (Bruun, de 1939). Les histoires de ses romans se déroulent généralement sur le fond d'un environnement de pêcheurs et d'habitants du littoral. Avec, entre autres, Niets dan een droom (Rien qu'un rêve, de 1941), Staf Weyts (1909-1985) reste à l'arrière-plan de la scène littéraire de son temps. Étranges et parfois étonnantes en raison de la matière traitée sont les œuvres de Theoduul Leopold Antoon (1893-1971). D'Anton van de Velde (1895-1983), mieux connu comme dramaturge, la meilleure œuvre narrative est Schep vreugde in ’t leven (Jouissez de la vie, de 1942), une fantaisie littéraire inspirée du XVIIIe siècle.
Après la Seconde Guerre mondiale, un autre dramaturge expérimenté, Willem Putman (1900-1954), auteur des romans Vader en ik (Père et moi, de 1934) et Pruiken (Perruques, de 1936), remporte un succès extraordinaire, sous le nom d'emprunt de Jean du Parc, avec des romans-feuilletons superficiels mais faciles à lire. Après un début littéraire marqué par des histoires populaires dans la ligne de Claes et de Timmermans, Valère Depauw (1912-1994) choisit des sujets plus importants, comme dans la trilogie sur les conditions sociales De geschiedenis van Mathias Wieringer (L'Histoire de Mathias Wieringer, de 1947-1949). Stephanie Claes-Vetter (1885-1974), connue pour, entre autres, Verholen krachten (Forces cachées, de 1926), se rapproche des nombreuses romancières talentueuses néerlandaises.
L'aperçu de l'art du roman depuis 1930 serait très incomplet, si l'on n'ajoutait pas à la liste les noms de Maurice Roelants et de Marnix Gijsen, mentionnés ci-dessus, et ceux d'André Demedts et d'Albe, traités ci-dessous.

#### La poésie flamande
On peut classer les poètes en catégories selon les périodiques auxquels ils ont collaboré entre 1930 et 1940. Certains d'entre eux, cependant, et non des moindres, se produisent indépendamment de tout organe.

##### Autour de la revueVormen
De la même manière que les romanciers, mais indépendamment d'eux, les poètes de cette époque recherchent l'idéal du plein épanouissement de l'individu. De la génération des littérateurs flamands des années 1920, seuls le poète Paul van Ostaijen et le critique Urbain Van der Voorde trouvent grâce à leurs yeux. En effet, ils rejettent la poésie amorphe, les idéaux de la réforme du monde et de l'esprit de communauté. En 1930, un nouvel organe est lancé : De Tijdstroom (Le Cours des temps), dont les principaux rédacteurs sont Pieter Geert Buckinx, René Verbeeck et Jan Vercammen. La revue promet d'aboutir à un art plus humain et plus personnel par plus de discipline et de concentration d'un côté et de plus de véracité de l'autre ; de plus, elle maintient que le degré de beauté de cet art est déterminé par l'intensité de l'expérience et par la capacité de matérialiser cette émotion sous la seule forme appropriée. »
En 1935, le périodique cesse d'exister. Certains des collaborateurs du Tijdstroom, un organe qui ne représente plus un groupe solide, se retrouvent dans la revue Vormen (1936-1940), dirigée par Pieter Geert Buckinx, René Verbeeck et Paul de Vree. La préface du premier numéro reprend certaines réflexions empruntées au Tijdstroom, mais met l'accent sur l'importance du problème de la forme dans l'art.
Outre les auteurs mentionnés ci-dessus, Marnix van Gavere, Albert Westerlinck et André Demedts évoluent dans le même sens.
Dans les années 1920, Pieter Geert Buckinx (1903-1987) écrit sous l'influence de l'expressionnisme avant de faire entendre une autre voix dans Tijdstroom, et cela dès le début. Avec, entre autres, De dans der kristallen (La Danse des cristaux, de 1936), il veut, comme Van Ostaijen, créer de la « poésie lyrique pure ». Mûri par les expériences et les souffrances terrestres, le poète essaie d'atteindre des altitudes raréfiées dans les Vleugelen van Icarus (Les Ailes d'Icare, de 1944). Bien qu'il soit conscient de l'insuffisance des forces humaines, il continue à croire en la vie éternelle (voir De verzoeking der armoede, ou La Tentation de la pauvreté, de 1950).
Les poèmes du recueil Jasmijnen (Jasmins, de 1929) d'André Demedts (1906-1992) s'apparentent à celles de Mussche par leur forme. En sa qualité de cofondateur des revues De Tijdstroom et Vormen, il apporte des contributions essentielles. L'opposition romantique de l'idéal et de la réalité constitue la base de sa poésie dans Geploegde aarde (Terre labourée, de 1931) et dans les recueils qui suivent celui-ci. À partir de 1936, dans ses romans, cette antithèse fait place à la problématique non moins romantique du rapport entre l'individu et la communauté. Dans sa trilogie sur les Van Leyda (Voor de avond valt, ou Avant que la nuit ne tombe, de 1947 ; In het Morgenlicht, ou Dans la lumière du matin, de 1949 ; De Ring is gesloten, ou Le cycle se ferme, de 1951), Demedts décrit, comme dans une synthèse, la tragédie de l'individu psychiquement accablé qui cherche l'harmonie avec la communauté. Sous le nom d'emprunt de Koen Lisarde, il publie quelques romans intéressants pour les jeunes. Plutôt de se montrer un théoricien, dans ses critiques, Demedts se révèle un chercheur de l'homme dans la littérature.
Albert Westerlinck (nom de plume de José Joris Maria Aerts, 1914-1984) est secrétaire de rédaction de la revue Dietsche Warande et Belfort. Dans les lettres flamandes, il est considéré comme un critique et un essayiste de premier plan. Comme poète religieux, il exprime de façon cuisante la souffrance de la solitude : Dieu se soustrait au désir languissant du cœur en quête de quelque chose. En tant que prêtre, ce poète se résigne à accepter ce besoin indicible (voir Bovenzinnelijk verdriet, ou Tristesse transcendantale, de 1938).
René Verbeeck (1904-1979) et Jan Vercammen (1906-1984) sont cofondateurs du Tijdstroom. Le premier, fondateur et éditeur des Bladen voor de Poëzie (Les Feuilles de poésie, de 1937-1944), est, en Flandre, le principal représentant du vitalisme. Ce n'est qu'après avoir produit des œuvres de jeunesse expressionnistes teintées de romantisme qu'il obtient son autonomie littéraire dans De donkere bloei (L'Obscure floraison, de 1930) et dans des recueils ultérieurs. L'essai De dichter H. Marsman  (Le Poète H. Marsman, de 1959) prouve qu'il reste un admirateur du prince du vitalisme.
Le parcours poétique de Jan Vercammen est remarquable : cofondateur du Tijdstroom, rédacteur de la Gemeenschap (La Communauté, 1936-1940) et du Schakel (Le Maillon, 1936-1940). Dans Het doode kindje Eric (L'Enfant mort, Eric, de 1937), la faiblesse organique des ouvrages antérieurs est loin. Volubile (1939) montre l'intériorisation dans la solitude. Les recueils des années 1940 et 1950 trahissent souvent une certaine mélancolie.
Marnix van Gavere (nom de plume de Fernand Robert Pauwels, 1897-1974) est, comme ceux que l'on vient de nommer, un poète de l'intériorité. Il se révèle le poète d'élégies par excellence dans Het eeuwig rijk (L'Empire éternel, de 1942), où, avec une mélancolie intériorisée, sans pulsions, et une nostalgie du royaume éternel, il aborde des thèmes tels que la mort, l'amour, la solitude, Dieu et les sources inépuisables d'inspiration. Il collabore aux revues Ruimte et Tijdstroom.
Paul de Vree (1909-1982) est un poète versatile pour qui la littérature plutôt que le monde constitue le point de départ de toute démarche littéraire et qui évolue du formalisme romantique en art vers la poésie populaire et, plus tard, vers celle concrète et celle visuelle. Parmi ses nombreux recueils, on peut citer Verzen en kwatrijnen (Vers et Quatrains, de 1935). Un échec est son roman autobiographique Een kringloop: kronijk van een gezin (Un cycle : chronique d'une famille, de 1938). Ses essais sont de valeur inégale et souffrent du verbalisme.
D'autres poètes subissent également le charme de « l'art formaliste », chacun d'eux y apportant ses nuances personnelles. Il sied de mentionner le prêtre Gery Helderenberg (nom de plume d'Hubert Buyle, 1891-1979), Jan Melis (1902-1974) et Liesbeth van Thillo (1914-1988). Jozef Frans Lodewijk de Belder (1912-1981) est le poète le plus profond et intime de ce groupe. Après Stilte (Silence, de 1938) et quelques autres recueils de poésie, il publie l'un des mieux réussis : Epimenides' ontwaken en andere gedichten (Le Reveil d'Épiménide et autres poèmes, de 1943).

##### L'art pour la vie, puisant dans la vie
Vers 1974, quelques poètes se réunissent autour de la maison d'édition gantoise Varior, fondée par Paul de Rijck, où l'on publie les Cahiers van de Waterkluis (Cahiers du Waterkluis). Après la dissolution de leur cercle, Marcel Coole, Johan Daisne et Luc van Brabant (1909-1977) fondent la revue de poésie Klaverendrie (Trèfle à trois feuilles, de 1937), destinée à faire pendant au périodique Vormen. Par conséquent, leur poésie est destinée à la vie, tout en puisant dans la vie. Parmi eux, le plus doué est Daisne, mais Coole est sans doute le plus parfait.
Marcel Coole (1913-2000) débute avec des poèmes lyriques, suivis de poèmes épiques plus personnels (entre autres Licht en schaduw, ou Lumière et Ombre, de 1936). Het gevecht met het hart (La Lutte avec le cœur, de 1943) marque un tournant : le poète contemple le passé et remarque à quel point sa vie est dominée par le cœur. Le cœur s'oppose à l'intelligence, mais la bataille reste indécise. Pour la scène, il écrit, entre autres, la pièce Achnaton (Akhénaton, de 1952).

##### L'art au service de la nation
Un autre organe qui jaillit en réaction contre les revues existantes De Tijdstroom et Vormen est Volk (Nation, 1935-1940). Certains poètes adhérant à l'idée communautaire se trouvent en quelque sorte encore proches de l'expressionnisme humanitaire. Les membres de la rédaction sont Filip De Pillecyn, Ernest van der Hallen (1898-1948), Anton van de Velde, Dirk Vansina (1894-1967) et, plus tard, aussi Wies Moens. Parmi les jeunes, on compte Ferdinand Vercnocke, Karel Vertommen, Maurits Bilcke, Bert Peleman et Jan D'Haese. Ils souhaitent poursuivre la tradition de Jong Dietschland (Jeune Pays thiois) ainsi que celle des idées de René de Clercq, de Cyriel Verschaeve et d'Albrecht Rodenbach. Certains, comme D'Haese et Vercnocke, évoluent vers une poésie délibérément politique, même si « la poésie proche du peuple n'est pas nécessairement identique à la poésie politique, et vice versa... ». Des écrivains quelque peu orientés vers le nationalisme se retrouvent ensuite autour de la revue mensuelle De Tafelronde (La Table ronde, 1952).
Avant que cette question ne soit mise à l'ordre du jour, l'art au service de la nation trouve un représentant - le meilleur de sa génération - en la personne d'Aimé de Marest (1898-1960), notamment dans ses recueils De wassenaar (Le Croissant, de 1929) et Het brandglas (Le Vitrail, de 1931).
(Al-)Bert (Leopold Florent) Peleman (1915-1995) publie abondamment sur son peuple des poèmes d'un style frivole, espiègle, agité, fantastique et parfois aussi folklorique : le peuple flamand de Pallieter et de Bruegel. Il appartient à la race des ardents poètes populaires. Parmi ses nombreux recueils, on cite Variante voor harp (Variations pour la harpe, de 1937). Sous le pseudonyme de Dirk Dyckmans, il publie la chronique lyrique Karmijnrood (Rouge carmin, de 1949).
Quoique influencé par Paul van Ostaijen et Wies Moens, Karel Vertommen (1907-1991) trouve sa voie dans ses vers, simples en apparence, et ses ballades romantiques, réunis dans des recueils tels que Neuriën (Fredonner, de 1934).
Pour compléter cet aperçu, il faut citer les noms de plusieurs autres poètes, dont Dirk Vansina (1894-1967), mieux connu comme essayiste du cénacle constitué autour de la revue Volk, qui écrit sur Cyriel Verschaeve (1935). Aussi publie-t-il ses travaux poétiques dans des recueils, comme Het liederboek van Elckerlyc (Le Chansonnier d'Elckerlijc, de 1938). Ferdinand Vercnocke (1906-1989) est le poète du passé, avec ses sagas, ses légendes et sa représentation particulière de l'histoire nationale. Il défend passionnément et farouchement l'idée d'appartenance à un peuple, à une nation. Parmi ses recueils, nous mentionnons Zeeland (La Zélande, de 1934), Koning Skjold (Le Roi Skjöld, de 1935), De geesel Gods (Le Fléau de Dieu, de 1936) ; Als Roeland luidt (Lorsque la cloche Roland sonne, de 1936), un jeu, mérite également d'être cité. Maurits Bilcke (1913-1993) écrit, hormis quelques nouvelles, des recueils de poèmes, dont Verzen (Vers, de 1936) et Brabantsche kanteelen (Créneaux brabançons, de 1938). La liste s'achève par la mention du nom de Jan D'Haese (1922-2005) qui, avant de se consacrer à la poésie sciemment politique, introduit les thèmes éternels de la poésie dans son travail littéraire. Il écrit, entre autres, Eerste Verzen (Premières poésies, de 1940).

##### Autres poètes et poétesses

###### Poètes
Si le recueil Preludium (Prélude, de 1930), d'Albe (nom de plume de Renaat Antoon Louisa Joostens, 1902-1973) révèle un talent sous l'enchantement de l'expressionnisme, Paradijsvogel (Oiseau de paradis, de 1931) nous fait connaître un poète plus pondéré et plus sobre. À la base de ses aspirations mystiques et religieuses se trouve la nostalgie de Dieu. Il trouve une nouvelle source d'inspiration dans l'amour de la patrie et du peuple, dont résulte Vlaanderen, mijn land (La Flandre, mon pays, de 1943). Dans la période d'après-guerre, il est un collaborateur apprécié des revues Golfslag (Houle) et Dietsche Warande en Belfort (Garenne thioise et Beffroi). Il est également actif dans le domaine de la prose : il écrit des nouvelles et des romans et, sous le pseudonyme de Kapitein Zeldenthuis (Capitaine Souventabsent), également des histoires passionnantes pour les jeunes.
Karel Jonckheere (1906-1993), qui subit d'abord l'influence de Van de Woestijne, aspire à une forme classique. Son supplice réside moins dans une déchirure intérieure que dans des conflits avec le monde extérieur. Attendri, il consacre des poèmes à Conchita (1939), une fille espagnole qu'il loge pendant la guerre civile. Dans la phase suivante de son évolution littéraire, les mêmes thèmes apparaissent constamment : la mère, le père, la femme, un mariage sans enfants, l'enfant aveugle, la mort et, surtout, la mer. Wat niet geneest (Ce qui ne guérit pas, de 1943) atteste sa mélancolie. L'opposition entre le sentiment et l'intelligence caractérise la démarche du poète. Dans Spiegel der zee (Miroir de la mer, de 1946), il dresse le bilan de sa vie marquée par l'amertume. La prose de cette période se compose essentiellement de récits de voyage : Cargo (Navire de charge, de 1940), Tierra Caliente (Terre chaude, de 1941) et De zevende haven (Le Septième Port, de 1942), qui constituent une trilogie sur le Mexique et l'Amérique.
Le début littéraire de Bert Decorte (1915-2009), Germinal (Germinal, de 1937) est celui d'un enfant prodige ; pour certains, il fait songer à Rimbaud et à Van Ostaijen. Dans Orfeus gaat voorbij (Orphée passe, de 1940), et plus encore dans Een stillere dag (Une journée plus tranquille, de 1943), la gaieté cède le pas à la désillusion et à la mélancolie. Refereinen (Refrains, de 1943) résulte de l'acceptation de la vie et de la joie de vivre. Le terrestre est glorifié encore plus puissamment dans le recueil Aardsch gebedenboek (Le Livre des prières terrestre, de 1949). Decorte ressuscite l'ancienne forme du « refrain », depuis longtemps tombée en désuétude, mais anciennement pratiquée par les rhétoriciens. De plus, il traduit des œuvres de Baudelaire, de Villon et de Labé.
Après un début hésitant dans Verzen (Poésies, de 1935), Herwig Hensen (nom de plume de Florent Constant Albert Mielants, 1917-1989), devient un poète important, qui évolue de l'introspection, cherchant la publicité avec circonspection, vers l'acceptation optimiste de l'existence. Cette évolution peut être suivie à travers de nombreux recueils, y compris De cirkel tot Narkissos (Le Cercle vers Narcisse, de 1938). Cependant, Lof der gereedheid (Éloge de la disponibilité, de 1945) est son recueil le plus parfait. Avec Johan Daisne et Hugo Claus, Hensen est l'un des meilleurs dramaturges de sa génération. À en juger par les titres de ses pièces, celles-ci semblent être des jeux historiques, mais leur caractère historique sert d'arrière-plan, et son théâtre devient, comme sa poésie, l'expression d'un désir de perfection de soi. C'est surtout dans ses premières œuvres que l'on peut retracer l'influence de Shakespeare. Il se fait toutefois qu'elles manquent d'idées, bien qu'elles abondent en mots. Après Antonio (Antoine, de 1942) et Don Juan (Don Juan, de 1943), trois ouvrages paraissent la même année, en 1946 : Lady Godiva (Dame Godiva), Koningin Christina (La Reine Christine) et Polukrates (Polycrate). Ceux-ci seront suivis d'autres œuvres.
Paul de Rijck (1913-1956) fonde Prisma (Prisme) avec Herman de Cat (1914-), Maurits de Doncker (1903-1966), Herman van Snick (1914-) et d'autres, publie les Cahiers van de Waterkluis (1934-1938), édite, avec Marcel Coole et Hubert van Herreweghen (1920-), deux années du Spiegel (Le Miroir, de 1945-1946) et prend la défense des jeunes écrivains. Comme poète, De Rijck publie de nombreux recueils, dont Schaakmat (Échec et Mat, de 1935).
Frans Buyle (1913-1977) publie des poésies d'esprit moderne, avec un penchant pour l'absurde et le vide de sens (par exemple celles dans De steen der wijzen (La Pierre philosophale, de 1937).
Paul van Keymeulen (1920-2006), cofondateur d'un périodique destiné aux jeunes, De Faun (Le Faune), écrit des vers assourdis romantiques sur les principaux thèmes de la poésie lyrique dans Chloroform (Chloroforme, de 1941) et dans des recueils ultérieurs. D'autres poètes deploient leurs activités en dehors de cette sphère : Luc Indestege (1901-1974), Maurits de Doncker (1903-1966) et Paul Rogghé (1904-1974).

###### Poétesses
Les poétesses de cette époque ont chacune leur tempérament distinct. Passionnément et vigoureusement, Blanka Gyselen (1909-1959) exprime ses sentiments dans sa poésie « confessionnelle », entre autres dans Door roode vuur (Par un feu rouge, de 1936). D'autres motifs ressortent du recueil Zangen voor mijn land (Chants pour mon pays, de 1942). Dans Zie den mens (Voici l'homme, de 1950) et d'autres recueils suivant celui-ci, elle écrit des vers profondément humains sur son séjour en cellule après la guerre. Certains vers se rattachent aux motifs employés antérieurement : la femme et la mère.
Julia Tulkens (1902-1995) est un chantre hardi et hymnique dans, entre autres, Heibloempjes (Les Petites Fleurs des landes, de 1931).
Eugenie Boeye (1903-1983) est la poétesse intimiste de plusieurs recueils, dont Zon en schaduw (Soleil et Ombre, de 1932). Dans ses œuvres, elle passe de la mélancolie au sérieux existentiel, parfois sarcastique et amère, et teinté d'égocentrisme.
Gabriëlle Demedts (1909-2002) ne connaît ni le bonheur que procure l'amour ni l'ivresse sensuelle, mais la nostalgie et le chagrin refoulé, dont témoignent Een gevangene zingt (Un prisonnier chante, de 1937) et des ouvrages ultérieurs.

#### Essayistes flamands
Dans cet article, la plupart des essayistes flamands sont mentionnés ailleurs, sous les chapitres traitant de leur travail créateur. Il faut pourtant donner une attention toute particulière à quelques auteurs singuliers, notamment Jan Boon (1898-1960) et Max Lamberty (1893-1975), qui trouvent leurs sujets dans la culture flamande et dans le mouvement flamand ; il en résulte, chez le premier, des ouvrages tels que Herovering van Brussel: prestigepolitiek! (La Reconquête de Bruxelles : une politique de prestige !, de 1932), De Vlaamse gentleman in de school der wereld (Le Gentilhomme flamand à l'école du monde, de 1948), et, chez le second, des études comme Philosophie der Vlaamsche beweging en der overige sociale stroomingen in België (Philosophie du mouvement flamand et des autres courants sociaux en Belgique, de 1933), Heerschappij en nood der ideeën (Domination et Détresse des idées, de 1935) et Wat is cultuur? (Qu'est-ce que la culture ?, de 1951).

### La génération débutant dans les années 1940
La Seconde Guerre mondiale ébranle l'esprit de beaucoup d'écrivains appartenant à la génération qui fait ses premiers pas dans la littérature au cours des années 1940. Quelques auteurs de talent rejoignent par opportunisme la génération plus âgée ; ils continuent d'écrire dans un esprit humaniste et sous une forme assez classique, selon les préceptes de la littérature de l'entre-deux-guerres.
D'autres affirment que, dans cette nouvelle ère, une toute nouvelle façon de s'exprimer s'impose tout particulièrement aux poètes.
Les « atonalistes » ou expérimentaux, proches des surréalistes et lointains descendants des expressionnistes, essaient de percer le mystère de la vie d'une manière souvent difficilement intelligible. Au lieu de mettre en évidence la métaphore, au sens de la poésie symbolique, ils font valoir la parole, qu'ils laissent agir directement et plastiquement sur le lecteur. Il est souvent difficile de déterminer où s'arrête ici la sincérité et où commence l'acrobatie verbale.
Les romanciers admirent la littérature américaine moderne, qui peut indubitablement s'appuyer sur une production remarquable et dont le cinéma propage les thèmes. Il en résulte, chez certains littérateurs, un retour au réalisme, souvent accompagné de l'étalage éhonté de déviations morales, à l'instar de Caldwell et de Steinbeck.
Le Français Jean-Paul Sartre et l'existentialisme sont autant de leurres. Les temps incertains se prêtent à une telle philosophie du dégoût de l'absurdité de la vie et de l'angoisse que provoque l'existence incompréhensible, mais c'est aussi à partir d'un tel état d'âme que se développe le désir de l'acception héroïque de la vie, au cœur de toute l'humanité.
À l'opposé des existentialistes athées se trouvent les croyants, qui échappent à la futilité de l'existence terrestre grâce à leur foi en Dieu. Les travaux du catholique anglais Graham Greene impressionnent beaucoup les spiritualistes.

#### Prose et poésie en Flandre

##### Les revues
Les trois organes à la réputation établie, Dietsche Warande en Belfort (Garenne thioise et Beffroi), le Vlaamsche Gids (Le Guide flamand) et le Nieuw Vlaamsch Tijdschrift (La Nouvelle Revue flamande) ne disposent pas d'un programme d'avant-garde, mais ouvrent, le cas échéant, leurs colonnes aux plus jeunes écrivains. Les périodiques s'adressant à la jeunesse sont le Spiegel (Le Miroir), l’Arsenaal (l'Arsenal), le Faun (Le Faune), le Golfslag (Houle), Tijd en Mens (Le Temps et l'Homme), le Meridiaan (Le Méridien) et les Nieuwe Stemmen (les Voix nouvelles). Par ailleurs, la Tafelronde (La Table ronde) réunit de nombreux écrivains chrétiens, nationalistes et expérimentaux.

##### Dans l'esprit des courants modernes

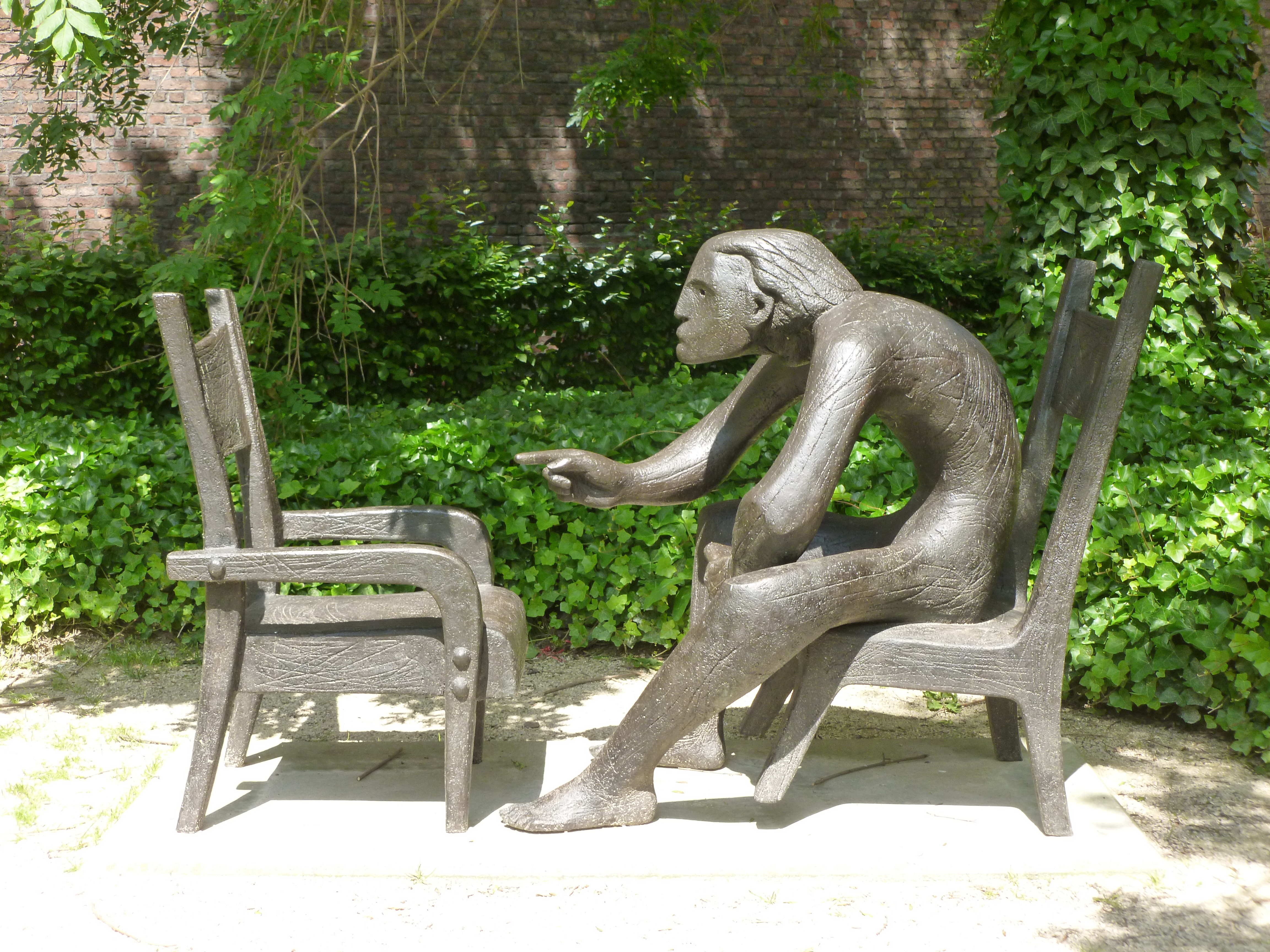
Monument à Louis Paul Boon (1912-1979) à Alost, par le sculpteur Marc De Bruyn.

Le premier ouvrage de Paul Lebeau (1908-1982), Het experiment (L'Expérience, de 1940), un roman intellectualiste « à problèmes », contient des motifs qui ressortent davantage du livre De Zondebok (Le Bouc émissaire, de 1947) : les problèmes de l'adolescence ainsi que l'éducation et l'idéalisme flamands. Lebeau écrit l'un des rares romans humoristiques de la littérature flamande de cette époque : Mijn vriend Max (Mon ami Max, de 1941). Le talent qu'il déploie dans ses romans croît dans les années 1950 qui, elles, ne font pas l'objet de cet article.
Don Juan en de laatste nimf (Don Juan et la Dernière Nymphe, de 1943) constitue le début littéraire d'Hubert Lampo (1920-2006). Dans ses nouvelles et ses romans apparaissent des motifs érotiques sublimés, rendus dans un langage soigné et élaborés dans une atmosphère qu'il évoque avec modération, par exemple dans Hélène Defraye (Hélène Defraye, de 1945), Triptiek der onvervulde liefde (Triptyque de l'amour inassouvi, de 1947), De ruiter op de wolken (Le Cavalier du ciel, de 1947) et Idomeneia en de kentaur (Idoménée et le Centaure, de 1951), ce dernier écrit en collaboration avec Ben van Eysselsteijn. Son réalisme magique atteint son apogée dans la Komst van Joachim Stiller (La Venue de Joachim Stiller, de 1960). Lampo écrit également des essais, dont De jeugd als inspiratiebron (La Jeunesse comme source d'inspiration, de 1945). Considéré comme un romantique intelligent, il est en même temps partisan d'une littérature autarcique.

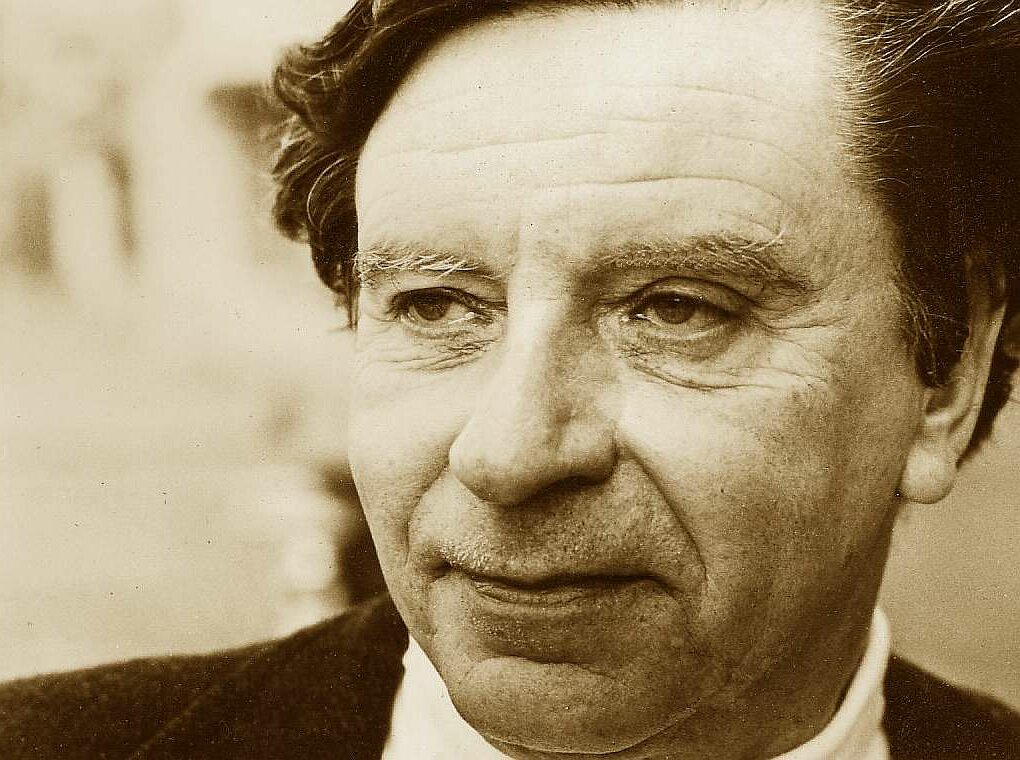
Hubert Lampo (1920-2006).

Un autre auteur dont on fait grand cas dans le petit monde des lettres d'après-guerre est Louis Paul Boon (1912-1979), qui produit des récits misérabilistes - à la Zola - et très controversés. De prime abord, une puissante imagination hors du commun et une technique nerveuse retiennent l'attention dans la prose fruste et patoise, tonitruante et enragée, primitive et naturelle de De voorstad groeit (Le Faubourg s'étend, de 1943), d'Abel Gholaerts (Abel Gholaerts, de 1944) ou de la Vergeten straat (Rue oubliée, de 1946). L'œuvre la plus originale de cette période est Mijn kleine oorlog (Ma petite guerre, de 1947), des saynètes de la vie du prolétariat pendant l'occupation. Plus modéré de ton est Boontjes uitleenbibliotheek (Bibliothèque de prêt du petit Boon, de 1950). Les travaux ultérieurs de Boon ne font pas l'objet de cet article.
Complètement différent est Piet van Aken (1920-1984). Un penchant pour l'homme qui croque la vie à pleines dents caractérise ses romans De falende God (L'Échec du dieu, de 1942), Het hart en de klok (Le Cœur et l'Horloge, de 1944) et De duivel vaart in ons (Le Diable au corps, de 1946), dont les histoires se déroulent dans la région du Rupel. Ces livres décrivent en particulier le conflit entre la force humaine instinctive et l'intellectualisme plus raffiné, mais aussi plus vulnérable. Alleen de dooden ontkomen (Seuls les morts en réchappent, de 1947) est un roman pessimiste, inspiré non tant par la guerre elle-même que par les conflits qui en découlent.
Le jeune catholique Kamiel van Baelen (1915-1945) est un écrivain au talent prometteur, mort prématurément au camp de concentration de Dachau. Une œuvre de maturité à caractère féerique est le roman De oude symphonie van ons hart (La Vieille Symphonie de notre cœur, de 1943). Een mensch op den weg (Un homme sur le chemin) est de 1944. Le roman Gebroken melodie (Mélodie interrompue) est publié à titre posthume en 1946. Ce romantique pur-sang se distingue par sa riche imagination.
De René J. Seghers (1904-1974), qui, après avoir écrit quelques poèmes et récits en français, commence à publier en néerlandais sur les conseils de Michel de Ghelderode, on connaît, pour la période en cause, entre autres, Waterval (Cascade, de 1943) et De strijd met de duisternis (Le Combat avec les ténèbres, de 1951).
Anton Roothaert (1896-1967), un Néerlandais habitant la Flandre, écrit des romans à succès, tels que  Spionnage in het veldleger (Espionnage dans l'armée de campagne, de 1933), Dokter Vlimmen (Le Docteur Vlimmen, de 1936), De vlam in de pan (Le torchon brûle, de 1943) et Villa Cascara (Villa Cascara, de 1947).
Plus jeune est Frans van Isacker (1920-2000), auteur de romans intellectualistes, dont De wereld verandert (Le monde change, de 1948).
On trouve également des aspects de l'occupation et de la guerre commentés dans les œuvres d'Ivo Michiels (nom de plume de Henri Paul René Ceuppens, 1923-2012), par exemple dans le Kruistocht der jongelingen (La Croisade des adolescents, de 1951).
Les expériences de guerre influencent aussi René Wellens (1914- ?), notamment dans Het aardse vagevuur (Le Purgatoire terrestre, de 1952), et Maurice D'Haese (1919-1981), dans De heilige gramschap (La Sainte Colère, de 1952).
Un genre à part, celui de la lecture de détente, à cheval entre la littérature du terroir et le genre des romans intellectualistes, constituent les ouvrages astucieusement construits d'Aster Berkhof (nom de plume de Louis [Lode] Paulina van den Bergh, 1920-), dont la date de publication dépasse la période étudiée dans cet article. Un roman historique de Berkhof est De houtvester van St.-Gallen (Le Forestier de Saint-Gall). En outre, il publie des croquis littéraires (De student gaat voorbij, ou L'étudiant passe, de 1944) et des histoires faciles à lire (comme celles contenues dans le recueil Rotsen in de storm, ou Rochers dans la tempête, de 1947). De weerlozen (Sans défense, de 1951) de Valeer van Kerkhove (1919-1982) reçoit des critiques élogieuses.

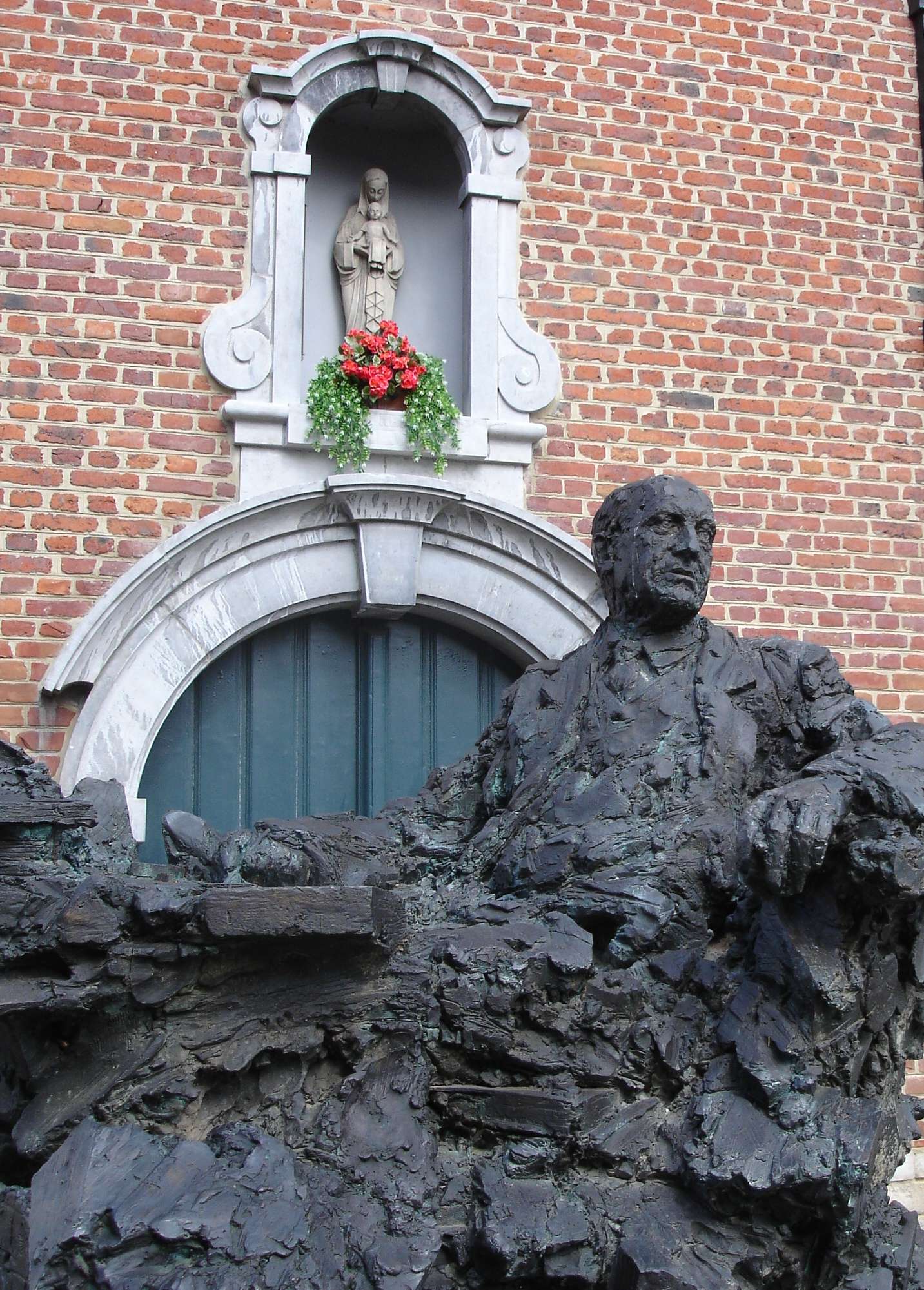
Monument (1998) à Anton van Wilderode (1918-1998) à Saint-Nicolas par le sculpteur Wilfried Pas.

Anton van Wilderode (nom de plume de Cyriel Paul Coupé, 1918-1998) est étroitement lié à des poètes comme Karel van de Woestijne, Jan Hendrik Leopold et Rainer Maria Rilke grâce à un trait dominant de son caractère : un individualisme morose du sentiment, contre lequel il s'insurge en vain, qu'il peut encore surmonter dans le rêve, mais pas dans la vie. Le premier recueil De moerbeitoppen ruischten (Les mûriers bruissaient, de 1943) est suivi de Herinnering en gezang (Souvenir et Chant, de 1946). Dans Najaar van Hellas (Automne de la Grèce, de 1947), le poète, délivré de l'individualisme caractériel, étudie une question plus complexe de la culture humaine : celle de savoir si la fin de notre civilisation, issue du christianisme et de la Grèce antique, est maintenant imminente.
Comme Pieter Geert Buckinx et René Verbeeck, Hubert van Herreweghen (1920-) s'efforce de se libérer de l'individualisme esthétique et du symbolisme impressionniste, afin de révéler, dans une harmonie personnelle entre la vie et le langage, les problèmes de l'existence humaine, entre autres dans le Jaar der gedachtenis (L'Année du souvenir, de 1943), De minnaar en de vrouw (L'Amant et la Femme, de 1945) et les Liedjes van de liefde en van de dood (Chansons de l'amour et de la mort, de 1949).
Pour le poète Remy (Remigius) Corneel van de Kerckhove (1921-1958), prenant la parole au milieu d'un monde écroulé, seul l'éros offre un point d'appui. Dans le genre de la poésie expérimentale, il produit les recueils assez faibles Nachtelijke razzia (Razzia nocturne, de 1938), De andere weg (L'Autre Route, de 1941) et Gebed voor de kraaien (Prière pour les corneilles, de 1948).

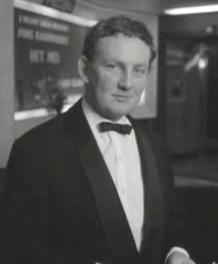
Hugo Claus (1929-2008), lors de la première du film Le Couteau (1961).

De Hugo Maurice Julien Claus (1929-2008) paraissent d'abord les recueils Kleine reeks (Petite série, de 1947), Registreren (Enregistrer, de 1948), Zonder vorm van proces (Sans autre forme de procès, un pantomime-poème, de 1950) et De blijde en onvoorziene week (La Semaine joyeuse et imprévue, de 1950), mais ce sont les recueils Tancredo Infrasonic (Tancrède infrasonique, de 1952) et Een huis dat tussen nacht en morgen staat (La Maison entre nuit et aube, de 1953) qui annoncent un renouveau complet dans un langage froid et sévère mais mélodieux. Il rompt délibérément avec le mètre et emploie des dissonances. La sphère des idées appartient, elle aussi, au monde contemporain par son obsession érotique et tragique ; celui des jeunes déracinés par la guerre, cherchant en vain des certitudes. Les poèmes de son recueil De Oostakkerse gedichten (Les Poèmes d'Oostakker, de 1956) n'entrent pas dans le cadre du sujet étudié ici. Avec son roman naturaliste De Metsiers (La Chasse au canards, de 1950), Claus peut être compté parmi les plus forts prosateurs de sa génération. En plus de cela, son mérite de dramaturge avant-gardiste est considérable. Les œuvres ultérieures de cet auteur, qui est le plus important écrivain flamand de la seconde moitié du XXe siècle, dépassent la portée de cet article.
Enfin, quelques dramaturges doués méritent d'être mentionnés ; il s'agit de Lode Cantens (1911-1955), auteur du Moordenaar Gods (Le Meurtrier de Dieu, de 1942), Paul Hardy (1908-1977), un critique compétent, avec Annie grijpt in (Annie intervient, de 1950), et Liane Bruylants (1921-2009), avec Eva Brandes (Ève Brandes, de 1951).

##### La continuation des formes du passé
Un personnage controversé, très productif, très lyrique et difficile à comprendre est le prêtre-poète Marcel Brauns (1913-1995). Le recueil De heimelijke lusthof (Le Jardin secret des délices, de 1942) et le drame en vers Lucifer (Lucifer, de 1945) sont techniquement solides et riches en idées. Les nombreux essais qu'il écrit sur la poésie pour les revues Streven et Nieuwe Stemmen, ainsi que pour d'autres périodiques, méritent d'être mentionnés.
Lieven Rens (1925-1983), lui aussi, écrit pour la revue Nieuwe Stemmen, l'organe des jeunes catholiques. Ses vers transmettent un message, contre l'esprit du temps, à la recherche d'une poésie classique et créatrice, comme celle de l'anthologie Het schrikkeljaar (L'Année bissextile, de 1948).
Jos de Haes (1920-1974), critique et poète de recueils comme Het andere wezen (L'Autre, de 1941) et Puthische oden (Odes pythiques, de 1945, traduites de Pindare), s'interroge constamment sur la précision de la parole.
En 1942, Frank Meyland (nom de plume d'Hubert Ascoop, 1920-1993) lance la revue Podium (Podium), l'organe de la jeune génération gantoise. Il est, entre autres, l'auteur d’Andante (Andante, de 1942) et de Mors et Vita (Mort et Vie, de 1947). Il accorde une attention constante à la forme et ne veut pas négliger le langage comme instrument du poète.
Kamiel Alfred Top (1923-1945, déporté au camp de concentration de Flossenbürg, où il meurt), publie, en 1941, Het open venster (La Fenêtre ouverte) et, en 1943, Van zee en vissers (De la mer et des pêcheurs).
Nic van Beeck (1923-1970) est un poète précis : De Blanke tuin (Le Jardin blanc, de 1943) et Preludium (Prélude, de 1947). Adriaan Magerman (1922-2000) se manifeste comme un artiste tranquille et rilkien dans Heimwee en vuur (Le Mal du pays et le Feu, de 1948).

##### Les poétesses
Après un début remarqué, Christine D'haen (1923-2009) rassemble ses poèmes sous le titre Gedichten (Poèmes, de 1946-1958) ; ses vers en partie lyriques, en partie épiques sont classiques de forme et d'inspiration.
Tout comme Christine D'haen, d'autres poétesses font parler d'elles. Très rhétorique est le ton de la poésie de Reninca (nom de plume de Renée Hendrik Louise Lauwers, 1923-), qui se fait remarquer par son inspiration religieuse. Elle écrit, entre autres, Zaad in den wind (Graine dans le vent, de 1945) et Een lied der mensheid (Un chant de l'humanité, de 1949). Plus discrets sont les vers de Liane Bruylants (1921-2009) et de sœur Lutgardis (nom de religion de Celine Pirson, 1915-1990).

#### Prose et poésie aux Pays-Bas

##### Littérature clandestine sous l'occupation

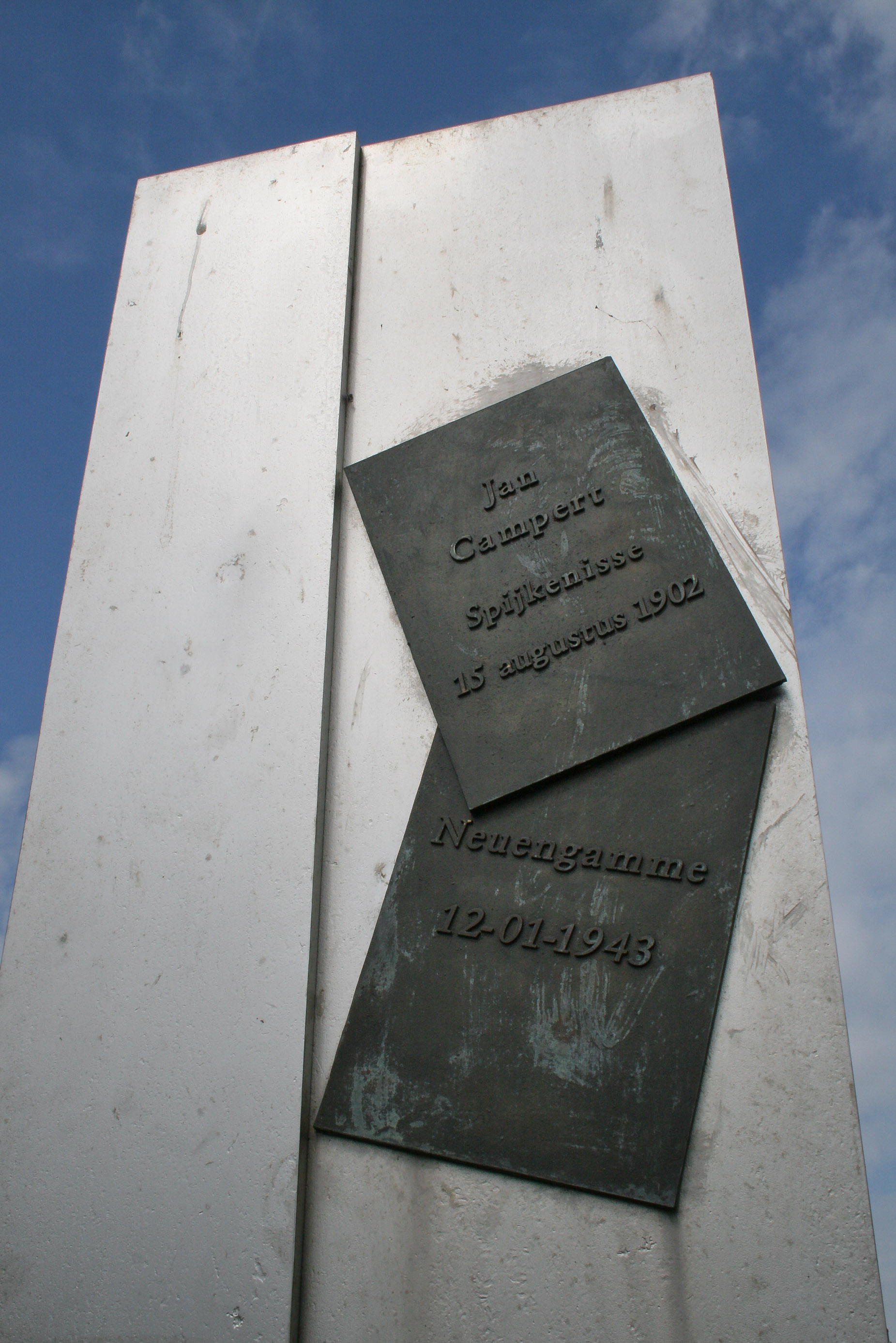
Monument à Jan Campert (1902-1943), sur le quai Jan Campert à Spijkenisse.

La création de la Nederlandsche Kultuurkamer (Chambre néerlandaise de la culture) en 1942 incite de nombreux poètes à entrer dans la résistance, par exemple Jan Campert (1902-1943, mort dans le camp de concentration de Neuengamme), l'auteur d'un poème devenu célèbre : De achttien dooden (Les Dix-huit Morts). De nombreux éditeurs clandestins, entre autres De Bezige Bij, s'occupent de la publication de recueils de poèmes et de petits périodiques clandestins, dont beaucoup de matériel est réuni dans le Vrij Nederlandsch liedboek (Le Chansonnier des Pays-Bas libres, de 1944) et dans différents volumes du Geuzenliedboek (Le Chansonnier des gueux).

##### Les revues
Même si des poètes classiques et romantiques néerlandais perpétuent les meilleurs principes de la tradition, les poètes expérimentaux réussissent mieux à percer aux Pays-Bas qu'en Flandre : les anthologies Atonaal (Atonal, de 1951, ouvrage introduit par Simon Vinkenoog), Stroomgebied (Bassin versant, de 1953) d'Ad den Besten et Nieuwe griffels, schone leien (Crayons neufs, ardoises propres, de 1954, avec une préface de Paul Rodenko) permettent de se familiariser avec leur poésie. De plus, les Pays-Bas comptent de nombreux jeunes prosateurs. Bien que leur style témoigne habituellement d'un certain talent, leurs romans et nouvelles souffrent presque tous d'un intellectualisme pédant et de l'imitation des exemples étrangers.
Les traditionalistes, aussi bien que les révolutionnaires, disposent d'un éventail nouveau de revues : Ad Interim (Par Intérim, 1944-1949), Columbus (Colombe, 1945-1946), Criterium (Critère, 1940-1948), Proloog (Prologue, 1945-1947), Het Woord (La Parole, 1945-1949), Blurb (Blurb, 1950-1951), Braak (En friche, 1950-1951), Podium (Podium, 1944-1969), Libertinage (Libertinage, 1948-1953) et Maatstaf (Mesure, 1953-1999).

##### Entre tradition et innovation

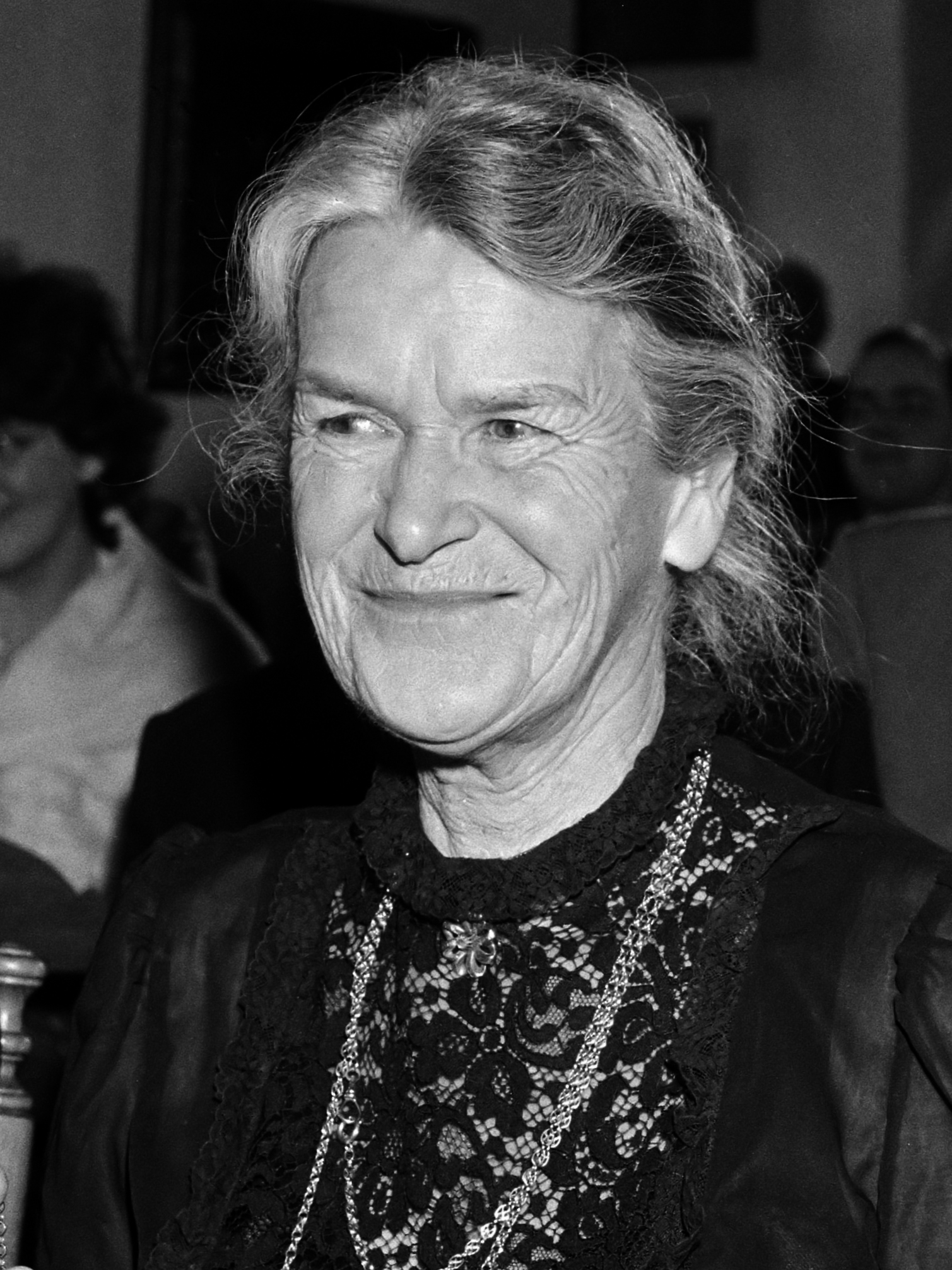
Vasalis (1909-1998), en 1983, lors du décernement du prix P.C.-Hooft.

Anna Blaman (nom de plume de Johanna Petronella Vrugt, 1906-1960) montre, dans ses premiers romans, Vrouw en vriend (Femme et Ami, de 1941) et Eenzaam avontuur (Aventure solitaire, de 1948), que sa force réside dans le traitement psychanalytique de figures féminines. Dans De kruisvaarder (En croisière, de 1950), le motif principal est l'aspiration au bonheur terrestre et sa recherche. Ce court roman est l'histoire de cinq personnes qui voyagent en bateau vers l'Indonésie. Le personnage central est Virginie van Loon, une jeune femme solitaire qui ne connaît pas l'amour. Ram Horna (Ram Horna, de 1951) est un recueil d'histoires. De verliezers (Les Perdants, de 1960) est un roman inachevé, où l'écrivaine atteint la maturité littéraire.

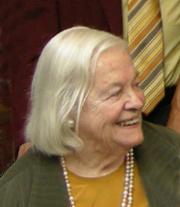
Hella Haasse (1918-2009).

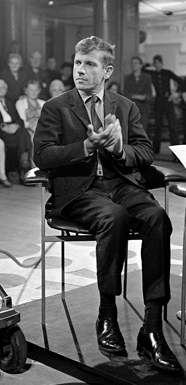
Gerard van het Reve (1923-2006) en 1969.

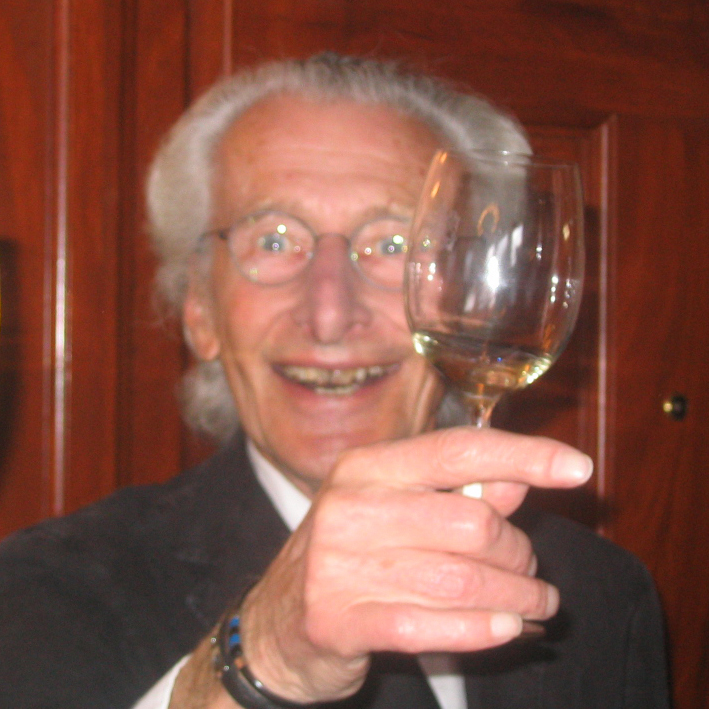
Harry Mulisch (1927-2010) en 2009.

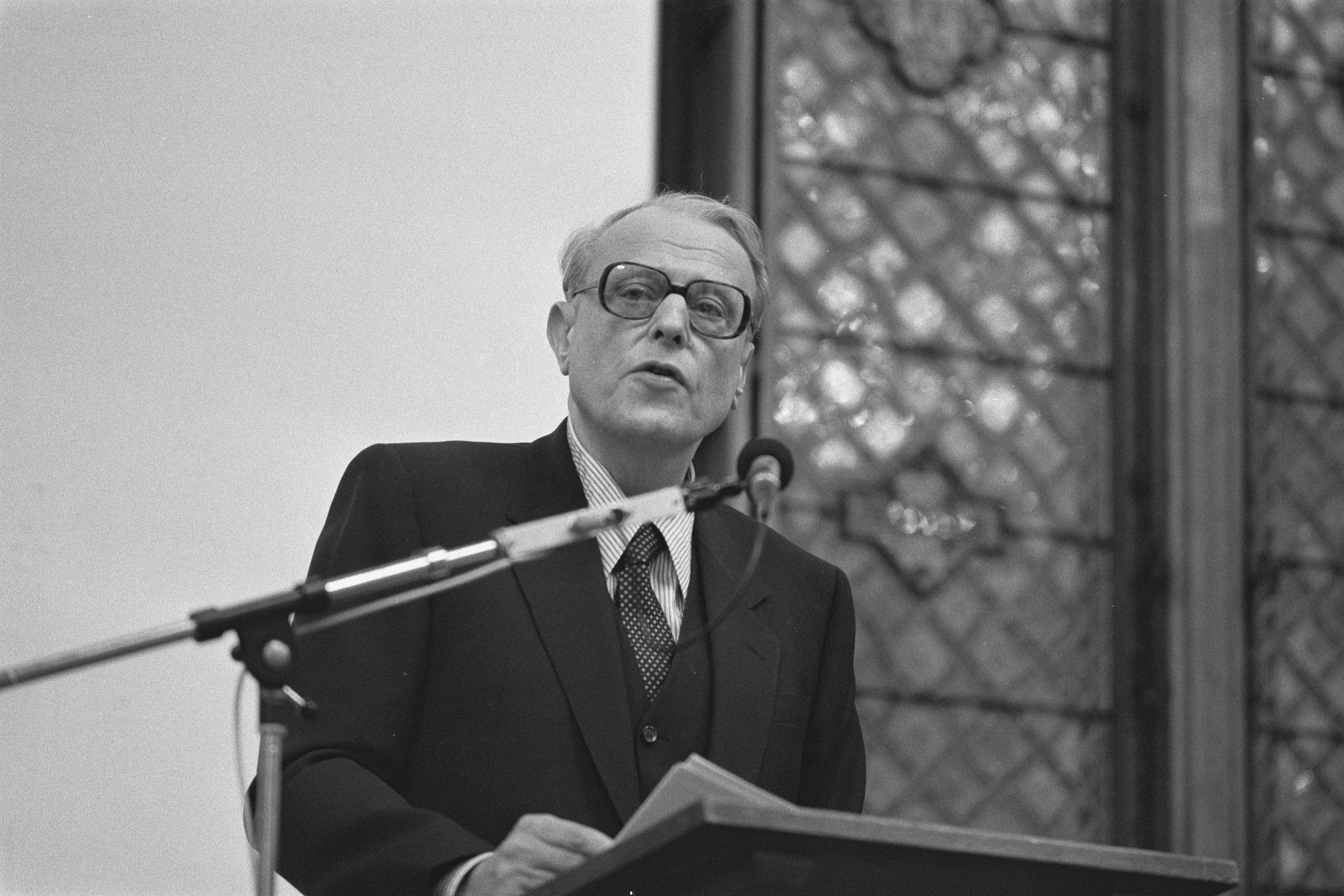
Willem Frederik Hermans (1921-1995) parle au Symposium sur le droit d'auteur dans la Salle des chevaliers à La Haye.

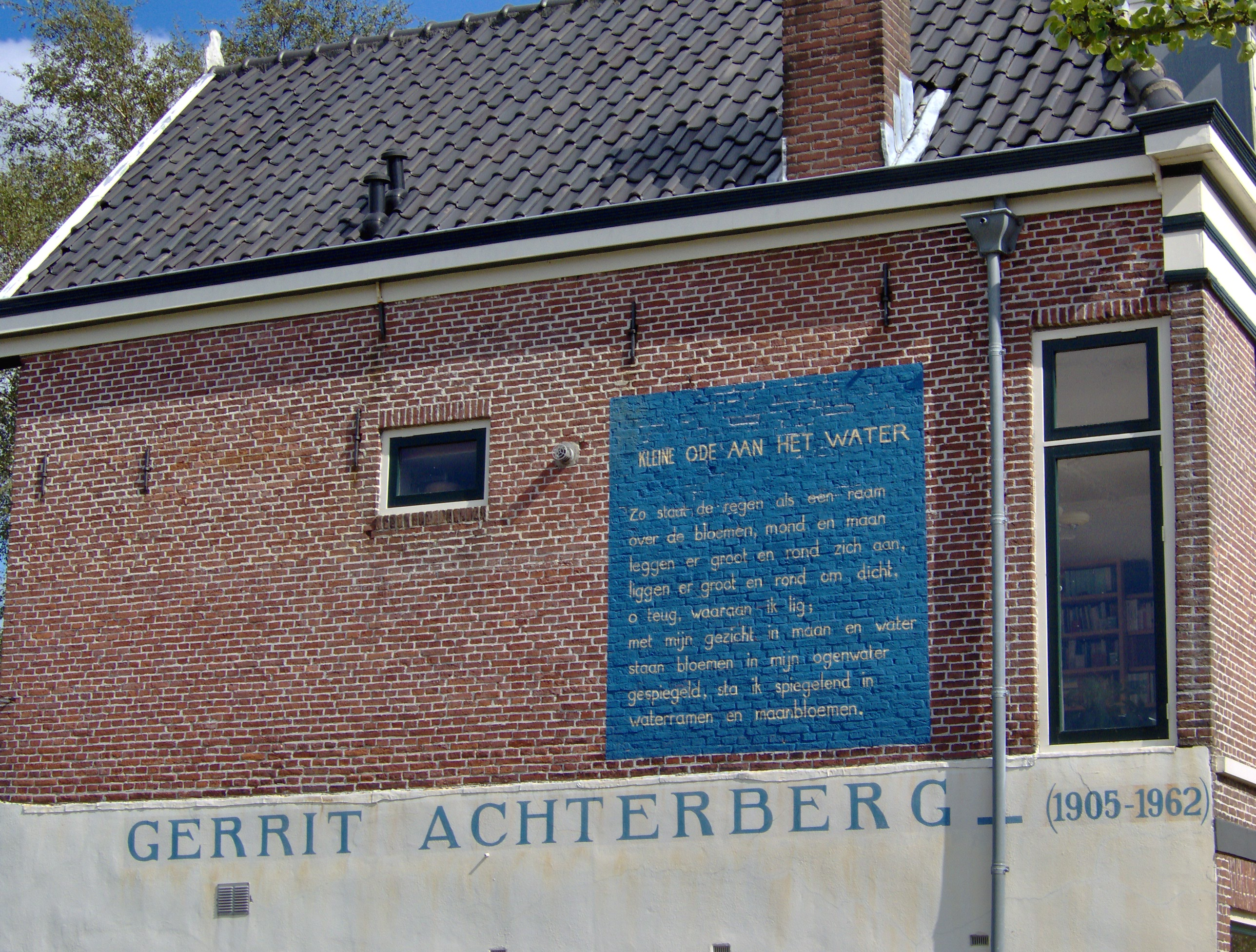
Le poème Kleine ode aan het water (La petite ode à l'eau) de Gerrit Achterberg (1905-1962) sur un mur à Leyde.

Avec Duizend eilanden (Mille Îles, de 1937), Het laatste huis van de wereld (La Dernière Maison du monde, de 1941) et Het hout van Bara (Le Bois de Bara, de 1947), Beb Vuyk (1905-1991), d'origine partiellement indonésienne, est devenue une écrivaine majeure, comme Anna Blaman.
Hella Haasse (1918-2009) a aussi du talent, comme en témoignent ses poèmes dans Balladen en legenden (Ballades et Légendes, de 1948), sa nouvelle Oeroeg (Le Lac noir, de 1948) et deux romans historiques : Het woud der verwachting: het leven van Charles van Orléans (En la forêt de longue attente : le roman de Charles d'Orléans 1394-1465, de 1949) et De scharlaken stad (La Ville écarlate, de 1952).
Dans le roman De Avonden (Les Soirs, de 1946), Simon van het Reve (nom de plume de Gerard Kornelis van het Reve, 1923-2006) traite du manque de volonté de vivre d'une partie de la jeunesse néerlandaise d'après-guerre. Une autre œuvre de cette période est la nouvelle Werther Nieland (Werther Nieland, de 1949). Les ouvrages ultérieurs de Van het Reve n'égalent pas ceux de ses débuts.
Dans la même veine que Van het Reve, Harry Mulisch (1927-2010) et Willem Frederik Hermans (1921-1995) écrivent leurs romans pessimistes sur des problèmes abscons. De Mulisch, on peut citer son premier roman, Archibald Strohalm (Archibald Strohalm, de 1951). Du second, on cite De tranen der acacia's (Les Larmes des acacias, de 1946-1950), Conserve (Conserve, de 1947) et Ik heb altijd gelijk (J'ai toujours raison, de 1952).
Un surréaliste est Willem Johan van der Molen (1923-2002) dans Tien tenen en elf ribben (Dix orteils et onze côtes, de 1953). Alfred Kossmann (1922-1998) écrit des poèmes ainsi que des romans (De nederlaag, ou La Défaite, de 1951, inspiré du travail forcé en Allemagne, et De moord op Arend Zwigt, ou L'Assassinat d'Arend Zwigt, de 1951). Max Dendermonde (nom de plume de Hendrik Hazelhoff, 1919-2004) possède une imagination vive et d'extraordinaires compétences linguistiques. Il écrit, entre autres, De wereld gaat aan vlijt ten onder (Le monde s'écroule sous le poids des excès d'ardeur, de 1954).
Les travaux d'Adriaan van der Veen (1916-2003), qui est un peu plus âgé que le précédent, sont audacieux sur le plan de la forme et du contenu. Un roman de guerre est Zuster ter zee (Sœur sur mer, de 1949), et la question juive constitue le fond du Wilde feest (La Fête sauvage, de 1952). Teintés de romantisme sont les romans d'amour de Clare Lennart (nom de plume de Clara Helena van den Boogaard-Klaver, 1899-1972). Plusieurs prosateurs se sont fait une bonne renommée ; il s'agit en outre de A. Marja (nom de plume d'Arend Theodoor Mooij, 1917-1964), de Rein Blijstra (1901-1975), d'Ab Visser (1913-1982) et de Theo Jacob van der Wal (1910-1984). Il semble que, pour beaucoup d'entre eux, Simon Vestdijk est le grand modèle.
Bien qu'avant la guerre, Gerrit Achterberg (1905-1962) ait publié, entre autres, les recueils de poésie Afvaart (Embarquement, de 1931), Het eiland der ziel (L'Îlot de l'âme, de 1939) et Dead end (Impasse, de 1940), il est toutefois, avec Bertus Aafjes, la grande révélation de la poésie de l'immédiat après-guerre. Pour les ouvrages que l'on vient de mentionner, l'auteur cherche ses inspirations dans la mort de l'être aimé. Ses poèmes deviennent pour lui une incantation ; il tente de ressusciter la femme. Dans la poésie d'Achterberg, on retrouve de nombreux motifs romantiques, mais on est également frappé par un esprit rationaliste distant dans des recueils tels qu'Osmose (Osmose, de 1941), Limiet (Limite, de 1945), Energie (Énergie, de 1946), Stof (Poussière, de 1946) et Radar (Radar, de 1947). Les titres de ses poèmes sont parfois apoétiques et banals, par exemple N.V.  (SA), Dossier (Fichier), Linoleum (Linoléum), Bakeliet (Bakélite), etc., mais Achterberg sait comment les placer dans un contexte, si bien qu'il écrit tout de même de la poésie.
Dans les recueils En Jezus schreef in ’t zand (Et Jésus écrivit sur le sable, de 1947), Doornroosje (La Belle au bois dormant, de 1947), Sneeuwwitje (Blanche-Neige, de 1949), Hoonte (Hoonte, de 1949) et Mascotte (Mascotte, de 1950), Achterberg montre un penchant pour le classicisme, en particulier, dans la forme. Des recueils anthologiques sont Cryptogrammen (Cryptogrammes, de 1946), Oude Cryptogrammen (Vieux Cryptogrammes, de 1951) et Cryptogrammen [II] (Cryptogrammes [II], de 1954).
Eduard Hoornik (1910-1970) appelle Bertus Aafjes (1914-1993) « le héraut de la Beauté », tandis que Karel Jonckheere le surnomme « le poète de la poésie ». Ayant passé par des expériences telles que la maladie, et après la lecture de la Divine Comédie de Dante et des Confessions de saint Augustin, il arrive à la conclusion qu'il n'est pas appelé à la prêtrise. Il étudie l'archéologie à Rome. De retour à Amsterdam, grisé, il écrit ses premiers recueils : Eerste sonnetten (Premiers Sonnets), Het gevecht met de muze (Le Combat avec la Muse, de 1940), Het zanduur van den dood (Le Sablier de la mort, de 1940), Per slot van rekening (Après tout, de 1944), Omne animal (Tout animal, de 1944), Elf sonnetten op Friesland (Onze sonnets sur la Frise, de 1944) et Boeren (Paysans, de 1944) ; on les trouve tous réunis dans le recueil Gedichten (Poèmes, de 1947). Pour la même époque, on a de lui une relation de voyage : Een laars vol rozen (Une botte pleine de roses, de 1941).
Un autre récit, Een voetreis naar Rome (Un voyage pédestre à Rome, de 1946), où Aafjes relate son pèlerinage, est apprécié par Mathieu Rutten comme un document historique d'une beauté exceptionnelle car, tout en l'actualisant, il poursuit brillamment la tradition du poème épique et lyrique Mei (Mai, de 1889), de Gorter ; de surcroît, cet ouvrage signifie beaucoup plus qu'une relation de voyage lyrique : c'est une odyssée spirituelle de jeunesse, exposant le drame intérieur de l'écrivain.
Une étonnante histoire poétique est Maria Sybilla Merian (Marie Sybille Merian, de 1946). Impressionné par la beauté de l'Égypte ancienne, Aafjes écrit 101 sonnets, parus sous le titre Het koningsgraf (La Tombe royale, de 1948).
D'autres ouvrages suivent : Egyptische brieven (Lettres égyptiennes, de 1949, sur la beauté et l'essence de l'art égyptien), Arenlezers achter de maaiers (Glaneurs derrière les faucheurs, de 1950), des chroniques sur des aspects oubliés, car moins saillants, de l'Ancien et du Nouveau Testament, ressuscités en poésie, et un troisième ouvrage en prose, un journal de voyage à travers la Terre sainte, Vorstin onder de landschappen (Reine parmi les paysages, de 1952, sur le monde merveilleux de l'Orient).
Hoornik qualifie les sonnets de plus importants que tout autre ouvrage précédent. Selon Mok, ils constituent le sommet de son art. Cependant, Lissens y voit la crise d'un poète, la crise de la sécurité. Dans In den beginne (Au début, de 1949), le poète chante à nouveau le paradis sublime, la source de nostalgie et de poésie ; il s'agit d'une interprétation personnelle du récit du paradis. Le poète continue à chercher le « mot » rédempteur, mais en vain. D'autres poèmes sont réunis dans les recueils De lyrische schoolmeester (Le Maître d'école lyrique, de 1949) et De karavaan (La Caravane, de 1953). En outre, il écrit des essais, dont le Kleine catechismus der poëzie (Petit Catéchisme de la poésie, de 1944).
Dans Parken en woestijnen (Parcs et Déserts, de 1940), le premier recueil de Vasalis (nom de plume de Margaretha Droogleever Fortuyn-Leenmans, 1909-1998), on est immédiatement frappé de la grande simplicité et du profondément humain. En 1947 est paru De vogel Phoenix (L'Oiseau Phœnix), le phénix étant l'oiseau légendaire qui renaît toujours de ses cendres, malgré la destruction de sa forme extérieure. Plus récent est Vergezichten en gezichten (Vues et Visages, de 1954).
« Il se manifeste, dans cette poésie, une femme dotée d'un talent tout à fait naturel et - ce qui est plus - d'un mode de réaction naturel par rapport à la réalité. Naturel ne signifie ici en aucun cas naïf ; elle réagit avec la plénitude d'une personnalité mûre et d'une vie affective riche ; elle ne tire ses expériences nullement des apparences de la réalité, ni vit-elle superficiellement dans une susceptibilité spontanée ou dans l'acceptation d'émotions anecdotiques. »
D'autres poètes qui s'inscrivent dans la tradition sont Adriaan Morriën (1912-2002), A. Marja (nom de plume d'Arend Theodoor Mooij, 1917-1964), Pierre Hubert Dubois (1917-1999), Max Dendermonde (nom de plume de Hendrik Hazelhoff, 1919-2004) et Hans Albert Gomperts (1915-1998). Comme essayiste, ce dernier veut continuer la critique telle que pratiquée par Ter Braak et Du Perron.

##### La nouvelle poésie

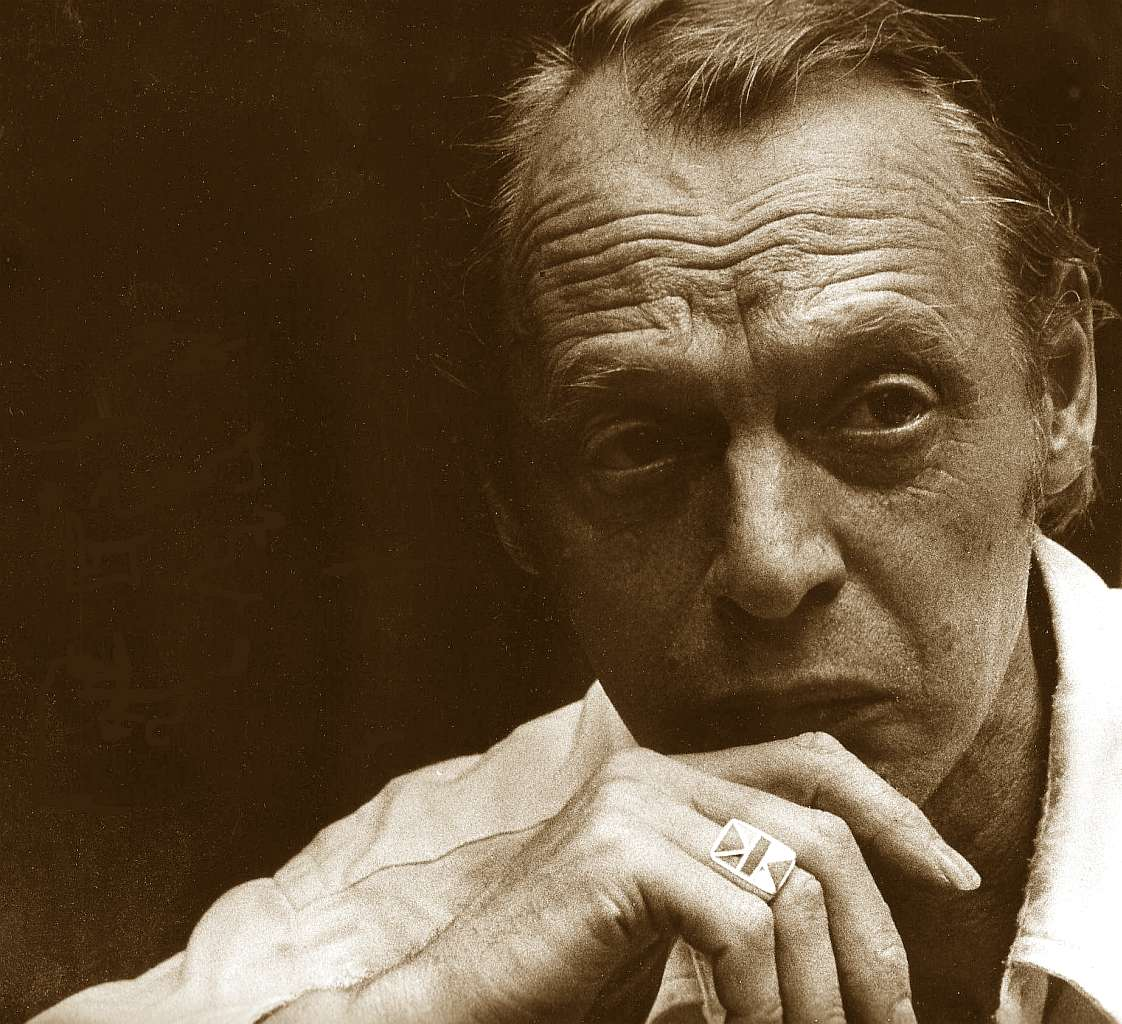
Simon Vinkenoog (1928-2009).

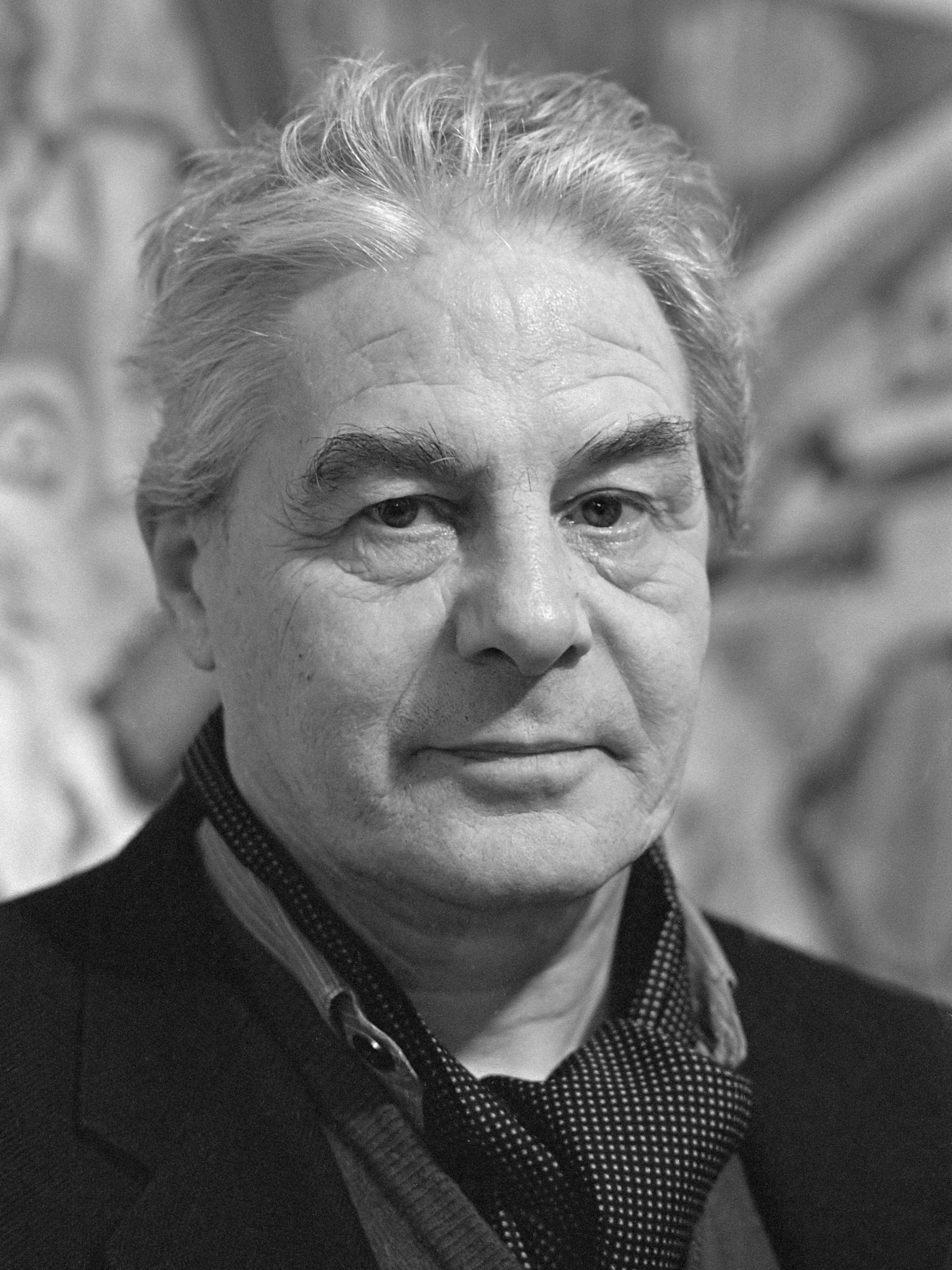
Lucebert (1924-1994).

Pour les plus jeunes, les « expérimentaux », Simon Vinkenoog (1928-2009) joue le rôle de porte-parole de la nouvelle poésie dans l'anthologie Atonaal (Atonal, de 1951). Toute une série d'écrivains associés à ce courant publient dans des revues telles que Podium (Podium), Blurb (Blurb), Braak (En friche), Het Woord (La Parole) et Maatstaf (Mesure), ou dans la série de recueils de poésie De windroos (La Rose des vents). D'importants représentants de ce courant littéraire sont Guillaume van der Graft (nom de plume de Wilhelmus Barnard, 1920-2010), Hans Andreus (nom de plume de Johan Wilhelm van der Zant, 1926-1977), Remco Campert (1929-), Paul Rodenko (1920-1976), Gerrit Kouwenaar (1923-2014), Bert Schierbeek (1918-1996), Jan Hanlo (1912-1969), Hans Lodeizen (1924-1950), Koos Schuur (1915-1995) et Lucebert (nom de plume de Lubertus Jacobus Swaanswijk, 1924-1994). Un de leurs chefs de file est Gerard Diels (1897-1956), auteur du recueil Het doornen zeel (La Corde d'épines, de 1946).
Lucebert (nom de plume de Lubertus Swaanswijk, 1924-1994) écrit de la prose irrationnelle, publiée dans Podium. Plus tard, il est rédacteur du petit mensuel Braak, qui remplace la revue Reflex, dont se dégagent des cris féroces de révolutionnaires qui luttent contre tous les dogmes et systèmes établis. On publie de lui triangel in de jungle / de dieren der democratie (triangle dans la jungle / les animaux de la démocratie, de 1951), de amsterdamse school (l'école d'amsterdam, de 1952), apocrief / de analphabetische naam (apocryphe / le nom analphabétique, de 1952). L'orthographe sans majuscules des titres est assez évocatrice de l'esprit contestataire et libertaire des « Vijftigers ».